# Người Neanderthal
Người Neanderthal (phát âm tiếng Anh: /niˈændərˌtɑːl, neɪ-, -ˌθɑːl/, còn được viết là Neandertal, phiên âm tiếng Việt: Nêanđectan, với các danh pháp khoa học: Homo neanderthalensis hay Homo sapiens neanderthalensis) là một loài hoặc một phân loài người cổ xưa sinh sống tại đại lục Á-Âu cho tới tầm 40.000 năm trước. Tuy nguyên nhân tuyệt chủng của họ còn là đề tài "bị tranh cãi gay gắt", các yếu tố nhân khẩu như cỡ quần thể nhỏ, giao phối cận huyết, và sự biến động ngẫu nhiên được coi là những nguyên nhân khả dĩ. Nhiều học giả khác đề xuất các giả thuyết như: sự cạnh tranh thay thế, sự hòa huyết với người hiện đại (minh chứng là bộ gen trộn lẫn của người hiện đại), sự biến đổi khí hậu quy mô lớn, dịch bệnh, hoặc kết hợp nhiều nguyên nhân trên.
Không rõ từ khi nào dòng dõi người Neanderthal tách khỏi dòng dõi người hiện đại; nhiều nghiên cứu đi tới các kết luận khác nhau về vấn đề này, có khi vào tầm 315.000 năm trước lại có khi sớm tận 800.000 năm trước. Ngoài ra, thời điểm phân tách giữa dòng dõi người Neanderthal và tổ tiên H. heidelbergensis của họ cũng chưa sáng tỏ. Những di cốt lâu đời nhất có khả năng thuộc về người Neanderthal cũng đã phải ít nhất 430.000 năm tuổi, nhưng phân loại của chúng vẫn còn khá mơ hồ. Cho tới nay, ta đã thu thập được rất nhiều hóa thạch Neanderthal, hầu hết có niên đại sau thời điểm 130.000 năm trước. Mẫu chuẩn của người Neanderthal, có tên là Neanderthal 1, được phát hiện tại thung lũng Neander ở Đức  vào năm 1856. Hồi đầu thế kỷ 20, các nhà nghiên cứu thường coi người Neanderthal là giống người nguyên thủy, không thông minh và tàn bạo. Song với các kiến thức mới cùng các phát hiện gần đây, quan điểm của cộng đồng khoa học về giống người này đã thay đổi rõ rệt, tuy rằng hình ảnh người Neanderthal man dã chui rúc trong hang động vẫn còn rất phổ biến trong văn hóa đại chúng.
Đồ gia công của người Neanderthal tương đối tinh xảo, có thể thấy ở kỹ nghệ đồ đá Moustier. Họ biết cách tạo lửa, biết chế tác bếp sưởi trong hang, biết chiết xuất hắc ín từ vỏ cây bạch dương, biết chế tác vật dùng để giữ ấm thân thể giống như chăn và poncho, biết dệt, biết đóng bè đi biển tại Địa Trung Hải, biết tận dụng các loại cây thuốc, biết điều trị vết thương nặng, biết bảo quản thực phẩm, và biết áp dụng các kỹ thuật nấu ăn như quay, đun sôi, và hun khói. Người Neanderthal ăn chủ yếu thú có móng, ngoài ra còn ăn nhiều loài động vật lớn, thực vật, thú cỡ nhỏ, chim chóc và thủy hải sản. Tuy người Neanderthal dường như là kẻ săn mồi đầu bảng, họ vẫn thường xuyên phải cạnh tranh với nhiều loài dã thú lớn như gấu hang, sư tử hang và linh cẩu hang. Một số bằng chứng chỉ ra rằng người Neanderthal có tư duy biểu tượng (symbolic thought) cũng như khả năng biểu đạt nghệ thuật song chưa thực sự xác tín. Một vài bằng chứng mà có lẽ chỉ ra điều này bao gồm: các đồ trang trí làm từ móng và lông chim, hoặc vỏ sò, bộ sưu tập các vật như tinh thể và hóa thạch, bản khắc, nhạc khí ví dụ như cây sáo Divje Babe, và các bức tranh hang động Tây Ban Nha (hiện bị tranh cãi) có niên đại trước 65.000 năm trước. Một số nhà khảo cổ cho rằng người Neanderthal có tín ngưỡng tôn giáo. Người Neanderthal dường như cũng có khả năng nói giống người hiện đại, mặc dù ta chưa rõ độ phức tạp ngôn ngữ của họ.
So với người hiện đại, người Neanderthal sở hữu vóc dáng cường tráng hơn và các chi vận động ngắn hơn (tương đối với cơ thể). Các nhà nghiên cứu cho rằng những đặc điểm này là sự thích nghi để bảo tồn nhiệt trong khí hậu lạnh, hoặc có lẽ là sự thích nghi để chạy nước rút trong môi trường rừng rậm, ấm áp hơn mà người Neanderthal thường sinh sống. Tuy vậy đúng là họ sở hữu nhiều đặc điểm sinh học thích nghi với giá rét, chẳng hạn như khả năng tích trữ chuyên biệt chất béo trong cơ thể và mũi to để làm ấm không khí hít vào (có người cho rằng đặc điểm mũi to là do sự phiêu bạt di truyền). Đàn ông Neanderthal trung bình cao khoảng 165 cm còn đàn bà trung bình cao khoảng 153 cm, tương tự như người hiện đại thời tiền-công nghiệp. Thể tích hộp sọ trung bình của đàn ông và đàn bà Neanderthal lần lượt là 1.600 cm3 (98 in khối) và 1.300 cm3 (79 in khối), nằm trong phạm vi thông số khả dĩ của sọ người hiện đại. Hộp sọ Neanderthal dài hơn so với người hiện đại, có thùy đỉnh và tiểu não nhỏ hơn; song vùng thái dương, chẩm và trán ổ mắt lớn hơn.
Tổng dân số của người Neanderthal rất thấp, khiến tăng sinh các biến thể gen yếu và có hại, góp phần loại trừ mối liên kết đường dài hiệu quả giữa các cộng đồng sống xa cách nhau. Dẫu vậy ta vẫn có bằng chứng về các nền văn hóa địa phương và sự giao thiệp thường xuyên giữa các cộng đồng Neanderthal. Họ có lẽ thường lui tới các hang động và di chuyển luân phiên giữa các hang theo mùa. Người Neanderthal sống trong môi trường căng thẳng cao với tỉ lệ chấn thương cao, nghiên cứu chỉ ra khoảng 80% cá nhân chết trước tuổi 40. Báo cáo sơ thảo dự án bộ gen người Neanderthal năm 2010 đã trình bày bằng chứng về sự giao phối giữa người Neanderthal và người hiện đại. Sự giao hợp này có lẽ đã xảy ra cách đây 316–219 nghìn năm, nhưng ước tính 100.000 năm và 65.000 năm trước có vẻ chuẩn hơn. Người Neanderthal dường như cũng lai hợp với một nhóm người cổ khác gọi là người Denisova sinh sống ở Siberia. Khoảng 1–4% bộ gen của người Âu-Á, người Australo-Melanesia, người Mỹ bản địa và người Bắc Phi được thừa kế từ tổ tiên Neanderthal, trong khi bộ gen của cư dân châu Phi cận Sahara chỉ bao gồm 0,3% gen Neanderthal, điều này có vẻ là bằng chứng chỉ thị hướng luồng gen từ Sapiens-sang-Neanderthal, hoặc ám chỉ một cuộc di cư ngược trở lại Châu Phi gần đây của người Á-Âu. Tóm lại, khoảng 20% các biến thể gen Neanderthal vẫn tồn tại rõ ràng cho đến ngày nay. Mặc dù nhiều biến thể gen thừa kế từ người Neanderthal gây bất lợi cho người hiện đại và đã bị chắt lọc, sự nhập gen Neanderthal vào gen Sapiens (introgression) dường như đã ảnh hưởng đến hệ miễn dịch, cùng một số chức năng và cấu trúc sinh học của người hiện đại, tuy vậy phần lớn số gen đó cũng chỉ là những DNA không mã hóa (Non-coding DNA hay ncDNA) không có vai trò sinh học nào.
Phụ chú: Thuật ngữ "người hiện đại" trong bài đồng nghĩa với H. sapiens.

## Phân loại học

### Danh pháp

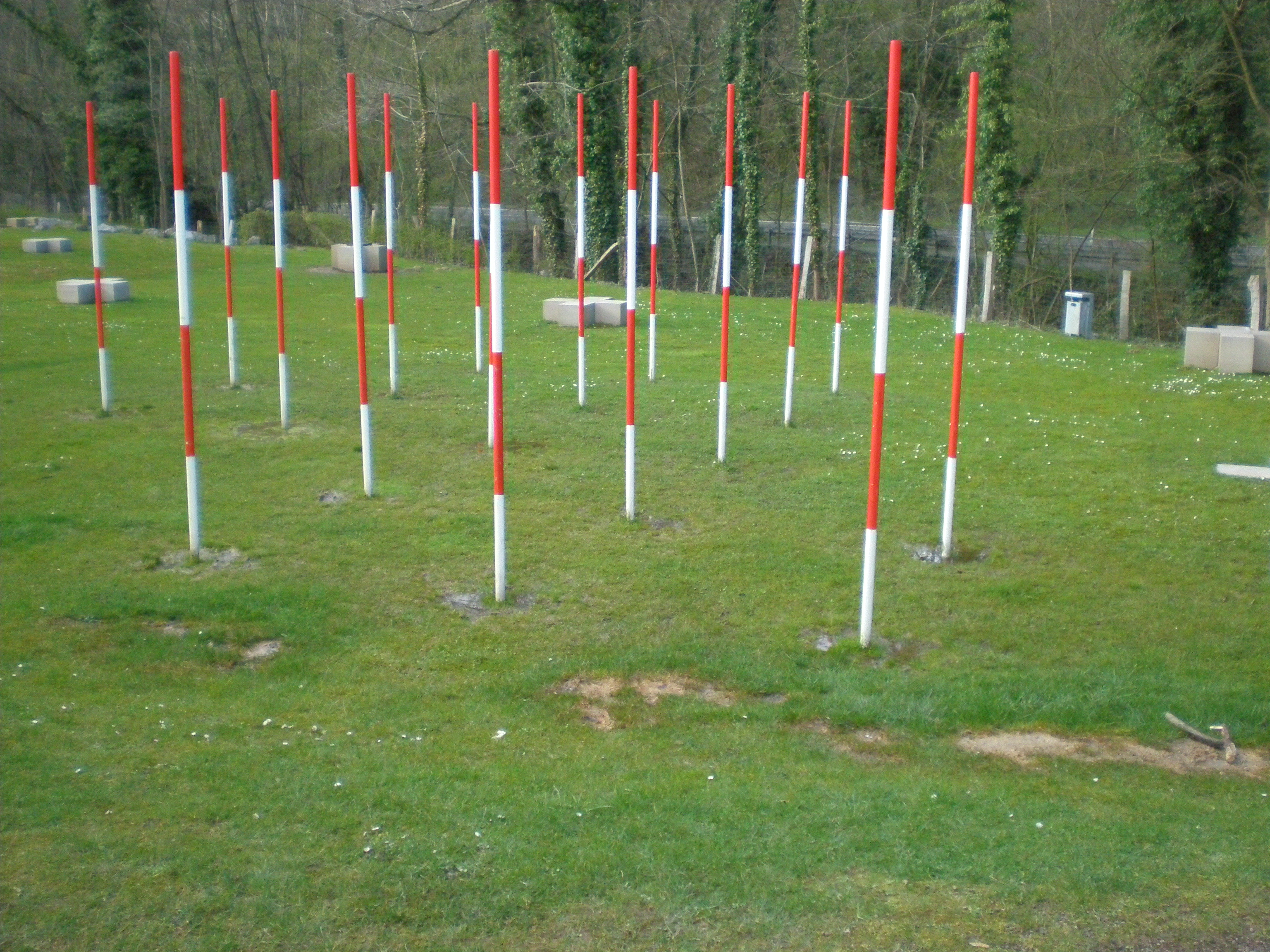
Địa điểm khảo cổ Kleine Feldhofer Grotte nơi phát hiện mẫu Neanderthal 1

Người Neanderthal được đặt tên theo địa danh thung lũng Neander, nơi mẫu vật nhận dạng đầu tiên được tìm thấy. Chính tả tiếng Đức của địa danh thung lũng này là Neanderthal và của chủng người này là Neanderthaler, cho đến cải cách chính tả năm 1901. Sách báo tiếng Anh đôi khi viết Neandertal, ngay cả trong các ấn phẩm khoa học, song danh pháp khoa học H. neanderthalensis phải được viết chính xác là th theo luật ưu tiên danh pháp. Cách viết bản ngữ chỉ tên gọi chủng người này là Neandertaler (nghĩa đen là "cư dân Thung lũng Neander"), còn cách viết Neandertal chỉ đến tên gọi thung lũng. Bản thân tên gọi thung lũng này được đặt theo tên nhà thần học kiêm nhà thơ người Đức cuối thế kỷ 17 là Joachim Neander. Trong tiếng Anh, Neanderthal có thể được phát âm với âm /t/ (kiểu như /niˈændərtɑːl/) hoặc với âm xát /θ/ (kiểu như /niˈændərθɔːl/).
Mẫu chuẩn (type specimen) Neanderthal 1 còn được gọi là "hộp sọ Neanderthal" (tên tiếng Anh là "Neanderthal cranium" hoặc "Neanderthal skull") trong các tài liệu nhân chủng học, và cá thể được tái tạo dựa trên cơ sở hộp sọ ấy đôi khi được gọi là "người đàn ông Neanderthal" ("the Neanderthal man"). Nhà địa chất học người Ireland tên là William King trong một bài báo đọc trước Hiệp hội Khoa học Anh lần thứ 33 vào năm 1863, đã đề xuất danh pháp hai phần là Homo neanderthalensis. Danh pháp đã mở rộng ý nghĩa của tên gọi "người Neanderthal" ban đầu vốn thuộc về một cá thể duy nhất để chỉ toàn bộ một giống loài và chính thức công nhận loài người này có sự khác biệt với người hiện đại (H. sapiens). Tuy nhiên vào năm 1864, ông khuyến nghị nên tách người Neanderthal và người hiện đại thành hai chi khác nhau sau khi đối chiếu sọ người Neanderthal với sọ tinh tinh, cho rằng họ "không có khả năng quan niệm đạo đức và [hữu thần]".

### Lịch sử nghiên cứu

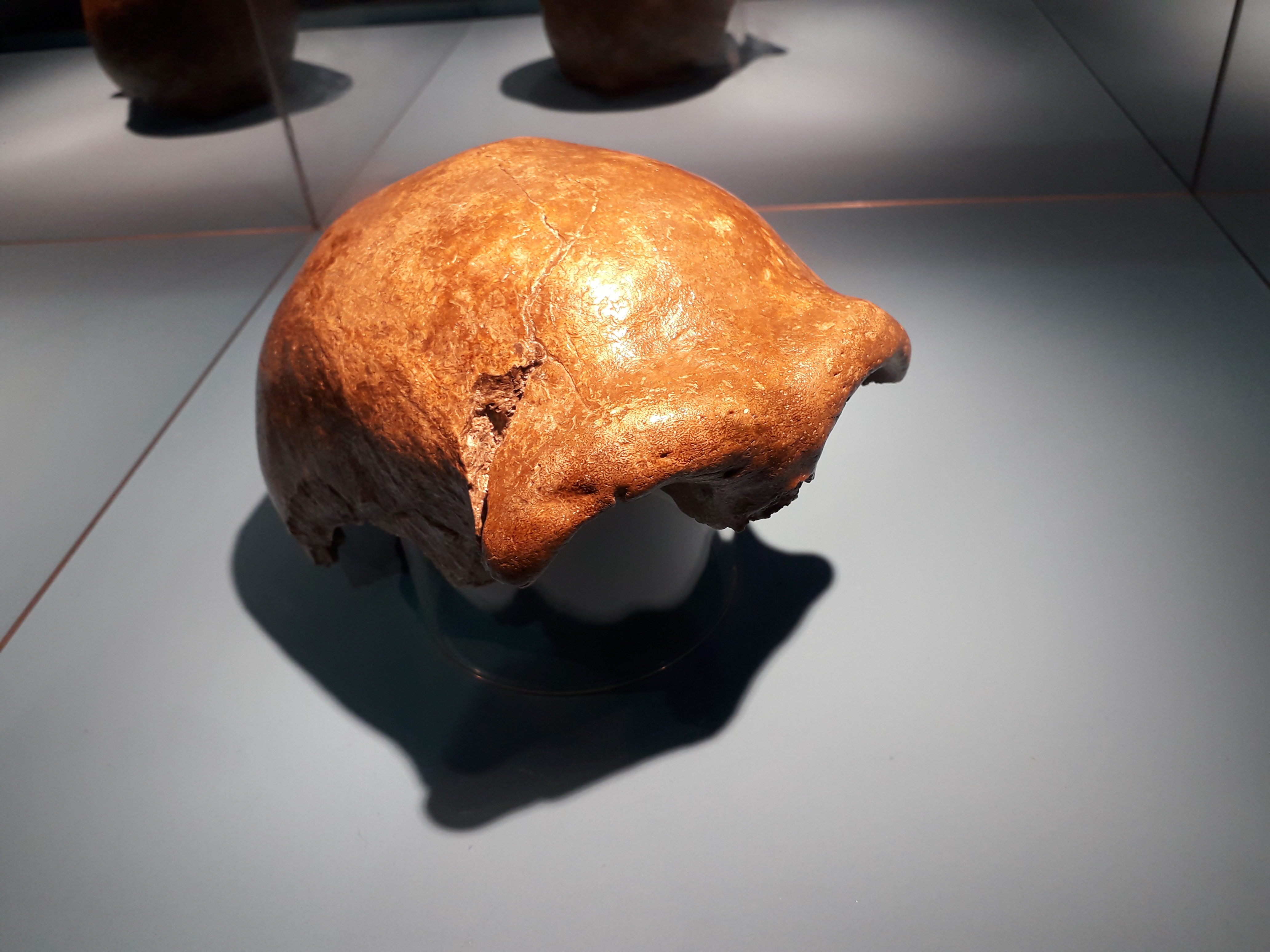
Mái sọ của mẫu chuẩn Neanderthal 1 tại Musée de l'Homme, Paris

Di cốt người Neanderthal được phát hiện lần đầu tiên — Engis 2 (một hộp sọ) — bởi nhà tự nhiên học người Hà Lan Philippe-Charles Schmerling vào năm 1829 tại Grottes d'Engis, Bỉ; nhưng bấy giờ ông cho rằng đó là hộp sọ hóa thạch của người hiện đại. Năm 1848, Edmund Henry Réné Flint trình diện mẫu vật Gibraltar 1 từ Mỏ đá Forbes lên Hiệp hội Khoa học Gibraltar song họ cho rằng đó là hộp sọ của người hiện đại. Năm 1856, giáo viên địa phương Johann Carl Fuhlrott nhận thấy sự khác biệt của một số di cốt — Neanderthal 1 — tại Kleine Feldhofer Grotte trong Thung lũng Neander. Vào năm 1857, ông nộp số di cốt đó cho nhà nhân chủng học người Đức Hermann Schaaffhausen để tiến hành nghiên cứu. Mẫu này bao gồm xương sọ, xương đùi, cánh tay phải, xương trụ và xương cánh tay trái, xương hông trái, một phần xương vai phải, và các mảnh xương sườn. Dựa theo học thuyết của Charles Darwin trong cuốn Nguồn gốc các loài, Fuhlrott và Schaaffhausen lập luận rằng di cốt này thuộc về một dạng người hiện đại cổ; Schaaffhausen vốn là người theo chủ nghĩa Darwin xã hội nên ông tin rằng con người phát triển tuyến tính từ dã man lên văn minh, dựa vào đó mà đi đến kết luận người Neanderthal là giống mọi rợ ăn lông ở lỗ. Fuhlrott và Schaaffhausen bị nhà bệnh lý học Rudolf Virchow chỉ trích gay gắt vì dám suy diễn loài mới chỉ dựa trên một mẫu vật duy nhất. Vào năm 1872, Virchow phản biện rằng mẫu Neanderthal kia là một cá nhân mắc bệnh tật, chứ thực chất chẳng có giống người cổ mới nào được phát hiện. Nhận định sai lầm của Virchow đã làm đình trệ công tác nghiên cứu người Neanderthal cho đến cuối thế kỷ 19.

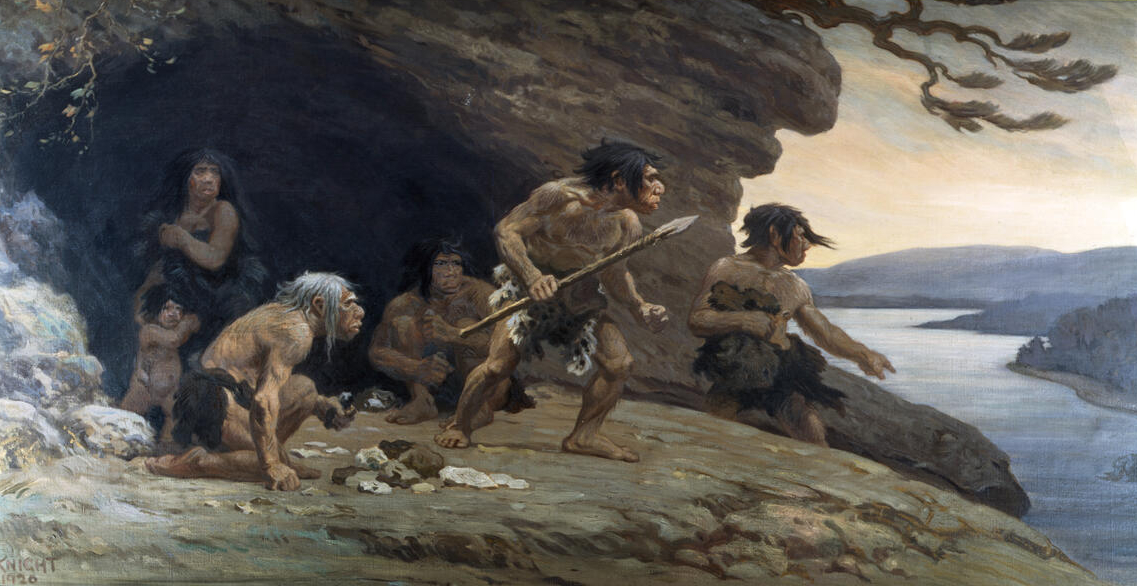
Le Moustier bởi Charles R. Knight, 1920

Đầu thế kỷ 20, ngày càng nhiều mẫu Neanderthal được phát hiện giúp xác lập H. neanderthalensis như một loài chính đáng. Mẫu vật Neanderthal có ảnh hưởng nhất phải kể đến mang tên La Chapelle-aux-Saints 1 (biệt danh "Lão già") được phát hiện tại La Chapelle-aux-Saints, Pháp. Nhà cổ sinh người Pháp Marcellin Boule, một trong những người đặt nền móng phương pháp luận khoa học cho ngành cổ sinh vật học, đã xuất bản nhiều báo cáo học thuật trình bày chi tiết về mẫu La Chapelle-aux-Saints 1, song ông miêu tả giống người này như vượn và có quan hệ xa xôi với loài người. Mẫu vật giả mạo có tên Người Piltdown vào năm 1912 được sử dụng làm bằng chứng về các nhánh người cổ đã tồn tại trong quá khứ, và để ủng hộ phiên bản phục dựng của Boule về loài H. neanderthalensis như một họ hàng xa của con người và một nhánh cụt tiến hóa. Boule là nguyên nhân khiến hình ảnh người Neanderthal gù lưng, man rợ, cầm chày, trở nên phổ biến trong văn hóa đại chúng; chẳng hạn như mô tả trong các tác phẩm The Quest for Fire (1911) của J.-H. Rosny aîné và The Grisly Folk (1927) của H. G. Wells. Năm 1911, nhà nhân học người Scotland Arthur Keith tái tạo mẫu La Chapelle-aux-Saints 1 là tổ tiên trực hệ của người hiện đại, ngồi cạnh đống lửa, sản xuất công cụ, đeo vòng cổ và có tư thế giống con người hơn, nhưng giới khoa học lại chẳng mấy tán thành học thuyết của ông. Keith sau đó từ bỏ luận án của mình vào năm 1915.

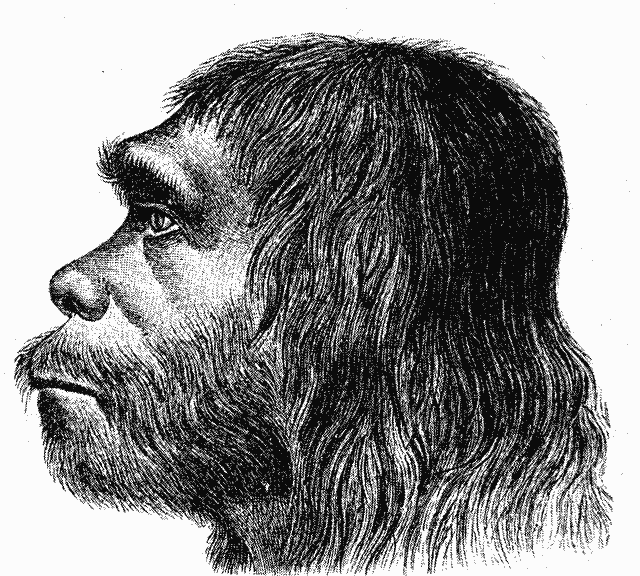
Phục dựng (đã lỗi thời) mẫu Neanderthal 1 bởi Hermann Schaaffhausen, 1888

Giữa thế kỷ 20, sau khi trò bịp người Piltdown bị phơi bày kèm với sự tái kiểm định mẫu La Chapelle-aux-Saints 1 (mẫu này thực chất mắc chứng thoái hóa khớp khiến cột sống bị gù xuống) và nhiều khám phá mới, cộng đồng khoa học bắt tay tái xây dựng bức tranh về người Neanderthal. Những ý tưởng như hành vi, trí thông minh và văn hóa của người Neanderthal bắt đầu được thảo luận, và hình ảnh "giống người hơn" của họ bắt đầu xuất hiện. Năm 1939, nhà nhân học người Mỹ Carleton Coon phục dựng người Neanderthal mặc quần áo công sở hiện đại nhằm nhấn mạnh rằng họ và người hiện đại không khác nhau là mấy. Cuốn tiểu thuyết The Inheritors năm 1955 của William Golding mô tả người Neanderthal có cảm xúc và văn minh hơn nhiều. Tuy nhiên, hình ảnh người Neanderthal man rợ của Boule vẫn có tầm ảnh hưởng cho đến những năm 1960. Hiện nay, các tác phẩm tái tạo người Neanderthal đều mô tả họ rất giống con người.
Giao phối lai tạp giữa người Neanderthal và người hiện đại cổ xưa đã được suy đoán từ rất sớm, chẳng hạn bởi nhà nhân học người Anh Thomas Huxley vào năm 1890, nhà dân tộc học người Đan Mạch Hans Peder Steensby vào năm 1907, và Coon vào năm 1962. Đầu những năm 2000, một số mẫu vật được cho là lai giữa hai dòng người đã được phát hiện: Lagar Velho 1 và Muierii 1. Tuy nhiên, giải phẫu tương tự của chúng có lẽ là do tiến hóa hội tụ. Gen Neanderthal trong các quần thể hiện đại được xác định lần đầu vào năm 2010 với việc lập bản đồ trình tự bộ gen người Neanderthal. Bản đồ này dựa trên 3 di cốt trong hang Vindija tại Croatia, chứa gần 4% DNA cổ (cho phép các nhà khoa học giải trình gần như hoàn chỉnh bộ gen). Tuy nhiên, người ta thấy rằng cứ 200 cặp base lại có 1 sai hỏng bởi tỉ lệ đột biến cao đến mức khó tin, dường như bị ảnh hưởng bởi môi trường bảo quản mẫu. Vào năm 2012, nhà di truyền học người Mỹ gốc Anh Graham Coop đưa ra giả thuyết rằng họ đã tìm thấy bằng chứng về một loài người cổ xưa khác giao phối với người hiện đại. Thuyết này bị bác bỏ vào năm 2013 sau khi các nhà khoa học giải trình bộ gen Neanderthal chất lượng cao được bảo tồn trong mẩu xương ngón chân tìm thấy tại Hang Denisova, Siberia.

### Phân loại
|  | Người Denisova từ Hang Denisova              |
|  |                                              |
|  | Người Denisova từ Hang Karst Bạch Thạch Nhai |
|  |                                              |

|  | Người Neanderthal từ Hang Denisova                                                                     |
|  | |
|  | \| \| Người Neanderthal từ Hang Sidrón \| \| \| \| \| \| Người Neanderthal từ Hang Vindija \| \| \| \| |
|  | |
|  | Người Neanderthal từ Hang Sidrón                                                                       |
|  | |
|  | Người Neanderthal từ Hang Vindija                                                                      |
|  | |

|  | Người Neanderthal từ Hang Sidrón  |
|  |                                   |
|  | Người Neanderthal từ Hang Vindija |
|  |                                   |

|  | Người Denisova từ Hang Denisova              |
|  |                                              |
|  | Người Denisova từ Hang Karst Bạch Thạch Nhai |
|  |                                              |

|  | Người Neanderthal từ Hang Denisova                                                                     |
|  | |
|  | \| \| Người Neanderthal từ Hang Sidrón \| \| \| \| \| \| Người Neanderthal từ Hang Vindija \| \| \| \| |
|  | |
|  | Người Neanderthal từ Hang Sidrón                                                                       |
|  | |
|  | Người Neanderthal từ Hang Vindija                                                                      |
|  | |

|  | Người Neanderthal từ Hang Sidrón  |
|  |                                   |
|  | Người Neanderthal từ Hang Vindija |
|  |                                   |

|  | Người Denisova từ Hang Denisova              |
|  |                                              |
|  | Người Denisova từ Hang Karst Bạch Thạch Nhai |
|  |                                              |

|  | Người Neanderthal từ Hang Denisova                                                                     |
|  | |
|  | \| \| Người Neanderthal từ Hang Sidrón \| \| \| \| \| \| Người Neanderthal từ Hang Vindija \| \| \| \| |
|  | |
|  | Người Neanderthal từ Hang Sidrón                                                                       |
|  | |
|  | Người Neanderthal từ Hang Vindija                                                                      |
|  | |

|  | Người Neanderthal từ Hang Sidrón  |
|  |                                   |
|  | Người Neanderthal từ Hang Vindija |
|  |                                   |

|  | Người Denisova từ Hang Denisova              |
|  |                                              |
|  | Người Denisova từ Hang Karst Bạch Thạch Nhai |
|  |                                              |

|  | Người Neanderthal từ Hang Denisova                                                                     |
|  | |
|  | \| \| Người Neanderthal từ Hang Sidrón \| \| \| \| \| \| Người Neanderthal từ Hang Vindija \| \| \| \| |
|  | |
|  | Người Neanderthal từ Hang Sidrón                                                                       |
|  | |
|  | Người Neanderthal từ Hang Vindija                                                                      |
|  | |

|  | Người Neanderthal từ Hang Sidrón  |
|  |                                   |
|  | Người Neanderthal từ Hang Vindija |
|  |                                   |

|  | Người Denisova từ Hang Denisova              |
|  |                                              |
|  | Người Denisova từ Hang Karst Bạch Thạch Nhai |
|  |                                              |

|  | Người Neanderthal từ Hang Denisova                                                                     |
|  | |
|  | \| \| Người Neanderthal từ Hang Sidrón \| \| \| \| \| \| Người Neanderthal từ Hang Vindija \| \| \| \| |
|  | |
|  | Người Neanderthal từ Hang Sidrón                                                                       |
|  | |
|  | Người Neanderthal từ Hang Vindija                                                                      |
|  | |

|  | Người Neanderthal từ Hang Sidrón  |
|  |                                   |
|  | Người Neanderthal từ Hang Vindija |
|  |                                   |

|  | Người Denisova từ Hang Denisova              |
|  |                                              |
|  | Người Denisova từ Hang Karst Bạch Thạch Nhai |
|  |                                              |

|  | Người Neanderthal từ Hang Denisova                                                                     |
|  | |
|  | \| \| Người Neanderthal từ Hang Sidrón \| \| \| \| \| \| Người Neanderthal từ Hang Vindija \| \| \| \| |
|  | |
|  | Người Neanderthal từ Hang Sidrón                                                                       |
|  | |
|  | Người Neanderthal từ Hang Vindija                                                                      |
|  | |

|  | Người Neanderthal từ Hang Sidrón  |
|  |                                   |
|  | Người Neanderthal từ Hang Vindija |
|  |                                   |

|  | Người Denisova từ Hang Denisova              |
|  |                                              |
|  | Người Denisova từ Hang Karst Bạch Thạch Nhai |
|  |                                              |

|  | Người Neanderthal từ Hang Denisova                                                                     |
|  | |
|  | \| \| Người Neanderthal từ Hang Sidrón \| \| \| \| \| \| Người Neanderthal từ Hang Vindija \| \| \| \| |
|  | |
|  | Người Neanderthal từ Hang Sidrón                                                                       |
|  | |
|  | Người Neanderthal từ Hang Vindija                                                                      |
|  | |

|  | Người Neanderthal từ Hang Sidrón  |
|  |                                   |
|  | Người Neanderthal từ Hang Vindija |
|  |                                   |

|  | Người Denisova từ Hang Denisova              |
|  |                                              |
|  | Người Denisova từ Hang Karst Bạch Thạch Nhai |
|  |                                              |

|  | Người Neanderthal từ Hang Denisova                                                                     |
|  | |
|  | \| \| Người Neanderthal từ Hang Sidrón \| \| \| \| \| \| Người Neanderthal từ Hang Vindija \| \| \| \| |
|  | |
|  | Người Neanderthal từ Hang Sidrón                                                                       |
|  | |
|  | Người Neanderthal từ Hang Vindija                                                                      |
|  | |

|  | Người Neanderthal từ Hang Sidrón  |
|  |                                   |
|  | Người Neanderthal từ Hang Vindija |
|  |                                   |

Người Neanderthal thuộc chi Homo của họ Người và thường được coi là một loài riêng biệt với danh pháp hai phần H. neanderthalensis, tuy cũng có khi được coi là một phân loài theo danh pháp ba phần H. sapiens neanderthalensis. Nếu ta chấp nhận kiểu phân loại sau thì người hiện đại phải được định danh là H. sapiens sapiens.
Tranh cãi về phân loại của người Neaderthal bắt nguồn từ sự mơ hồ của khái niệm "loài", vì thuật ngữ này thường được sử dụng để phân biệt hai quần thể cách biệt về mặt di truyền, song ta biết rằng người hiện đại và người Neanderthal hoàn toàn có thể giao phối. Tuy nhiên, bởi lẽ nhiễm sắc thể Y phụ hệ và DNA ty thể mẫu hệ (mtDNA) bắt nguồn từ người Neanderthal không xuất hiện ở người hiện đại cộng với sự vắng mặt của DNA nhiễm sắc thể X của người Neanderthal ngụ ý rằng con lai của hai nhóm thường có nguy cơ bị vô sinh. Điều này chứng tỏ một rào cản sinh sản tồn tại giữa hai nhóm, chính vì vậy có thể coi chúng là hai loài khác nhau.
Năm 2014, nhà di truyền học Svante Pääbo phát biểu rằng "cuộc chiến phân loại" này bất phân thắng bại, "vì không một định nghĩa nào về loài phản ánh hoàn hảo trường hợp đây".
Người Neanderthal có quan hệ họ hàng gần với người Denisova hơn so với người hiện đại. Hai giống người cổ kia có tổ tiên chung cuối cùng (LCA) gần đây hơn so với người hiện đại dựa trên phân tích DNA nhân (nDNA). Tuy nhiên, người Neanderthal và người hiện đại có LCA ty thể gần đây hơn dựa trên nghiên cứu mtDNA. Điều này chứng tỏ một sự kiện giao phối đã xảy ra sau sự phân tách Neanderthal/Denisova và tạo ra dòng mtDNA mới. Nguyên nhân của sự kiện này có lẽ bởi sự xâm nhập gen từ một loài người cổ xưa chưa được xác định vào bộ gen người Denisova, hoặc sự xâm nhập gen từ một dòng di cư ra khỏi châu Phi của người hiện đại sớm hơn chưa được xác định vào bộ gen người Neanderthal.

## Tiến hóa
Phần lớn giới chuyên gia cho rằng H. heidelbergensis là tổ tiên chung cuối cùng của người Neanderthal, người Denisova, và người hiện đại trước khi các quần thể này trở nên biệt lập lần lượt tại châu Âu, châu Á và châu Phi. Cách để phân biệt H. heidelbergensis và người Neanderthal chủ yếu dựa trên khoảng trống hóa thạch ở châu Âu từ 300-243 nghìn năm trước thuộc giai đoạn đồng vị biển 8 (MIS 8, viết tắt của Marine Isotope Stage 8). Theo quy ước, "người Neanderthal" là những hóa thạch có niên đại sau khoảng trống này. Tuy nhiên, di cốt 430 nghìn năm tuổi (ka) tại Sima de los Huesos nhiều khả năng là cá thể đại diện cho người Neanderthal sơ khai hoặc một nhóm liên quan mật thiết, và di cốt Aroeira 3 đã 400.000 năm tuổi có lẽ đại diện cho một giai đoạn tiến hóa quá độ. Ta phải chú ý rằng hình thái nguyên bản (basal) và phái sinh (derived) hoàn toàn có thể tồn tại đồng thời. Có lẽ từng xảy ra một sự kiện lưu chuyển gen giữa Tây Âu và Châu Phi trong kỷ Pleistocen giữa, làm che khuất đặc điểm Neanderthal ở các mẫu vật thuộc khoảng thời gian này, cụ thể là những mẫu được khai quật từ Ceprano, Ý và hẻm núi Sićevo, Serbia. Bản ghi hóa thạch bắt đầu hoàn chỉnh hơn từ 130.000 năm trước trở đi, và phần lớn di cốt Neanderthal được phát hiện đều có niên đại vào sau thời điểm đó. Di tích nha khoa từ các di chỉ Visogliano và Fontana Ranuccio tại Ý chứng tỏ các đặc điểm nha khoa của người Neanderthal đã tiến hóa vào khoảng 450–430 nghìn năm trước trong thời kỳ Pleistocen giữa.
Hiện có hai giả thuyết chính về sự tiến hóa của người Neanderthal hậu kỳ phân tách của họ với người hiện đại, đó là: thuyết hai giai đoạn (two-phase) và thuyết bồi tụ (accretion). Giả thuyết hai giai đoạn cho rằng một đại sự kiện môi trường duy nhất — chẳng hạn như băng kỳ Saale — đã khiến quần thể H. heidelbergensis ở châu Âu tăng nhanh kích thước và độ chắc khỏe của cơ thể, làm cho hộp sọ dãn ra (giai đoạn 1), rồi dẫn đến những thay đổi tiếp ở hộp sọ (giai đoạn 2). Tuy nhiên cũng phải xét rằng đặc điểm giải phẫu của Neanderthal không hoàn toàn chỉ được thúc đẩy bởi riêng thời tiết lạnh giá. Giả thuyết bồi tụ cho rằng người Neanderthal dần dần tiến hóa theo thời gian từ tổ tiên H. heidelbergensis, và được chia thành 4 giai đoạn: sơ kỳ tiền-Neanderthal (MIS 12, băng kỳ Elster), tiền-Neanderthal sensu lato (MIS 11-9, gian băng Holstein), người Neanderthal sơ khai (MIS 7–5, băng kỳ Saale – kỳ gian băng Eemian), và người Neanderthal cổ điển sensu stricto (MIS 4–3, băng kỳ Würm).
Có nhiều ước tính về thời điểm người Neanderthal và người hiện đại phân tách. Thời điểm 250.000 năm trước được đưa ra nếu coi "H. helmei" là tổ tiên chung cuối cùng (LCA), theo đó sự phân tách hai dòng gắn liền với sự xuất hiện của kỹ thuật Levallois để chế tạo công cụ bằng đá. Ước tính 400.000 năm trước lấy H. heidelbergensis làm mốc LCA. Ước tính 600.000 năm trước lấy "H. rhodesiensis" làm mốc LCA, tổ tiên mà phân tách thành nhánh người hiện đại và nhánh người Neanderthal/H. heidelbergensis. Ước tính 800.000 năm trước lấy H. antecessor làm mốc LCA, nhưng cũng có các biến thể của mô hình này tính ra thời điểm 1 triệu năm trước. Tuy vậy, phân tích hệ protein men răng của H. antecessor năm 2020 chỉ ra rằng loài này là họ hàng bàng hệ chứ không phải tổ tiên trực hệ. Các nghiên cứu DNA đưa ra nhiều kết quả khác nhau về thời điểm phân tách Neanderthal/người hiện đại, ví dụ như 538–315, 553–321, 565–503, 654–475, 690–550, 765–550, 741–317, hoặc 800–520 nghìn năm trước. Ngoài ra một phân tích nha khoa năm 2019 kết luận sự phân tách xảy ra 800.000 năm trước.
Người Neanderthal và người Denisova có quan hệ họ hàng gần gũi với nhau hơn so với người hiện đại, tức là sự phân tách giữa người Neanderthal và Denisova xảy ra sau khi họ chia tách với người hiện đại. Giả sử tốc độ đột biến là 1x10−9 hoặc 0.5x10−9 trên mỗi cặp base (bp) mỗi năm, sự phân tách Neanderthal/Denisova xảy ra lần lượt vào khoảng 236–190 hoặc 473–381 nghìn năm trước. Nếu giả thiết 1.1x10−8 mỗi thế hệ mà cứ sau 29 năm lại có thế hệ mới thì thời điểm phân tách cách đây 744.000 năm. Nếu giả thiết 5x10−10 điểm phản ứng nucleotide (nucleotide site) mỗi năm thì thời điểm phân tách cách đây 616.000 năm. Nếu chấp nhận niên đại 616.000 năm thì sự phân tách có lẽ diễn ra trước thời điểm hominin lan rộng khắp châu Âu, và các đặc điểm sinh học của người Neanderthal đã manh nha xuất hiện cách đây 600–500 nghìn năm. Trước khi rẽ nhánh, tổ tiên chung Neanderthal/Denisova (còn gọi là "người Neandersova") di cư ra khỏi châu Phi vào châu Âu rồi dường như lai tạp với một loài người "siêu thái cổ" chưa xác định đã có mặt ở đó từ trước; loài siêu thái cổ này là hậu duệ của cuộc di cư ra khỏi châu Phi thuở sớm khoảng 1,9 triệu năm trước.

## Nhân khẩu

### Phạm vi

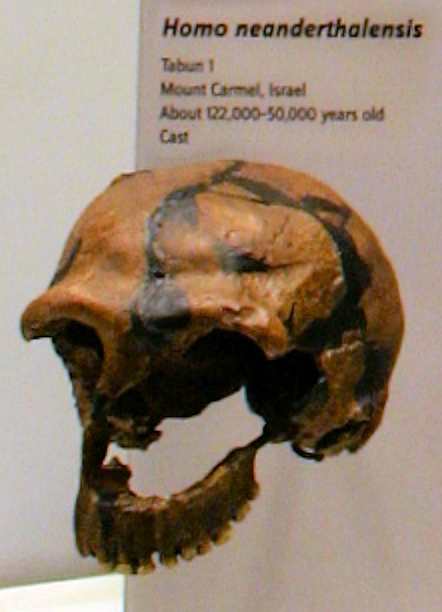
Sọ Neanderthal tìm thấy ở Hang Tabun, Israel, thuộc bộ sưu tập của Bảo tàng Israel

Ta biết rất ít về người tiền-Neanderthal và Neanderthal sơ kỳ sống trước thời kỳ gian băng Eemian (130.000 năm trước), và di cốt của họ chủ yếu được tìm thấy tại các địa điểm phía Tây Âu. Từ thời điểm 130.000 năm trước trở đi, chất lượng các mẫu hóa thạch Neanderthal (cổ điển) tốt lên đáng kể, có thể được tìm thấy tại Tây Âu, Trung Âu, Đông Âu và vùng Địa Trung Hải thuộc châu Âu, cũng như Tây Nam, Trung và Bắc Á rồi tới tận dãy núi Altay ở miền nam Siberia. Mặt khác, lãnh thổ của người tiền-Neanderthal và Neanderthal sơ kỳ dường như chỉ thu gọn tại Pháp, Tây Ban Nha và Ý, tuy cũng có một số tiến ra khỏi "khu vực lõi" này để lập các khu tạm cư về phía đông, chưa hoàn toàn thoát khỏi châu Âu. Miền tây nam nước Pháp là nơi có mật độ di chỉ tiền-Neanderthal, Neanderthal sơ kỳ và Neanderthal cổ điển dày đặc nhất.
Di chỉ Neanderthal cực nam hiện được biết là Hang Shuqba, Levant; các báo cáo về sự hiện diện của Neanderthal tại Jebel Irhoud ở Bắc Phi và Haua Fteah đã được đính chính là H. sapiens. Di chỉ Neanderthal cực đông hiện được biết là hang Denisova, Siberia 85° Đông. Hộp sọ với biệt danh Mã Bá Nhân được tìm thấy tại đông nam Trung Quốc chia sẻ một số đặc điểm hình thái với sọ Neanderthal, mặc dù đây có thể chỉ là kết quả của sự tiến hóa hội tụ chứ chưa chắc người Neanderthal đã mở rộng phạm vi đến Thái Bình Dương. Địa đầu Neanderthal phía bắc thường được chấp nhận là 55° Bắc, với các di chỉ không bàn cãi nằm trong khoảng từ 50° Bắc–53° Bắc song vẫn rất khó để đánh giá chính xác vì sự xâm lấn của băng hà đã tàn phá hầu hết các di tích cổ xưa. Nhà cổ sinh vật học Trine Kellberg Nielsen cho rằng sự thiếu thốn bằng chứng tại Nam Scandinavia (ít nhất là các bằng chứng thuộc kì gian băng Eemian) chính bởi một phần lý do trên. Các đồ tạo tác thời đại đồ đá cũ giữa đã được tìm thấy ở 60° Bắc vùng đồng bằng Nga, nhưng nhiều khả năng chúng là sản phẩm của người tinh khôn. Một nghiên cứu năm 2017 khẳng định chi Homo từng sinh sống tại địa điểm Cerutti Mastodon ở California Bắc Mỹ cách đây 130.000 năm, nhưng bị hầu hết giới khảo cổ bác bỏ.
Không rõ khí hậu dao động nhanh chóng của thời kỳ băng hà cuối cùng (sự kiện Dansgaard-Oeschger) tác động thế nào đến người Neanderthal, bởi lẽ thời kỳ ấm lên sẽ tạo điều kiện nhiệt độ thuận lợi cho phép rừng cây phát triển và xua đuổi các đàn động vật lớn còn thời kỳ lạnh giá sẽ tạo ra hiệu ứng ngược lại. Tuy vậy, người Neanderthal có lẽ thích nghi với cảnh quan rừng cây hơn. Cỡ quần thể có thể đạt đỉnh trong những khoảng thời gian mà khí hậu không quá lạnh, chẳng hạn như giai đoạn đồng vị biển 8 và 6 (tức là 300 và 191 nghìn năm trước, nằm trong băng kỳ Saale). Phạm vi sinh sống của người Neanderthal có thể co giãn tùy theo các chu kỳ băng hà tiến thoái bởi họ phải di cư để tránh các tầng băng vĩnh cửu và cư trú tại các refugium trong giai đoạn băng hà cực đại. Vào năm 2021, nhà nhân chủng học Israel Hershkovitz và các đồng nghiệp báo cáo di cốt Nesher Ramla 140-120 nghìn năm tuổi ở Israel có đặc điểm pha trộn giữa người Neanderthal và H. erectus cổ hơn, đại diện cho một quần thể nguồn tái chiếm châu Âu hậu băng kỳ.

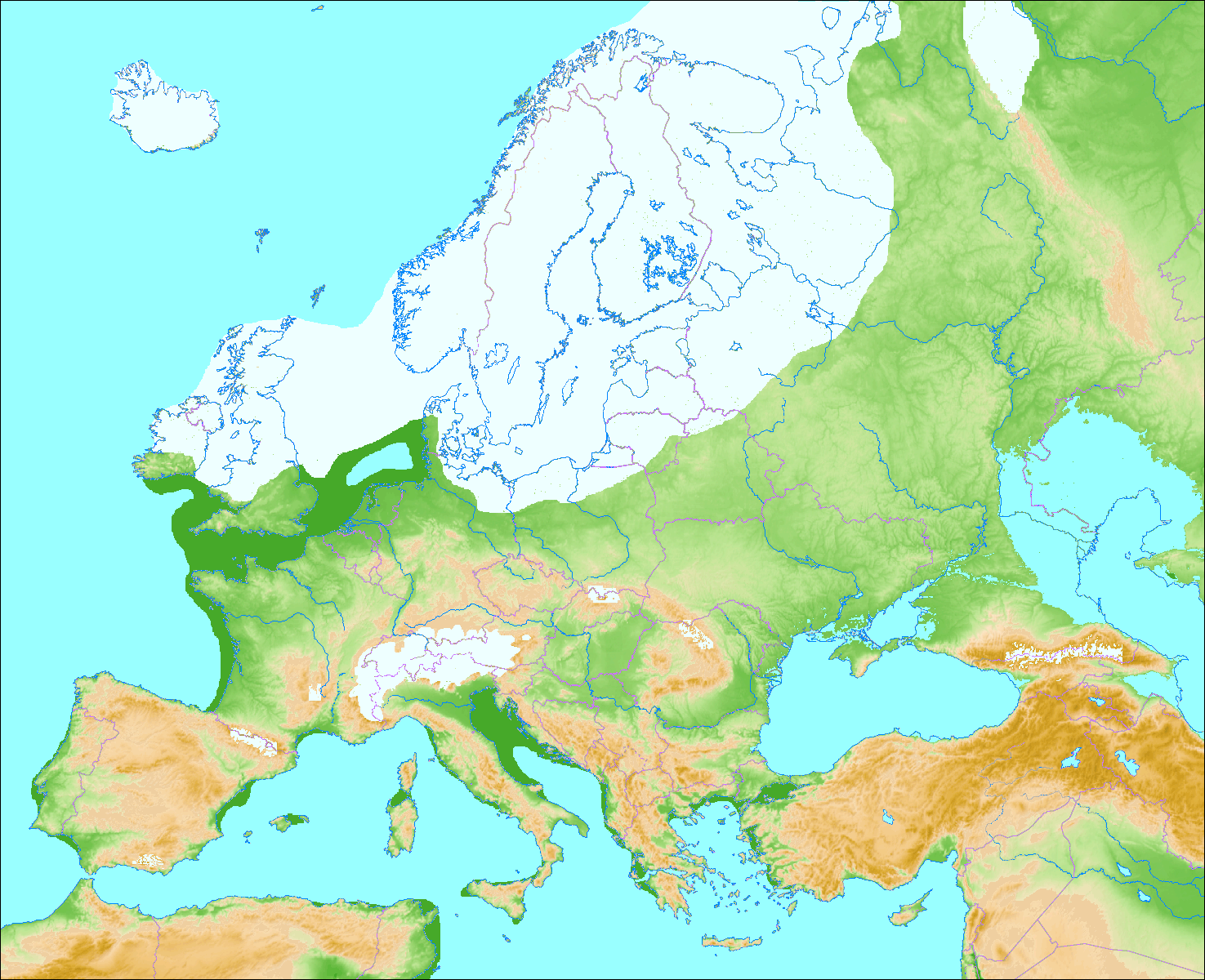
Bản đồ châu Âu vào băng kỳ Würm (70–20 nghìn năm trước)

### Dân số
Giống như người hiện đại, người Neanderthal có lẽ xuất thân từ một quần thể cỡ nhỏ với dân số hiệu quả (effective population) - tức số lượng cá thể có thể làm cha mẹ - nằm trong khoảng từ 3.000 đến 12.000. Tuy nhiên dân số người Neanderthal duy trì ở mức rất thấp, làm tăng sinh các gen có hại và yếu bởi thiếu sự hiệu quả của chọn lọc tự nhiên. Nhiều nghiên cứu khác nhau sử dụng phân tích DNA ty thể đưa ra các dân số hiệu quả khác nhau, chẳng hạn như khoảng từ 1.000 đến 5.000; từ 5.000 đến 9.000 và không đổi; hoặc từ 3.000 đến 25.000 tăng đều đặn cho đến 52.000 năm trước rồi suy giảm cho đến khi tuyệt chủng. Song tất cả nghiên cứu đều đồng ý dân số của họ rất thấp, ít hơn 1/10 dân số người hiện đại đương thời ở Tây Âu, có lẽ vì tỉ lệ sinh đẻ của người Neanderthal kém hơn. Các ước tính đưa ra tổng số hơn chục nghìn thường bị tranh cãi. Dân số thấp ổn định có thể được giải thích bằng giả thuyết "Bẫy Boserup": khả năng chịu đựng (carrying capacity) của một quần thể bị giới hạn bởi lượng thực phẩm mà quần thể ấy có thể thu được, điều mà cũng bị giới hạn bởi công nghệ của quần thể ấy. Sự đổi mới (innovation) gia tăng theo dân số, nhưng nếu dân số quá thấp, sự đổi mới sẽ không diễn ra nhanh chóng và dân số sẽ vẫn ở mức thấp. Thuyết này phù hợp với sự đình trệ 150.000 năm mà ta có thể thấy trong kỹ thuật chế tác dụng cụ bằng đá của người Neanderthal.
Trong một mẫu gồm 206 cá thể Neanderthal, dựa trên số lượng lớn cá thể nam giới trưởng thành và trẻ tuổi so với các độ tuổi nhân khẩu khác, khoảng 80% người trên 20 tuổi trong số này chết trước khi đến tuổi 40. tỉ lệ tử vong cao ngất ngưởng này có lẽ là bởi họ sinh sống trong môi trường căng thẳng cao. Tuy nhiên ước tính chỉ ra rằng tháp tuổi của người Neanderthal và người hiện đại đương thời giống hệt nhau. tỉ lệ tử vong ở trẻ Neanderthal sơ sinh rất cao, khoảng 43% ở quần thể phía bắc Âu-Á.

## Giải phẫu

### Vóc dáng
Người Neanderthal sở hữu cơ thể cường tráng và săn chắc hơn người hiện đại điển hình, khung xương sườn của họ rộng hơn và hình thùng; khối chậu của họ cũng rộng hơn; cẳng tay và cẳng chân của họ ngắn hơn (tương đối với cơ thể).
Dựa trên 45 mẫu xương dài của 14 đàn ông và 7 đàn bà người Neanderthal, chiều cao trung bình của họ là 164–168 cm đối với nam và 152–156 cm đối với nữ. Để so sánh, chiều cao trung bình của 20 nam và 10 nữ người hiện đại hậu kỳ đá cũ lần lượt là 176 cm và 163 cm, mặc dù chiều cao người hiện đại giảm xuống 10 cm gần cuối giai đoạn này dựa trên mẫu 21 nam và 15 nữ; và chiều cao trung bình của người vào năm 1900 lần lượt là 163 cm và 152,7 cm. Bản ghi hóa thạch cho thấy người Neanderthal trưởng thành có chiều cao từ 147,5 đến 177 cm, và một số có thể cao hơn thế. Về cân nặng của người Neanderthal, lấy mẫu 26 cá nhân đưa ra các con số trung bình là 77,6 kg đối với nam và 66,4 kg đối với nữ. Chỉ số khối cơ thể của nam giới Neanderthal rơi vào khoảng 26,9–28,2; tức thừa cân đối với người hiện đại. Điều này chứng tỏ vóc dáng của họ phải rất cường tráng. Gen LEPR của người Neanderthal chịu trách nhiệm điều tiết lưu trữ chất béo và sản sinh thân nhiệt tương tự gen voi ma mút lông xoăn, đều là những đặc điểm thích nghi với khí hậu giá rét.
Đốt sống cổ của người Neanderthal dài và dày hơn so với (hầu hết) người hiện đại để cân bằng cái đầu với hình dạng khác biệt của họ. Ngực của người Neanderthal (bao gồm lồng ngực) có kích thước tương tự như người hiện đại song các xương sườn dài và thẳng hơn. Điều này nghĩa là phần giữa ngực dưới của họ rộng và phần ngực dưới co giãn khi hít thở mạnh hơn, ngụ ý rằng cơ hoành và dung tích phổi của họ lớn. Dung tích phổi mẫu vật Kebara 2 được ước tính ở mức 9,04 L (2,39 gal Mỹ), so sánh với dung tích phổi trung bình ở người hiện đại là 6 L (1,6 gal Mỹ) đối với nam và 4,7 L (1,2 gal Mỹ) đối với nữ. Ngực của người Neanderthal căng rộng theo chiều trước-ra-sau. Xương cùng (nơi xương chậu nối với cột sống) nghiêng theo chiều thẳng đứng và ở vị trí thấp hơn so với khung chậu, khiến cho cột sống của họ ít ưỡn hơn và hơi gập vào. Nếu triệu chứng này xuất hiện ở người hiện đại thì được coi là một bất thường với tên gọi xương cụt thắt lưng hóa (lumbarized sacrum). Sự tiến hóa một cột sống như vậy giúp người Neanderthal tăng khả năng gập bên-sang-bên (mediolateral flexion), củng cố tốt hơn phần ngực dưới rộng. Một số học giả cho rằng đặc điểm này khá bình thường đối với chi Homo, ngay cả ở Homo ergaster hoặc Homo erectus của vùng nhiệt đới, và rằng tình trạng ngực hẹp ở hầu hết người hiện đại mới là điểm độc đáo.
Tỉ lệ cơ thể của người Neanderthal thường được nhận xét là cực kỳ thích nghi với giá lạnh (hay "hyperarctic"), bởi vì tỉ lệ đó tương tự như các quần thể người hiện đại sống tại vùng khí hậu lạnh—ví dụ như người Yupik Siberi hay người Inuit thuộc H. Sapiens—và chi vận động ngắn hơn giúp họ giữ lại nhiều thân nhiệt hơn. Tuy nhiên cũng phải chú ý rằng những người Neanderthal sinh sống ở các đới khí hậu ôn hòa (chẳng hạn như Iberia) vẫn có dáng dấp "hyperarctic". Vào năm 2019, nhà nhân chủng học người Anh John Stewart và các đồng nghiệp đề xuất rằng đặc điểm bên trên của người Neanderthal thích nghi cho việc chạy nước rút chứ không phải giá lạnh, bởi lẽ bằng chứng cho thấy người Neanderthal thích những khu vực có cây cối ấm áp hơn thảo nguyên voi ma mút lạnh cóng và phân tích DNA cho thấy tỉ lệ sợi cơ co rút nhanh ở người Neanderthal lớn hơn so với người hiện đại. Stewart cho rằng tỉ lệ cơ thể và khối lượng cơ bắp lớn của Neanderthal thích nghi cho việc chạy nước rút trái ngược với vóc dáng thiên về chạy bền của người hiện đại, bởi lối săn mồi bền bỉ chỉ hiệu quả ở những vùng khí hậu nóng, nơi thợ săn bám theo con mồi cho tới khi nó kiệt sức bởi sự tăng thân nhiệt. Người Neanderthal có xương gót chân dài hơn, giảm khả năng chạy bền và các chi ngắn hơn của họ làm giảm chiều dài cánh tay đòn ở các chi, cho phép họ tạo lực quay lớn hơn ở cổ tay và mắt cá chân mà không cần gắng sức các cơ xoay ở khuỷu tay và đầu gối bằng cách tăng tốc độ rút cơ, tạo gia tốc lớn hơn. Năm 1981, nhà cổ nhân học người Mỹ Erik Trinkaus để ý đến lời giải thích này nhưng cho rằng nó không quá thuyết phục.

### Khuôn mặt

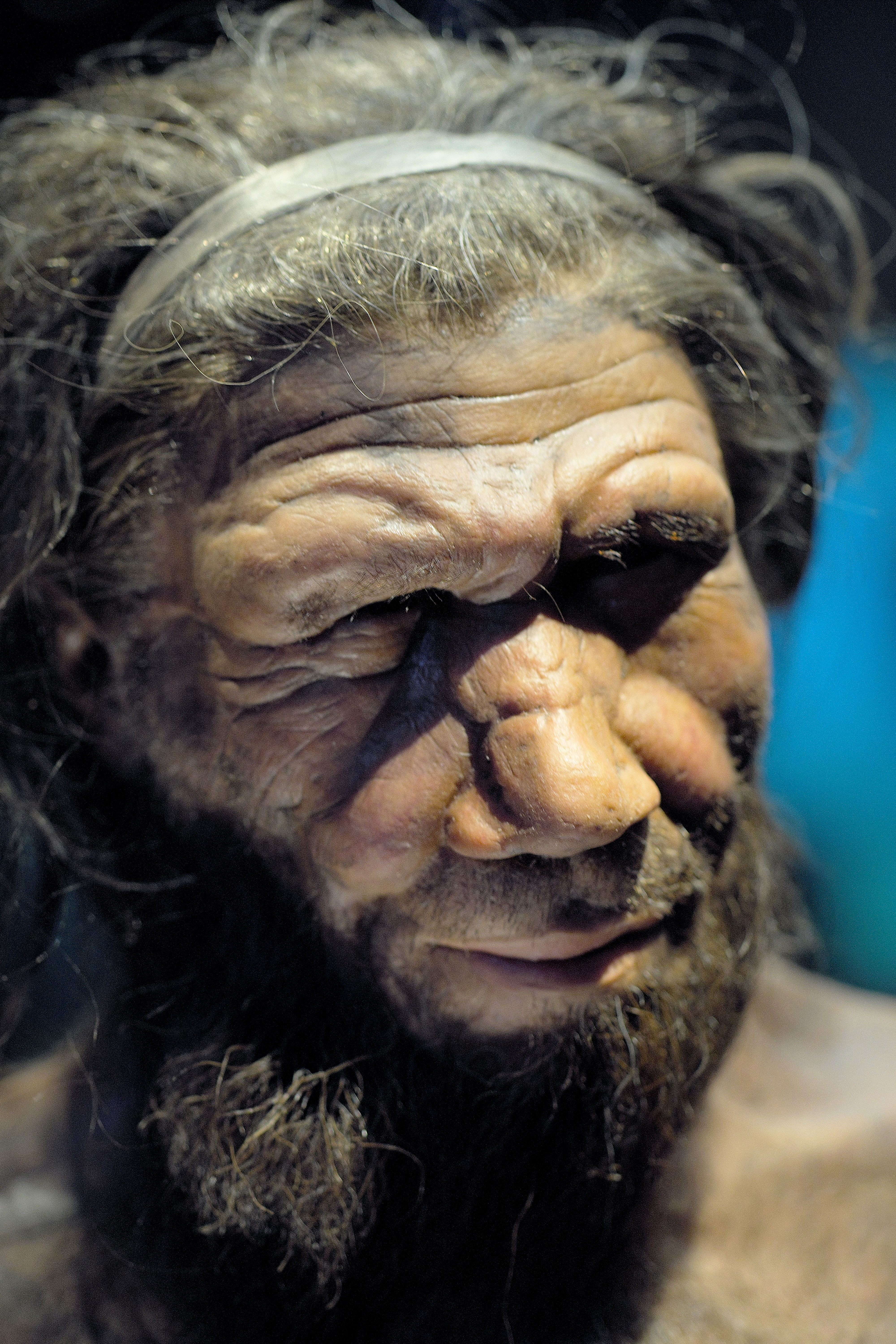
Phục dựng một người đàn ông Neanderthal, Bảo tàng Lịch sử Tự nhiên, London.

Người Neanderthal có cằm thẳng, trán dốc và mũi nhô, nằm ở vị trí cao hơn trên mặt so với hầu hết người hiện đại. Hộp sọ Neanderthal thường dài hơn và không quá tròn như hầu hết người hiện đại, và búi chẩm (occipital bun) của họ có vẻ nhô rõ hơn, đặc điểm này tuy vậy cũng không hiếm ở loài người hiện đại. Sở dĩ có cái búi này là bởi nền sọ và xương thái dương của họ ở vị trí cao hơn và nằm gần hơn về phía trước của hộp sọ, kết hợp với một mái sọ phẳng hơn. Mắt của họ to hơn, thích nghi với môi trường ánh sáng yếu.
Hầu hết các nhà nghiên cứu cho rằng đặc điểm mũi to và các xoang cạnh mũi (paranasal sinuses) của người Neanderthal phục vụ chức năng làm ấm và giữ độ ẩm không khí hít vào phổi (còn gọi là giả thuyết "mũi tản nhiệt"); Nếu mũi của họ rộng hơn, nó sẽ khác với hình dạng mũi thu hẹp của các sinh vật thích nghi với khí hậu lạnh, và nếu thực là vậy thì đặc điểm mũi to đây được sinh ra từ hiện tượng phiêu bạt di truyền chứ không phải thích nghi với giá rét. Hơn nữa các xoang mũi được phục dựng rộng song không quá lớn, tương đương với kích thước ở người hiện đại. Tuy vậy nếu kích thước xoang không phải yếu tố quan trọng thích nghi với hít thở không khí lạnh, thì chức năng thực sự của chúng không rõ ràng, do đó đặc điểm này có lẽ không phải một chỉ báo tốt về áp lực tiến hóa của một chiếc mũi như vậy. Ngoài ra, phỏng dựng bằng máy tính chiếc mũi và các mô mềm của người Neanderthal cho thấy nhiều điểm tương đồng với mũi của các dân tộc sống ở Bắc Cực hiện đại, vì vậy rất có thể mũi của hai quần thể đã tiến hóa hội tụ để hít thở không khí khô lạnh.
Bộ hàm của người Neanderthal khá lớn. Điều này, cộng thêm bằng chứng răng trước của người Neanderthal bị mòn rất nặng, đã khiến một số tác giả suy đoán rằng lực cắn của họ rất mạnh (giả thuyết "trọng tải răng trước/anterior dental loading"), song kiểu mẫu mòn răng tương tự ở người hiện đại đã đặt ra vấn đề đối với giả thuyết này. Đặc điểm hàm lớn cũng có thể có công dụng để chứa vừa những chiếc răng to, giúp chống sự mài mòn răng tốt hơn, và lý do tại sao răng trước Neanderthal hao mòn hơn răng sau có lẽ chỉ đơn thuần bởi họ sử dụng chúng thường xuyên hơn. Kiểu mẫu mòn răng này có phần giống với người Inuit hiện đại. Răng cửa của họ to, hình xẻng, và khi so với người hiện đại, biểu hiện chứng răng bò (taurodontism) với tần suất cao bất thường (răng bò là tình trạng các răng hàm to kệch hơn bình thường do tủy bên trong lõi răng phồng chướng). Trước đây người ta cho rằng răng bò là đặc điểm riêng của người Neanderthal, vốn có một số lợi thế cơ học nào đó hoặc phát sinh từ việc sử dụng lặp đi lặp lại, song nhiều khả năng đây chỉ là kết quả của quá trình trôi dạt di truyền. Ngày nay, lực cắn của người Neanderthal và người hiện đại được ước tính ở mức tương đương. Để tham chiếu, lực cắn của nam giới và nữ giới người hiện đại lần lượt vào khoảng 285 N (64 lbf) và 255 N (57 lbf).

### Bộ não

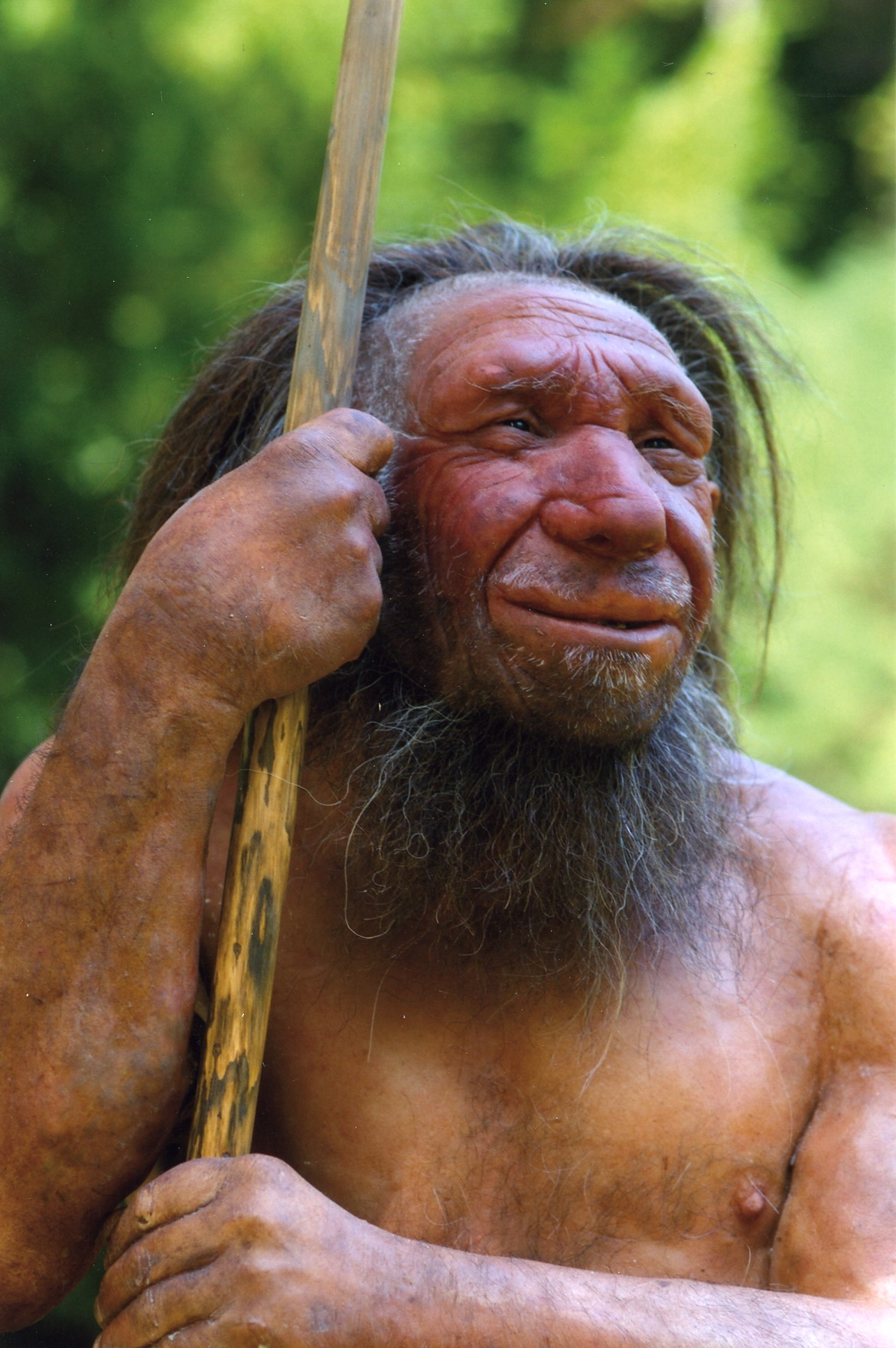
Phục dựng một già lão Neanderthal

Thể tích sọ Neanderthal trung bình vào khoảng 1.640 cc đối với nam và 1.460 cc đối với nữ, nằm trong phạm vi khả dĩ của người hiện đại. Để so sánh, thể tích sọ người hiện đại ngày nay trung bình vào khoảng 1.270 cm3 (78 in khối) đối với nam và 1.130 cm3 (69 in khối) đối với nữ. Đối với 28 cá thể người hiện đại từ khoảng 190-25 nghìn năm trước, thể tích sọ trung bình rơi vào tầm 1.478 cm3 (90,2 in khối) bất kể giới tính (kích thước não người hiện đại có xu hướng teo nhỏ từ thời đá cũ muộn). Bộ não Neanderthal lớn nhất hiện được biết là Amud 1, với thể tích ước chừng 1.736 cm3 (105,9 in khối), và đây cũng là một trong những bộ não lớn nhất được ghi nhận ở họ Người. Thể tích sọ trẻ sơ sinh Neanderthal và trẻ sơ sinh người hiện đại đều vào khoảng 400 cm3 (24 in khối).
Hộp sọ Neanderthal dãn dài gần như hình bầu dục. Thùy đỉnh và tiểu não của họ bé hơn người hiện đại, đây là các phân khu đảm nhận chức năng sử dụng công cụ, tích hợp không gian trực quan, tính toán, sáng tạo, hình thành khái niệm cao cấp, trí nhớ cơ bắp, và có lẽ đảm nhận cả các chức năng ngôn ngữ, chú ý, trí nhớ làm việc, xã giao và trí nhớ từng hồi. Bộ não của người Neanderthal đặc trưng bởi các thùy đỉnh tương đối nhỏ hơn và tiểu não lớn hơn. Thùy chẩm của người Neaderthal rất lớn, góp phần tạo nên búi chẩm (occipital bun) ở hộp sọ và nhiều khả năng là đặc điểm thích nghi với điều kiện ánh sáng thấp ở châu Âu bấy giờ. Điều này ngoài ra cũng ngụ ý sự khác biệt nội tại về tỉ lệ tương quan giữa các vùng nội-não so với Homo sapiens, phù hợp với các phép đo ngoại tại thu được từ các hộp sọ hóa thạch. Não của họ sở hữu cực thùy thái dương lớn hơn, vỏ não trán-ổ mắt rộng hơn, và hành khứu giác lớn hơn so với người hiện đại, biểu hiện sự chênh biệt khả dĩ ở khả năng hiểu ngôn ngữ và liên hệ cảm xúc (chức năng của thùy thái dương), sự ra quyết định (chức năng của vỏ não trán-ổ mắt) và khả năng ngửi mùi (chức năng của hành khứu giác). Tốc độ tăng trưởng não ở người Neanderthal cũng khác biệt so với người hiện đại. Những chênh lệch như vậy tuy rất nhỏ nhoi song chúng rất đáng kể dưới áp lực chọn lọc tự nhiên, điều này có thể đóng vai trò cơ sở để giải thích những khác biệt về mặt vật chứng của hành vi xã hội, đổi mới công nghệ và sản phẩm nghệ thuật giữa hai loài người.

### Màu da sắc tóc
Người Neanderthal sống ở các vĩ tuyến phía bắc thiếu ánh sáng mặt trời nên rất có thể làn da của họ đã phát triển sáng màu, mặc dù gần đây có khẳng định cho rằng gen da sáng màu ở người châu Âu hiện đại không tồn tại nhiều cho tới khoảng thời đại đồ đồng. Về mặt di truyền, người Neanderthal sở hữu gen BNC2 liên quan đến màu da sáng; song một biến thể BNC2 liên quan đến màu da sẫm cũng xuất hiện ở các quần thể hiện đại theo Ngân hàng sinh học Vương quốc Anh (UK Biobank). Phân tích DNA của 3 phụ nữ Neanderthal từ đông nam châu Âu cho thấy họ có mắt nâu và da sẫm; trong đó 2 người tóc nâu còn 1 người tóc đỏ.
Ở người hiện đại, màu sắc của tóc và da được điều hòa bởi hormone kích thích tế bào hắc tố — làm tăng tỉ lệ eumelanin (hắc tố) so với phaeomelanin (hồng tố) — được mã hóa bởi gen MC1R. Có 5 biến thể của gen này hiện hữu ở người hiện đại gây ra sự mất chức năng và có liên quan đến màu tóc và da sáng, ngoài ra còn một biến thể khác chưa được hiểu rõ xuất hiện ở người Neanderthal (biến thể R307G), có lẽ liên quan đến màu da nhợt nhạt và tóc đỏ. Biến thể R307G được xác định ở một người Neanderthal từ Monti Lessini, Ý, và chưa chắc chắn từ Cueva del Sidrón, Tây Ban Nha. Song giống như người hiện đại, màu tóc đỏ Neanderthal có lẽ cũng không phổ biến vì R307G hiếm khi xuất hiện ở các mẫu gen Neanderthal được giải trình tự.

### Trao đổi chất
Tuổi thọ tự nhiên tối đa và thời gian trưởng thành, mãn kinh và thai nghén của họ nhiều khả năng giống hệt người hiện đại. Dựa trên tốc độ phát triển của răng và men răng, một số nhà nghiên cứu cho rằng người Neanderthal trưởng thành nhanh hơn người hiện đại song các dấu ấn sinh học tuổi tác lại không ủng hộ giả thuyết này. Sự khác biệt chính trong quá trình trưởng thành là đốt đội ở cổ và đốt sống ngực giữa của người Neanderthal hợp nhất muộn hơn khoảng 2 năm so với người hiện đại, tuy vậy hiện tượng này có lẽ gây ra bởi sự khác biệt giải phẫu chứ không phải sự khác biệt tốc độ phát triển.
Nói chung, các mô hình giả thuyết về nhu cầu calo của người Neanderthal tính ra lượng tiêu thụ cao hơn đáng kể so với người hiện đại dựa trên giả thiết cho rằng người Neanderthal có tỉ lệ trao đổi chất cơ bản (BMR) cao hơn do khối lượng cơ lớn hơn, tốc độ sinh trưởng nhanh hơn và sản sinh thân nhiệt nhiều hơn để chống lạnh; và giả thiết mức độ hoạt động thể chất hàng ngày (PAL) cao hơn do họ phải di chuyển thường xuyên hơn để kiếm thức ăn. Tuy nhiên nếu ta chấp nhận những điều đó là đúng, nhà khảo cổ người Mỹ Bryan Hockett ước tính rằng một phụ nữ Neanderthal mang thai sẽ phải tiêu thụ 5.500 ca-lo mỗi ngày, phải lệ thuộc vào thịt mồi lớn; một chế độ ăn như vậy sẽ gây thiếu hụt hoặc ngộ độc chất dinh dưỡng, vì vậy ông kết luận rằng những giả định trên thiếu tính thiết thực.
Người Neanderthal có lẽ thường hoạt động trong điều kiện ánh sáng yếu hơn là ánh sáng chói bởi vì họ sống ở những vùng ban ngày ngắn, săn các con mồi lớn (săn vào ban đêm để mai phục tốt hơn), và có đôi mắt và các trung tâm thần kinh xử lý thị giác lớn. Về mặt di truyền, mù màu (thường giúp sinh vật tăng cường khả năng thị giác trung gian sáng tối) thường tương quan với các quần thể ở vĩ độ phía bắc. Người Neanderthal từ hang Vindija ở Croatia có một số khác biệt ở gen Opsin dường như ảnh hưởng đến thị lực màu, song ta thực sự vẫn chưa rõ chức năng của những khác biệt này. Các alen có nguồn gốc từ người Neanderthal gần ASB1 và EXOC6 thường có liên hệ với những người sống về đêm (hay "cú đêm"), chứng ngủ rũ và ngủ ban ngày.

### Bệnh lý học
Tỉ lệ người Neanderthal chịu các chấn thương về xương khá cao, trong đó: 79–94% mẫu vật có các vết chấn thương lớn đã lành, 37–52% mẫu vật chịu chấn thương nặng, và 13–19% mẫu vật bị thương trước khi trưởng thành. Một ví dụ bị chấn thương cực kỳ nghiêm trọng là mẫu Shanidar 1: tay phải có dấu hiệu bị cắt cụt vì xương tay không liền lại sau khi gãy ở tuổi vị thành niên, xương đòn bên trái bị viêm tủy, xương chân bất đối xứng khiến dáng đi khập khiễng, hốc mắt trái có vấn đề, và thính giác dường như đã mất (có lẽ do bị viêm tai ngoài). Năm 1995, Trinkaus ước tính khoảng 80% cá nhân chống chọi không nổi các thương tật và chết trước tuổi 40; dựa vào đó ông đưa ra giả thuyết người Neanderthal vận dụng chiến lược săn mồi rất mạo hiểm (giả thuyết "rodeo rider"). Tuy nhiên, tỉ lệ chấn thương sọ não không khác biệt đáng kể giữa người Neanderthal và người hiện đại trung kỳ đá cũ (song có vẻ như tỉ lệ tử vong của người Neanderthal vẫn cao hơn), thực sự thì có rất ít mẫu vật người hiện đại hậu kỳ đá cũ và người Neanderthal chết sau tuổi 40, và kiểu mẫu tổn thương của cả hai chủng người tựu trung rất giống nhau. Vào năm 2012, Trinkaus kết luận rằng người Neanderthal bị thương do xung đột nội bầy hoặc với các bầy khác. Một nghiên cứu xem xét 124 mẫu vật Neanderthal năm 2016 kết luận rằng nguyên nhân họ có tỉ lệ chấn thương cao như vậy là bởi họ đụng độ thường xuyên với các loài dã thú. Các nhà nghiên cứu phát hiện khoảng 36% mẫu vật là nạn nhân bị gấu tấn công, 21% mẫu vật đã bị đại miêu tấn công và 17% mẫu vật đã bị sói tấn công (tổng cộng có 92 trường hợp dương tính, tức 74%). Không trường hợp nào bị linh cẩu tấn công, mặc dù chúng đủ khả năng săn người Neanderthal, ít nhất là theo cơ hội. Điều này có lẽ xuất phát từ những cuộc cạnh tranh thức ăn và hang động, và bởi lẽ người Neanderthal thường săn bắt những loài thú đó.

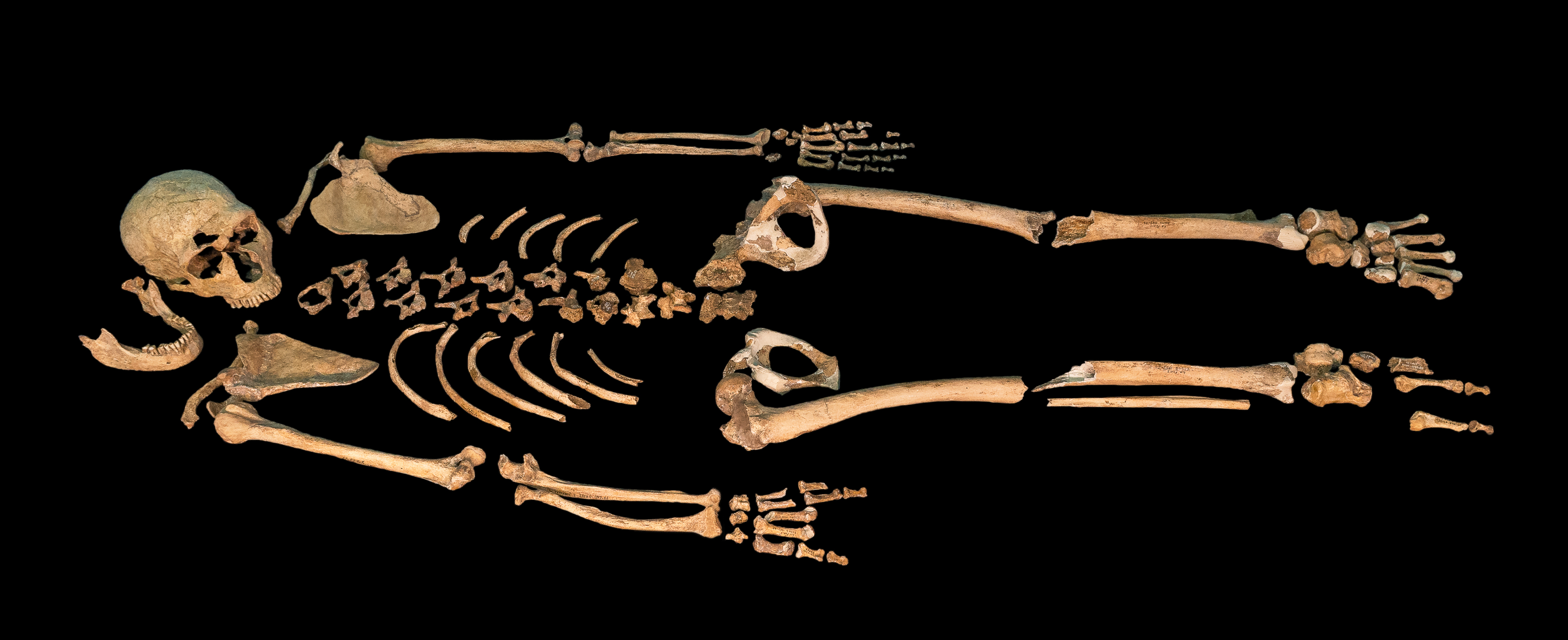
Mẫu La Ferrassie 1 tại Musée de l'Homme, Paris

Dân số thấp đồng nghĩa với sự đa dạng di truyền thấp và khiến nguy cơ giao phối cận huyết tăng, điều mà góp phần làm giảm khả năng chắt lọc đột biến có hại (thoái hóa giống). Tuy nhiên, ta vẫn chưa rõ điều này ảnh hưởng thế nào đến gánh nặng di truyền của một cá thể Neanderthal đơn độc, và do đó, ta chưa rõ tỉ lệ dị tật bẩm sinh của họ có cao hơn người hiện đại hay không. Song điều mà ta dám chắc đó là 13 cư dân tại Hang Sidrón biểu hiện 17 dị tật bẩm sinh khác nhau, có lẽ là hậu quả của giao phối cận huyết hoặc bệnh di truyền. Mẫu vật La Chapelle-aux-Saints 1 có dấu hiệu bị bệnh Baastrup, một loại bệnh ảnh hưởng đến cột sống và gây viêm xương khớp, bởi vì cá nhân này có lẽ đã khá cao tuổi (tầm thập niên 60-70). Mẫu vật Shanidar 1 (mất vào khoảng năm 30-40 tuổi) được chẩn đoán mắc hội chứng tăng tạo xương lan tỏa nguyên phát (DISH), đây là trường hợp cổ xưa nhất được ghi nhận của căn bệnh thoái hóa gây cản trở cử động này; nếu phát hiện này chính xác, đây sẽ là bằng chứng cho thấy người Neanderthal cao tuổi rất thường xuyên gặp tai nạn.
Người Neanderthal có thể mắc nhiều loại bệnh truyền nhiễm và là vật chủ của nhiều loài ký sinh trùng. Bệnh truyền nhiễm ở người hiện đại có thể lây sang người Neanderthal; đơn cử là loài vi khuẩn dạ dày Helicobacter pylori. Biến thể 16A của virus gây u nhú (HPV) ở người hiện đại dường như là hệ quả của sự xâm nhập gen Neanderthal. Một cá nhân Neanderthal tại Cueva del Sidrón ở Tây Ban Nha được chẩn đoán nhiễm khuẩn đường tiêu hóa Enterocytozoon bieneusi.  Xương chân của mẫu La Ferrassie 1 bị viêm màng—tức tình trạng viêm mô bao bọc xương—hậu quả của xương khớp phì đại với nguyên nhân chủ yếu là nhiễm trùng ngực hoặc ung thư phổi. Người Neanderthal có tỉ lệ sâu răng thấp hơn người hiện đại, mặc dù một số quần thể tiêu thụ thực phẩm gây sâu răng với số lượng lớn; điều này dường như chứng tỏ miệng họ thiếu các loài vi khuẩn gây sâu răng, ví dụ Streptococcus mutans.
Hai đứa trẻ Neanderthaloid 250.000 tuổi ở Payré, Pháp, là hai trường hợp homonid sớm nhất được biết bị ngộ độc chì. Chúng hấp thụ chì vào hai thời điểm khác nhau do ăn phải thực phẩm bẩn hoặc uống phải nước bẩn hoặc hít phải khói lửa chứa chì. Hai mỏ chì đã được tìm thấy trong phạm vi 25 km (16 mi) quanh khu vực khai quật.

## Văn hóa

### Xã hội

#### Động lực quần thể

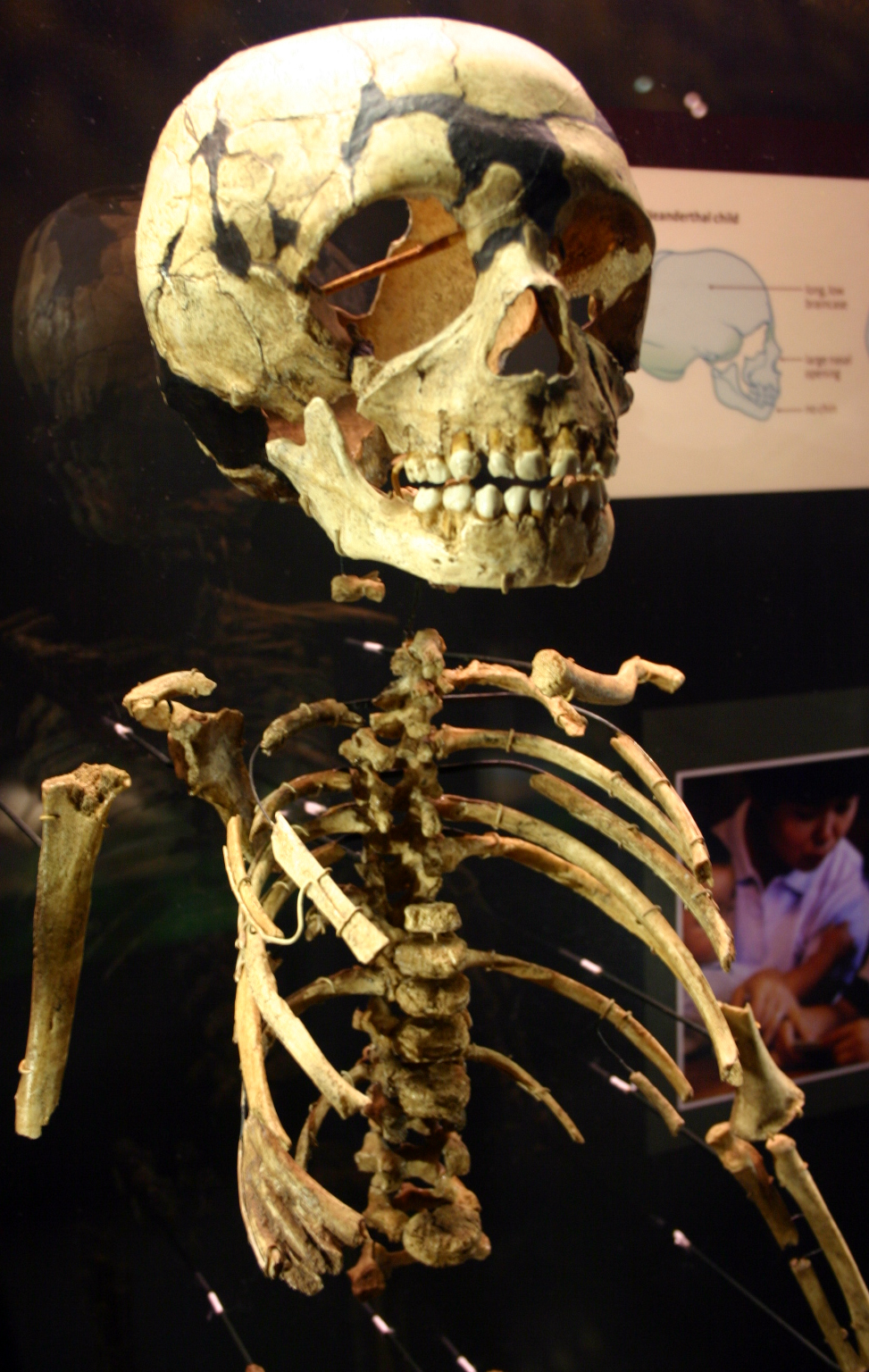
Hài cốt một đứa bé Neanderthal phát hiện tại Roc de Marsal gần Les Eyzies, Pháp, trưng bày tại Sảnh Nguồn gốc Con người, Washington, D.C.

Người Neanderthal sống thành các bầy nhỏ phân bố thưa thớt hơn so với người hiện đại đương thời. Mỗi bầy có trung bình từ 10-30 thành viên, tương tự những bộ lạc săn bắt hái lượm hiện đại. Bằng chứng đáng tin cậy về thành phần bầy của người Neanderthal được tìm thấy tại Cueva del Sidrón, Tây Ban Nha: 7 người lớn, 3 thanh thiếu niên, 2 vị thành niên và 1 trẻ sơ sinh; và các dấu chân tại Le Rozel, Pháp:  dựa trên kích thước bàn chân, cho thấy bầy này có 10-13 thành viên với độ tuổi vị thành niên và thanh thiếu niên chiếm 90%.
Phân tích răng một đứa bé Neanderthal vào năm 2018 cho thấy nó cai sữa sau 2,5 năm, tương tự như những người săn bắt hái lượm hiện đại, và nó được sinh ra vào mùa xuân, tương tự như người hiện đại và các loài thú có chu kỳ sinh trùng chu kỳ môi trường. Dựa trên các bệnh lý ở độ tuổi nhỏ gây ra bởi sự căng thẳng chẳng hạn như thấp còi, nhà khảo cổ người Anh Paul Pettitt cho rằng trẻ em cả hai giới phải lao động ngay sau khi cai sữa. Trinkaus khẳng định rằng khi người Neanderthal đến tuổi vị thành niên, chúng sẽ gia nhập các nhóm săn bắt những con mồi lớn và nguy hiểm. Tuy vậy chấn thương xương của Neanderthal có nhiều điểm tương đồng với người Inuit hiện đại, điều này có lẽ chỉ ra rằng thời thơ ấu của người Neanderthal và người hiện đại đương thời không khác nhau mấy. Hơn nữa, tình trạng còi cọc như vậy có thể xảy ra do nguyên nhân khác chẳng hạn như mùa đông khắc nghiệt hoặc cạn kiệt thức ăn.
Những di chỉ chứa không quá ba cá nhân có lẽ đại diện cho các gia đình hạt nhân hoặc các trại tạm bợ lập bởi các nhóm đi săn. Họ có lẽ di chuyển giữa các hang động nhất định theo mùa và quay trở lại nơi cũ từ thế hệ này sang thế hệ khác, dựa trên các di vật theo mùa đã được phát hiện (thực phẩm, v.v). Một số di chỉ được sử dụng liên tiếp trong 100 năm. Gấu hang có lẽ đụng độ rất thường xuyên với người Neanderthal để tranh giành hang động, bởi lẽ số lượng loài gấu này bắt đầu suy giảm kể từ thời điểm 50.000 năm trước trở đi (tuy nhiên chúng lại tuyệt chủng sau người Neanderthal). Người Neanderthal thường chiếm các hang động làm nơi ở, song ta cũng đã tìm thấy bằng chứng về các khu định cư của họ ngoài trời gần hệ thống hang động ở Levant, chứng tỏ họ từng đổi chỗ trú luân phiên giữa hai địa điểm này. Địa điểm 'Ein Qashish tại Israel và Moldova I ở Ukraine là những ví dụ tiêu biểu cho các khu định cư ngoài trời lâu dài của người Neanderthal. Tuy đúng là người Neanderthal dường như có khả năng sinh tồn ở nhiều kiểu môi trường — như đồng bằng và cao nguyên — một số nhà nghiên cứu cho rằng những di chỉ ngoài trời chỉ là nơi giết mổ làm thịt chứ không phải không gian sống.
Năm 2022, di cốt của một gia đình Neanderthal (6 người lớn cùng 5 trẻ nhỏ) lần đầu tiên được khai quật trong Hang Chagyrskaya tại Dãy núi Altay nằm về phía nam Siberia thuộc Nga. Gia đình này, bao gồm một người cha, một đứa con gái, và số còn lại dường như là những người anh em họ, rất có thể đã chết đói cùng nhau.

#### Quan hệ ngoại bầy
Nhà dân tộc học khảo cổ người Canada Brian Hayden tính toán rằng, để một quần thể có khả năng tự duy trì (nói cách khác là để tránh giao phối cận huyết) thì nó phải gồm ít nhất 450–500 cá thể; điều này đòi hỏi các bầy Neanderthal phải tương tác với 8–53 bầy khác (ước tính lớn có độ chính xác cao hơn do mật độ dân số của họ thấp). Phân tích DNA ty thể (loại DNA chỉ truyền theo dòng mẹ) của người Neanderthal ở Cueva del Sidrón, Tây Ban Nha, cho thấy 3 người đàn ông trưởng thành thuộc cùng một dòng mẹ nhưng 3 người phụ nữ trưởng thành lại thuộc các dòng mẹ khác nhau. Phát hiện này chứng tỏ sau khi cưới gả con gái phải sống với chồng. Hệ số giao phối cận huyết dựa trên DNA của một phụ nữ Neanderthal từ Hang Denisova là 1⁄8 (tức cha mẹ cô là anh chị em cùng mẹ khác cha; hoặc anh chị em họ đầu tiên có cùng ông bà hai bên; hoặc chú và cháu gái; hoặc dì và cháu trai; hoặc ông và cháu gái; hoặc bà và cháu trai). Cư dân Neaderthal tại Cueva del Sidrón biểu hiện một số khiếm khuyết dị tật có lẽ gây ra bởi rối loạn cận giao hoặc sự bộc lộ gen lặn.
Bởi lẽ hầu hết đồ tạo tác Neanderthal xuất xứ không quá 5 km (3,1 mi) tính từ khu định cư chính, Hayden cho rằng các bầy người Neaderthal rất hiếm khi tương tác với nhau. Bản đồ não, quy mô bầy nhỏ và mật độ dân số thấp của người Neanderthal chỉ ra rằng họ ít có khả năng tương tác và thương mại với các bầy bên ngoài. Tuy nhiên vẫn có nhiều đồ tạo tác Neanderthal xuất xứ cách tận 20, 30, 100 và 300 km, nên Hayden suy đoán rằng họ có khả năng tổ chức thành các nhóm lớn (macro-band) giống như các xã hội săn bắt hái lượm mật độ thấp ở Sa mạc Tây Úc. Lãnh thổ của một nhóm lớn bao phủ tầm 13.000 km2 (5.000 dặm vuông Anh) với mỗi bầy lẻ chiếm 1.200–2.800 km2 (460–1.080 dặm vuông Anh), duy trì mối liên minh chặt chẽ để giúp đỡ lẫn nhau, giao phối hoặc đối phó kẻ thù. Nhà nhân học người Anh Eiluned Pearce và nhà khảo cổ người Síp Theodora Moutsiou cho rằng người Neanderthal có khả năng hình thành các nhóm dân tộc ngôn ngữ (ethnolinguistic tribes) rộng lớn về mặt địa lý bao gồm 800 thành viên dựa trên bằng chứng người Neanderthal có khả năng vận chuyển đá vỏ chai cách khu định cư tận 300 km (190 mi), rồi so sánh với xu hướng tương quan giữa cỡ bộ lạc hiện đại và khoảng cách vận chuyển đá vỏ chai. Theo mô hình của họ, người Neanderthal không thể duy trì mạng lưới đường dài hiệu quả như người hiện đại, có lẽ bởi dân số họ thấp hơn đáng kể. Hayden ghi nhận một khu mộ gồm 6 hoặc 7 cá nhân tại La Ferrassie, Pháp, có lẽ là bằng chứng cho thấy các bầy Neanderthal hợp tác với nhau duy trì bản sắc xã hội riêng biệt và kiểm soát một số tài nguyên, thương mại, sản xuất, v.v. Bên lề, La Ferrassie nằm trên đường di cư của nhiều loài động vật phong phú tại châu Âu vào thế Canh Tân.

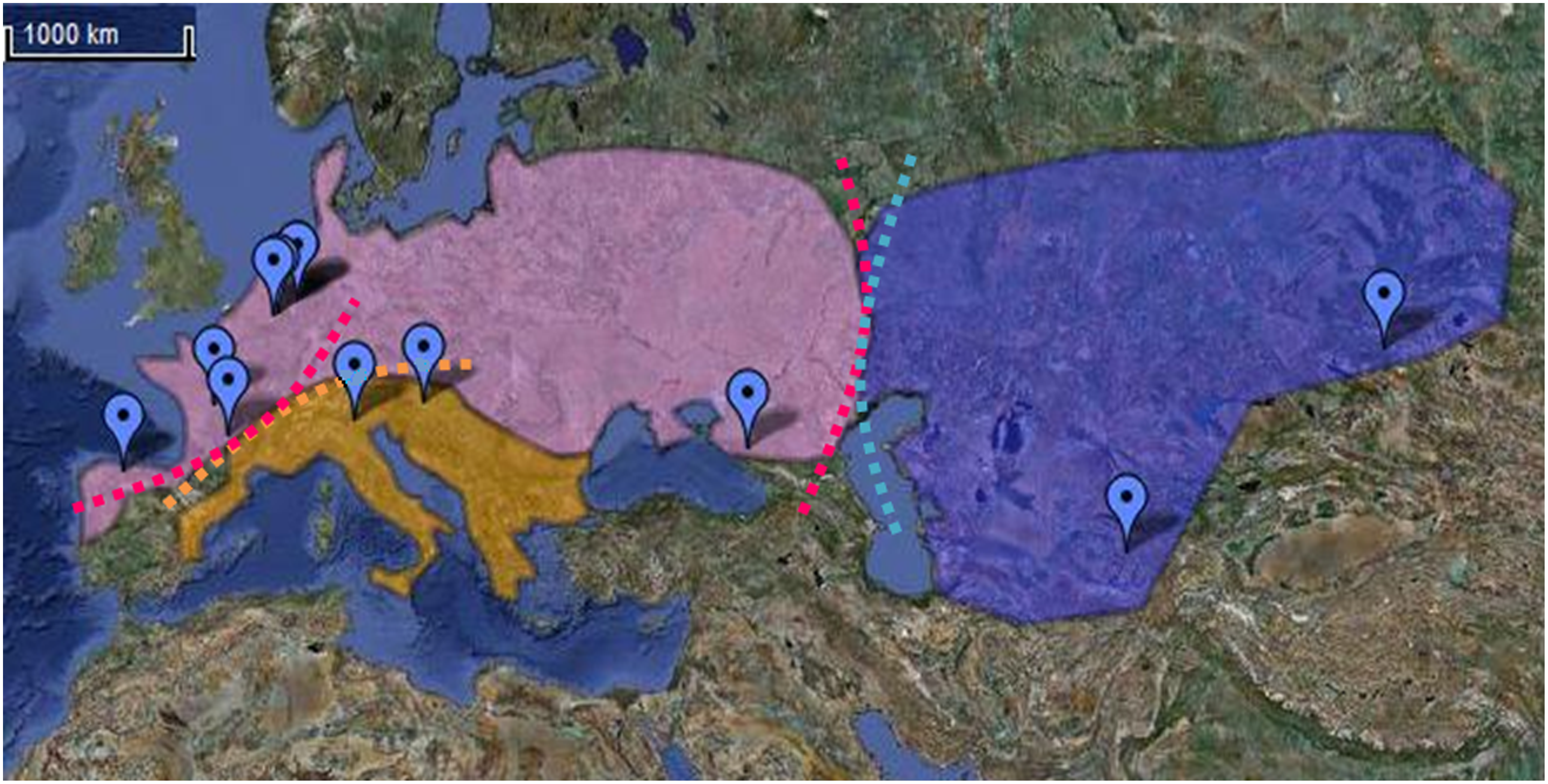
Về mặt di truyền, người Neanderthal có thể được chia làm ba vùng địa lý chính (bên trên).

Phân tích di truyền chia người Neanderthal thành 3 nhóm địa lý riêng biệt: Tây Âu, bờ biển Địa Trung Hải và phía đông Kavkaz. Đồ đá Moustier hậu-Eemian ở Tây Âu có thể được chia tiếp thành 3 vùng riêng biệt: truyền thống Acheul thuộc Moustier ở phía tây nam, truyền thống Micoque ở phía đông bắc và công cụ ghè hai mặt Moustier (Moustier bifacial tool hay MBT) xen hai vùng đó. MBT có lẽ là sự hỗn dung giữa hai nền kỹ nghệ khác nhau. Người Neanderthal phương Nam có chút ít khác biệt giải phẫu so với người Neanderthal phương Bắc: hàm ít nhô hơn, kẽ hở ngắn hơn phía sau răng hàm và xương hàm cao hơn theo chiều dọc. Tất cả những điều này cho thấy bầy Neanderthal thường xuyên tiếp xúc với các bầy sống lân cận nhưng hiếm khi gặp những bầy xa hơn.
Ta cũng đã tìm thấy bằng chứng về các cuộc di cư xuyên lục địa quy mô lớn của người Neanderthal. Các mẫu vật lâu đời từ hang Mezmaiskaya tại dãy Kavkaz và hang Denisova tại dãy núi Altay Siberia khác biệt di truyền so với các mẫu vật ở Tây Âu, nhưng các mẫu vật có tuổi gần đây hơn từ chính các hang đó lại sở hữu cấu trúc gen giống với các mẫu Tây Âu hơn các mẫu lâu đời tại cùng địa điểm. Điều này chứng tỏ đã có một sự di cư tầm xa tạo ra làn sóng thay thế nhân khẩu theo thời gian. Tương tự, đồ tạo tác và DNA từ các hang Chagyrskaya và Okladnikov, cũng thuộc dãy Altay, giống với đồ tạo tác và DNA của người Neanderthal ở Đông Âu cách đó tầm 3.000–4.000 km (1.900–2.500 mi) hơn là các đồ tạo tác và DNA của người Neanderthal cổ hơn từ Hang Denisova, ngụ ý rằng từng có 2 sự kiện di cư độc lập vào Siberia. Dân số Neanderthal dường như bị sụt giảm trong giai đoạn MIS 4 (71–57 nghìn năm trước), và sự phân bố của truyền thống Micoquian chỉ ra rằng người Neanderthal đã tái chiếm Trung Âu và Kavkaz từ một refugium ở miền đông nước Pháp hoặc Hungary (biên rìa của truyền thống Micoquian) bằng cách men theo dòng Prut và Dniester.
Ta cũng đã phát hiện bằng chứng về xung đột giữa các bầy: một hài cốt từ La Roche à Pierrot, Pháp có một vết nứt đã lành trên đỉnh hộp sọ, dường như gây ra bởi một lưỡi đâm sâu; và xương sườn của một hài cốt từ Hang Shanadir, Iraq, biểu hiện vết tổn thương do bị mũi phóng đâm trúng.

#### Tôn ti xã hội

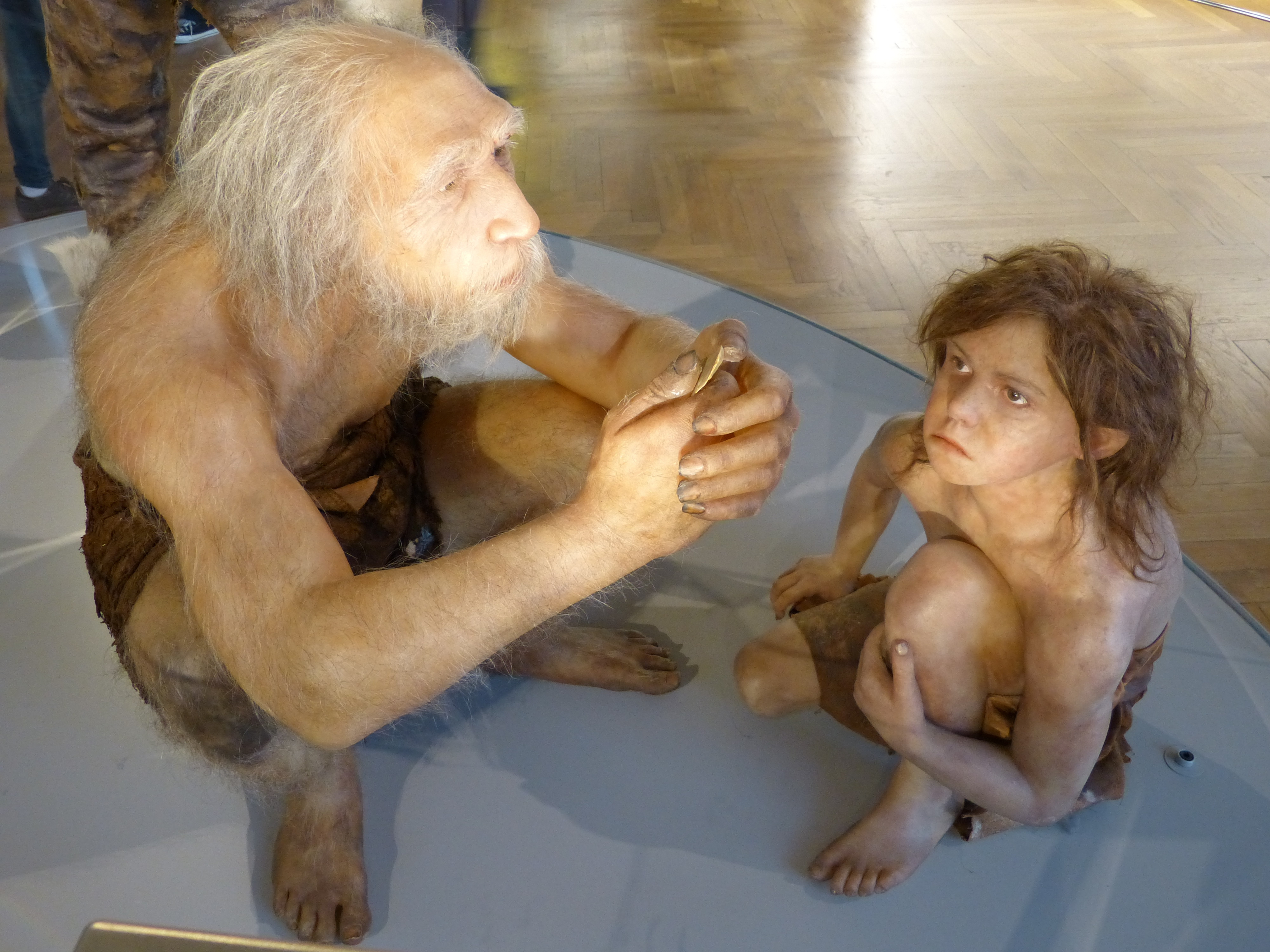
Tái dựng một già lão và trẻ con người Neanderthal tại Bảo tàng Lịch sử Tự nhiên, Viên

Có ý kiến cho rằng bởi vì người Neanderthal sống theo bầy đàn và săn những thú mồi rất lớn, nên họ không có sự phân công giới tính trong lao động như ở các xã hội săn bắt hái lượm hiện đại. Điều này nghĩa là đàn ông, đàn bà và trẻ em đều phải tham gia săn bắt, chứ không có chuyện đàn ông săn bắt còn đàn bà hái lượm. Song nghiên cứu của Brian Hayden chỉ ra rằng nếu một xã hội săn bắt hái lượm hiện đại càng phụ thuộc vào thịt thì sự phân công lao động lại càng rõ rệt. Nghiên cứu nha khoa phát hiện răng hàm trên đàn ông Neanderthal thường có nhiều vết xước nhưng đàn bà lại thường bị xước ở các răng của hàm dưới. Điều này ngụ ý một sự phân công lao động nào đó giữa hai giới.
Có đề xuất gây tranh cãi cho rằng người Neanderthal mặc quần áo trang trí hoặc đồ trang sức—chẳng hạn như da báo hoặc lông vũ dã cầm—nhằm thể hiện địa vị cao trong bầy. Hayden cho rằng sở dĩ ta tìm được ít mộ táng Neanderthal là bởi chỉ những thành viên cấp cao mới được chôn cất đàng hoàng, giống một số xã hội săn bắt hái lượm hiện đại. Trinkaus cho rằng những người Neanderthal cao tuổi sống thọ được tổ chức các nghi thức chôn cất đặc biệt do tỉ lệ tử vong ở các thành viên cao tuổi vốn rất lớn. Song cũng có thể có rất nhiều ngôi mộ Neanderthal đã từng tồn tại nhưng bị gấu phá hủy. Tầm 20 mồ chôn các cá thể Neanderthal dưới 4 tuổi đã được tìm thây—chiếm hơn một phần ba tổng số mồ hiện được biết—cho thấy những đứa trẻ chết sớm dường như được lo lắng chôn cất chu toàn hơn những độ tuổi khác.
Sau khi xem xét các bộ cốt Neanderthal được thu thập từ nhiều mái đá tự nhiên khác nhau, Trinkaus phát biểu rằng, mặc dù người Neanderthal thường được coi là mang nhiều chấn thương gây ra bởi yếu tố bên ngoài, song không một mẫu vật nào bị què chân. Do đó ông cho rằng người Neanderthal có khái niệm lòng tự trọng, cái khái niệm mà bắt nguồn từ việc đóng góp lương thực cho bầy; một chấn thương suy nhược sẽ làm thui chột lòng tự trọng ấy và dẫn đến cái chết gần như tức thì, và những cá nhân không thể theo kịp bầy khi di chuyển từ hang này sang hang khác sẽ bị bỏ lại. Tuy nhiên, ta cũng đã phát hiện được ví dụ về việc người cổ xưa chăm sóc thành viên bị thương tật trong nhiều năm, và hành vi này đã xuất hiện từ tận thời H. heidelbergensis. Cũng rất hợp lý khi cho rằng người Neanderthal có chiến lược sinh tồn đùm bọc nhau như vậy, nhằm đảm bảo sự tồn hữu của cả giống loài, bởi lẽ tỉ lệ chấn thương của họ rất cao.

### Thức ăn

#### Săn bắt và hái lượm

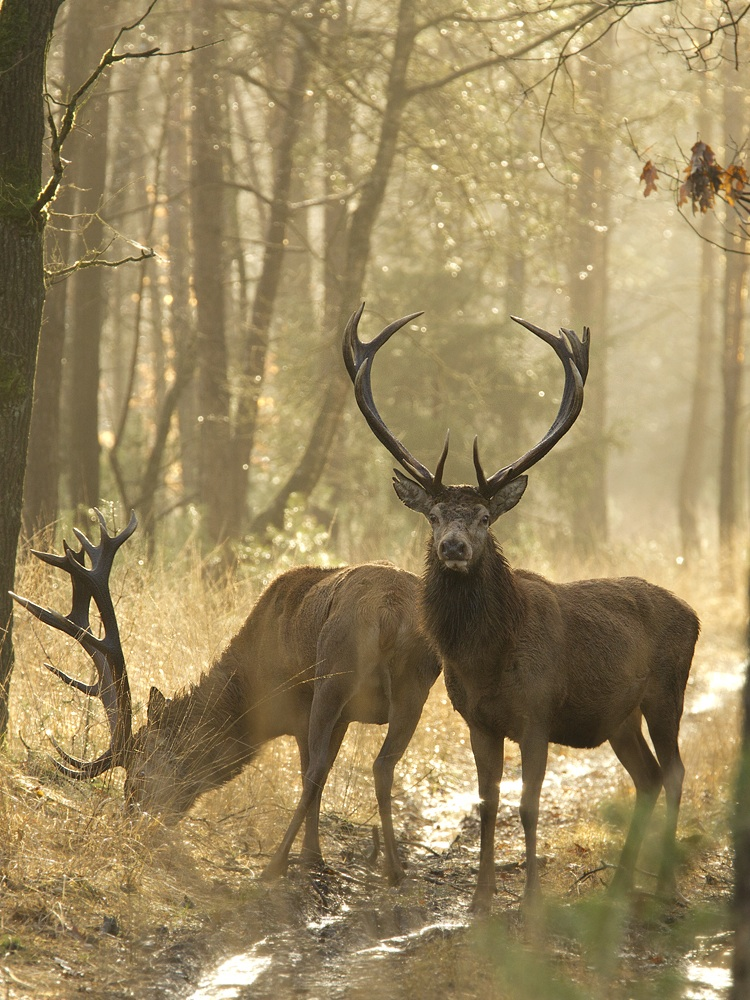
Hươu đỏ, con mồi chủ yếu của người Neaderthal

Người Neanderthal từng được coi là động vật ăn xác thối nhưng các nghiên cứu giờ đây cho rằng họ là động vật ăn thịt đầu bảng. Năm 1980, người ta đưa ra giả thuyết rằng hai đống hộp sọ voi ma mút ở La Cotte de St Brelade, Jersey nằm dưới chân một hẻm núi là bằng chứng người Neanderthal xua voi ma mút chạy loạn ngã xuống vực, nhưng điều này hiện đang bị tranh cãi. Người Neanderthal sống trong môi trường rừng cây có lẽ săn mồi theo cách mai phục, tiếp cận rồi đâm chớp nhoáng mũi giáo vào mục tiêu ở khoảng cách gần.  Họ săn những con mồi nhỏ hơn hoặc bị thương bằng cách dùng bẫy, dùng mũi phóng hoặc rượt đuổi. Người Neaderthal có thể thích nghi với nhiều kiểu môi trường sống, và do vậy chế độ ăn chủ yếu của người Neaderthal phụ thuộc hoàn toàn vào quần động vật sinh sống quanh họ. Ví dụ, các cộng đồng trên thảo nguyên (ngoại vi vùng Địa Trung Hải) hầu như chỉ tiêu thụ thịt từ những con mồi lớn, các cộng đồng trong rừng thì tiêu thụ nhiều loại thực vật và động vật nhỏ, các cộng đồng ven sông thì tiêu thụ nguồn thủy hải sản dồi dào. Ngược lại, người hiện đại thời đó dường như áp dụng nhiều loại chiến lược khai thác tài nguyên hơn và nhìn chung có chế độ ăn uống đa dạng hơn người Neaderthal. Tuy nhiên, người Neanderthal vẫn phải có chế độ ăn đủ chất để ngăn ngừa suy dinh dưỡng và ngộ độc protein, đặc biệt là vào mùa đông khi họ chủ yếu ăn thịt nạc. Vì vậy, một phần không thể thiếu trong chế độ ăn của người Neanderthal là những loại thực phẩm bổ sung dưỡng chất ngoài thịt nạc như óc voi ma mút giàu chất béo, các loại củ rễ dồi dào và giàu carbohydrate, hoặc phần lòng bụng và dạ dày của các con mồi ăn cỏ giống như chế độ ăn của người Inuit hiện đại.
Họ dường như chủ yếu tiêu thụ thịt từ thú có móng, cụ thể là hươu đỏ và tuần lộc. Ngoài ra, họ cũng săn các loài động vật thế Canh Tân khác như sơn dương, lợn rừng, bò rừng châu Âu, voi ma mút, voi ngà thẳng, tê giác lông mượt, v.v. Ta có bằng chứng về việc họ săn bắt và mổ thịt các loài gấu hang và gấu nâu, cả trong thời kỳ chúng ngủ đông và không ngủ đông. Phân tích collagen xương của người Neanderthal từ Hang Vindija, Croatia, cho thấy hầu hết nhu cầu protein của họ đều được lấy từ thịt động vật. Một số hang động có bằng chứng về việc họ tiêu thụ thường xuyên thỏ và rùa. Tại các di chỉ ở Gibraltar, di cốt của 143 loài chim khác nhau đã được tìm thấy, bao gồm nhiều loài chim mặt đất như cút thường, Crex crex, sơn ca rừng và sơn ca mào. Người Neanderthal lội hoặc lặn để tìm động vật có vỏ ven biển tại bán đảo Iberia, Ý và Peloponnesos; bằng chứng về điều này có niên đại sớm nhất vào khoảng 150.000 năm trước tại Cueva Bajondillo, Tây Ban Nha, tương tự như bằng chứng niên đại người hiện đại bắt cá. Tại Hang Vanguard, Gibraltar, cư dân Neaderthal tiêu thụ thịt hải sản như hải cẩu thầy tu Địa Trung Hải, cá heo mỏ ngắn, cá heo mũi chai, cá ngừ vây xanh Đại Tây Dương, cá tráp và nhím biển tím; và tại Gruta da Figueira Brava, Bồ Đào Nha, ta đã tìm thấy bằng chứng họ thu hoạch động vật có vỏ, cua và cá trên quy mô lớn. Bằng chứng về việc người Neanderthal đánh bắt cá hồi, cá hàng chài và lươn tại vùng nước ngọt đã được tìm thấy ở Grotte di Castelcivita, Ý; đánh bắt cá hàng chài và cá pecca châu Âu tại Abri du Maras, Pháp; tại Payré, Pháp; và đánh bắt cá hồi Biển Đen tại Hang Kudaro, Nga.
Dấu tích thực vật và nấm ăn được người Neanderthal tiêu thụ đã được ghi nhận tại một số hang động. Tại Cueva del Sidrón, Tây Ban Nha, người Neanderthal có chế độ ăn không thịt mà chỉ bao gồm nấm, hạt thông, và rêu, dựa trên phân tích cao răng. Dấu tích từ hang Amud, Israel, cho thấy người Neanderthal tiêu thụ sung, quả cọ, nhiều loại hạt cốc và cỏ ăn được. Một số chấn thương ở khớp chân của một số mẫu vật dường như ngụ ý thói quen ngồi xổm khi thu lượm thức ăn ở người Neanderthal. Cao răng từ Grotte de Spy, Bỉ, cho thấy cư dân Neanderthal tại đó tiêu thụ thịt tê giác lông mượt và cừu mouflon, đồng thời thường xuyên ăn nấm. Phân Neanderthal hóa thạch 50.000 năm tuổi từ El Salt, Tây Ban Nha (hiện là phân người cổ nhất được ghi nhận) cho thấy chế độ ăn của họ chủ yếu là thịt cùng chút ít thực vật. Cư dân Neanderthal ở Hang Kebara nấu đậu và hạt thông; họ dường như hái lượm thực vật vào mùa xuân và mùa thu, săn bắt vào tất cả các mùa trừ mùa thu, và dường như đổi hang vào cuối mùa hạ đầu mùa thu. Tại động Shanidar ở Iraq, người Neanderthal luôn quay lại một khu vực nhất định vào cùng thời điểm để hái lượm thực vật, minh chứng rằng họ sở hữu hành vi thu thập thức ăn phức tạp.

#### Chế biến thức ăn
Người Neanderthal có lẽ biết một số kỹ thuật nấu ăn chẳng hạn như quay, làm nóng hoặc đun sôi súp, món hầm hoặc nước cốt. Các mảnh xương động vật (nhiều khả năng chúng đã chết do đói) tại các di chỉ Neanderthal ngụ ý rằng họ biết hầm tủy xương để làm nước cốt. Phương pháp này sẽ giúp họ có được chất béo cần thiết, vốn là nhu cầu dinh dưỡng chính của các cộng đồng tiêu thụ ít carbohydrate và nhiều protein. Kích thước răng của người Neanderthal có xu hướng tiêu giảm sau thời điểm 100.000 năm trước, điều này có lẽ cho thấy họ đã phụ thuộc ngày càng nhiều vào việc chế biến thức ăn hoặc họ đã tiếp thu được kỹ thuật đun sôi làm mềm thực phẩm.

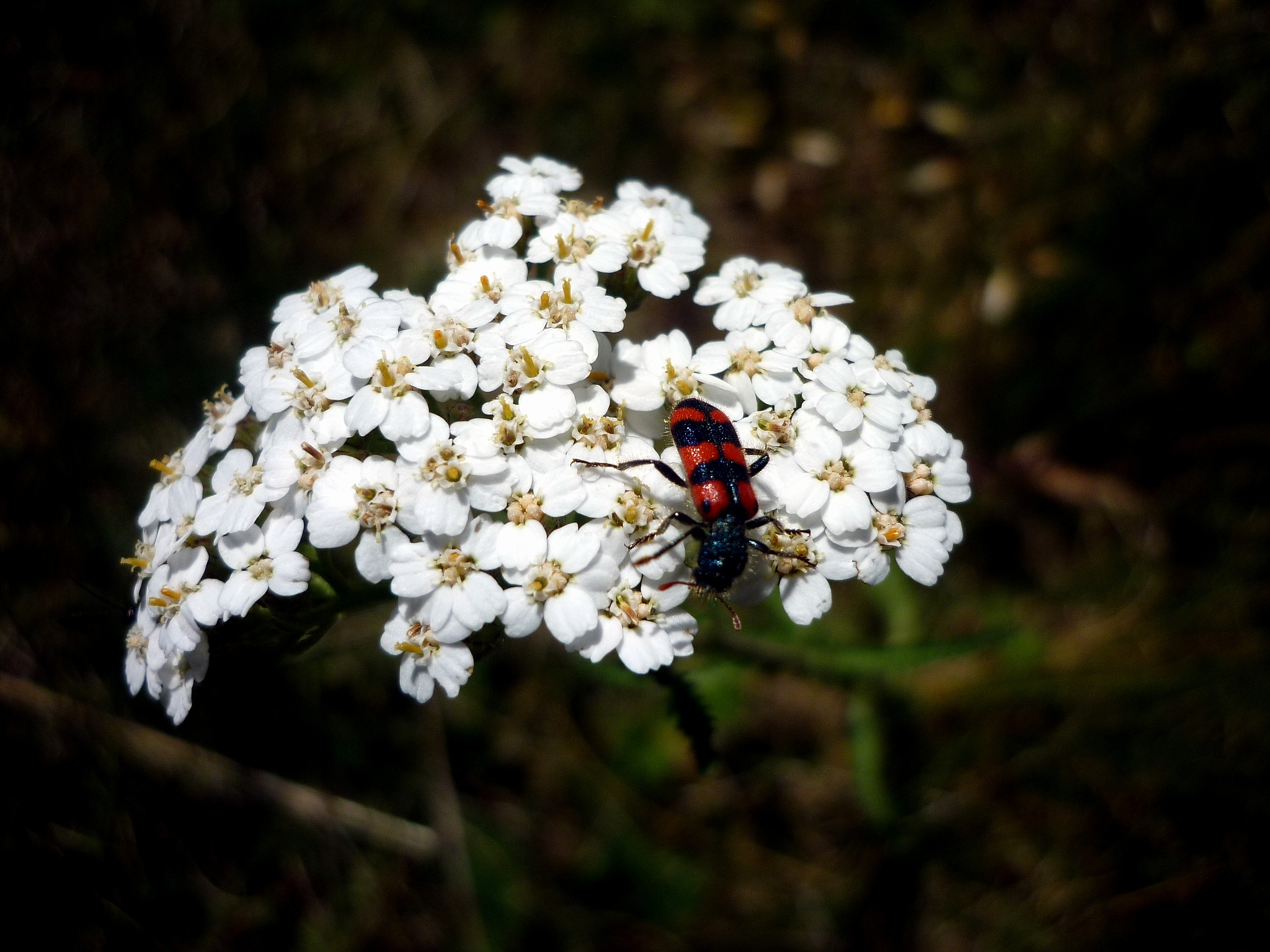
Vạn diệp mọc ở Tây Ban Nha

Tại Cueva del Sidrón ở Tây Ban Nha, người Neanderthal có lẽ đã nấu chín và hun khói thức ăn, cũng như sử dụng một số thảo mộc như vạn diệp và cúc La Mã làm hương liệu hoặc dược liệu. Tại Hang Gorham, Gibraltar, người Neanderthal có lẽ đã quay quả thông để lấy hạt bên trong.
Tại Grotte du Lazaret ở Pháp, các nhà khảo cổ đã phát hiện di cốt của nhiều loài động vật, bao gồm tổng cộng 23 con hươu đỏ, 6 con ibex, 3 con bò rừng châu Âu và 1 con hoẵng châu Âu. Những con vật này dường như đã bị săn bắt bởi người Neanderthal trong cùng một mùa thu, đồng thời với kỳ động dục của các đàn hươu. Toàn bộ chiến lợi phẩm được họ chuyển về hang để mổ thịt. Một bầy Neanderthal chắc chắn không thể nào ăn hết được lượng thịt lớn như vậy, song nếu thịt không được tiêu thụ ngay sẽ trở nên ôi thiu phung phí; vì vậy, họ rất có thể đã bảo quản thịt bằng một phương pháp nào đó trước khi mùa đông đến. Với niên đại được xác định cách đây 160.000 năm, tập hợp di cốt này là bằng chứng tiềm năng lâu đời nhất về việc lưu trữ thực phẩm. Lượng lớn nạc mỡ được thu thập từ những con mồi điển hình (đơn cử là voi ma mút) cũng có thể là dấu hiệu cho thấy người cổ xưa biết lưu trữ thực phẩm. Đối với động vật có vỏ, người Neanderthal cần ăn, nấu hoặc bảo quản chúng theo cách nào đó ngay sau khi thu lượm bởi lẽ thịt của chúng rất nhanh hỏng. Tại Cueva de los Aviones ở Tây Ban Nha, vết tích động vật có vỏ ăn tảo, đặc biệt là tảo Jania rubens, có thể chỉ tới việc người Neanderthal ngâm động vật có vỏ dưới nước để giữ thịt chúng được tươi sống, giống như một số xã hội săn bắn hái lượm hiện đại.

#### Cạnh tranh

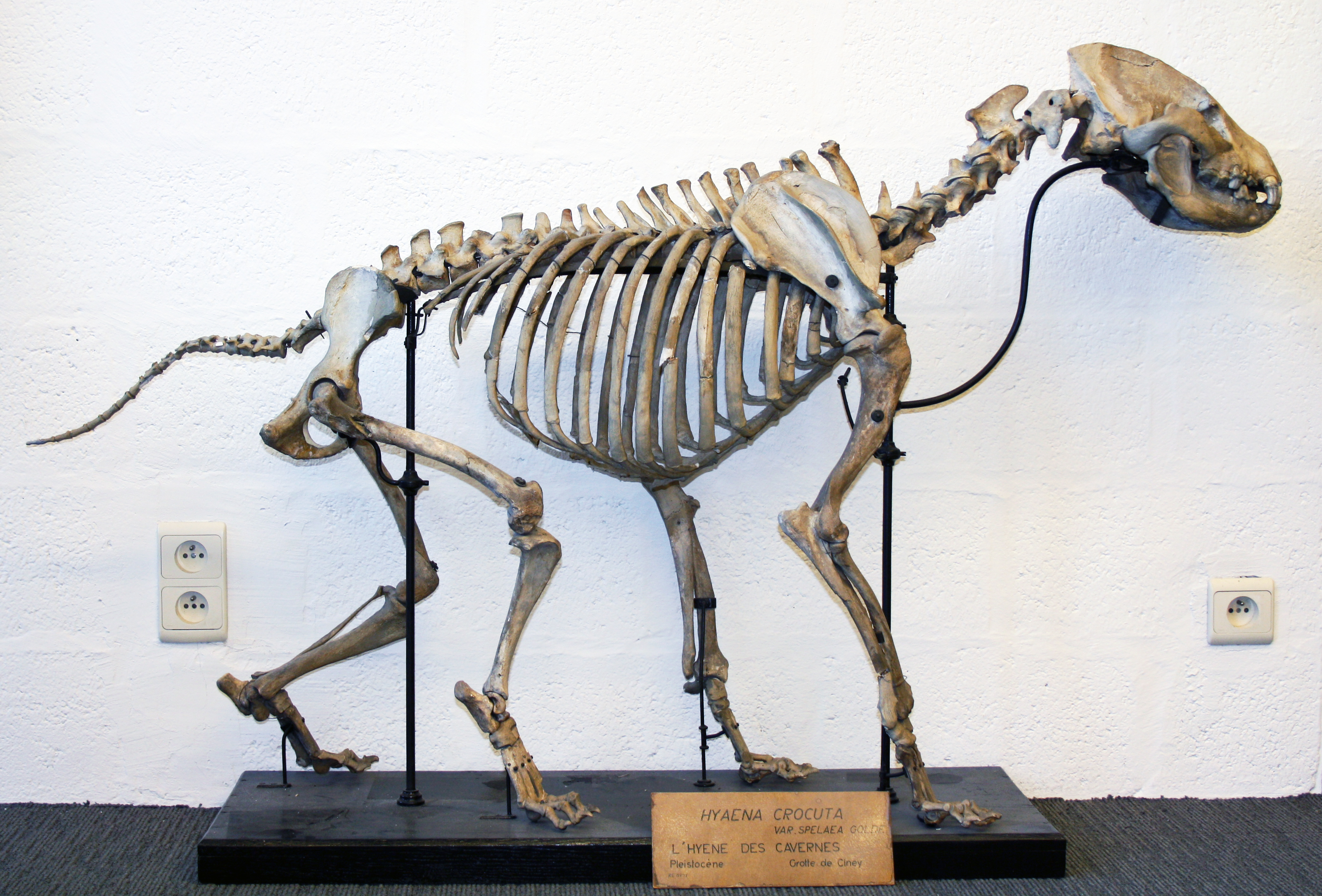
Khung xương một con linh cẩu hang

Tỉ lệ cạnh tranh giữa người Neanderthal với các dã thú kỷ băng hà tương đối cao. Sư tử hang săn chủ yếu ngựa, hươu lớn và bò hoang. báo hoa mai săn chủ yếu tuần lộc và hoẵng. Hốc sinh thái của những loài này trùng hợp với hốc sinh thái của người Neanderthal. Do vậy để chiếm con mồi từ nanh của những dã thú dữ tợn như vậy, người Neanderthal có lẽ đã xum thành nhóm rồi cùng nhau la lớn, xua tay, hoặc ném đá xua đuổi chúng; hoặc mau lẹ thu thập nhiều thịt nhất có thể rồi bỏ mồi lại. Tuy nhiên, di cốt của sói, sư tử hang, và gấu hang (đều là những thú ăn thịt đáng gờm) được phát hiện tại Grotte de Spy ở Bỉ, chứng tỏ người Neanderthal săn bắt được những loài dã thú này ở một mức độ nào đó.
Người Neanderthal và linh cẩu hang có lẽ là ví dụ điển hình nhất của hiện tượng chênh biệt ổ sinh thái, bởi lẽ hai loài này tránh cạnh tranh trực diện với nhau. Tuy rằng hai loài đều săn cùng loại thú mòi: hươu, ngựa, và bò; song người Neanderthal hầu hết chỉ săn hươu, còn linh cẩu lại thường chỉ săn ngựa và bò. Hơn nữa, di cốt động vật từ những động Neanderthal cho thấy họ thích săn những con mồi trẻ khỏe, còn linh cẩu chỉ nhắm vào những con non yếu; ngoài ra hang của linh cẩu có nhiều xương động vật ăn thịt hơn. Dù vậy, ta hiện cũng có bằng chứng cho thấy linh cẩu hang cướp mồi và đồ ăn thừa từ các khu trại Neanderthal, và chúng đôi khi thậm chí ăn cả xác chết của người Neanderthal.

#### Ăn thịt đồng loại
Các nhà khảo cổ đã phát hiện một số trường hợp người Neanderthal thực hành hủ tục ăn thịt đồng loại. Ví dụ đầu tiên được phát hiện tại Krapina, Croatia, vào năm 1899, và các ví dụ khác về sau được tìm thấy tại Cueva del Sidrón và tại Zafarraya ở Tây Ban Nha; và tại Grotte de Moula-Guercy, Les Pradelles, và La Quina ở Pháp. Khám nghiệm 5 cá nhân Neanderthal có dấu hiệu bị ăn thịt bởi đồng loại từ Grottes de Goyet ở Bỉ, tiết lộ những chi tiết sau: phần chi trên của họ bị tách khớp, còn phần chi dưới bị tróc thịt và đập nát (có lẽ để tiện rút tủy ra), khoang ngực của họ bị mổ phanh, và xương hàm bị xẻo nhiều vết. Ngoài ra có dấu hiệu cho thấy những kẻ đồ tể đã sử dụng vài mẩu xương để mài đẽo công cụ của họ. Công đoạn xẻ thịt người Neanderthal tại Grottes de Goyet tương tự như cách thức họ xẻ thịt ngựa và tuần lộc. Khoảng 35% hài cốt Neanderthal tại Marillac-le-Franc ở Pháp thể hiện các vết xẻ thịt, và sự hiện diện của răng đã bị tiêu hóa chứng tỏ xác người chết bị phó mặc cho thú ăn xác, đơn cử như linh cẩu.
Dựa trên số lượng ít các mẫu vật được tìm thấy, cùng với số các vết cắt trên xương các cá nhân bị ăn thịt cao hơn số vết cắt trên động vật (chứng tỏ đồ tể thiếu kinh nghiệm trong việc cắt mổ đồng loại), hành vi ăn thịt đồng loại ở người Neanderthal có lẽ không hề phổ biến mà chỉ xảy ra trong thời kỳ lương thực thiếu thốn trầm trọng như một số trường hợp trong lịch sử loài người hiện đại.

### Nghệ thuật

#### Trang hoàng bản thân
Thổ hoàng với niên đại từ 60-45 nghìn năm trước được tìm thấy rất nhiều tại các di chỉ Neanderthal, với mẫu tại Maastricht-Belvédère, Hà Lan có niên đại vào khoảng 250-200 nghìn năm trước và là mẫu sớm nhất được phát hiện (khoảng thời gian này tương tự với niên đại thổ hoàng tại các di chỉ H. sapiens). Có giả thuyết cho rằng chất màu khoáng này được họ bôi lên thân và phân tích sắc tố tại di chỉ Pech de l'Azé, Pháp chỉ ra rằng chúng từng tiếp xúc với vật liệu mềm (có thể là da người hoặc da động vật). Tuy nhiên ở các bộ lạc săn bắt hái lượm hiện đại, ngoài ứng dụng sơn cơ thể, họ còn sử dụng thổ hoàng làm thuốc, thuộc da, làm chất bảo quản thực phẩm và làm chất chống côn trùng, vì vậy giả thuyết người Neanderthal bôi thổ hoàng lên thân thể vẫn chỉ là một suy đoán. Các thùng chứa dường như được dùng để trộn bột màu thổ hoàng đã được khai quật tại Peștera Cioarei, Romania, có thể là bằng chứng về việc người Neanderthal dùng bột màu cho mục đích thẩm mỹ.

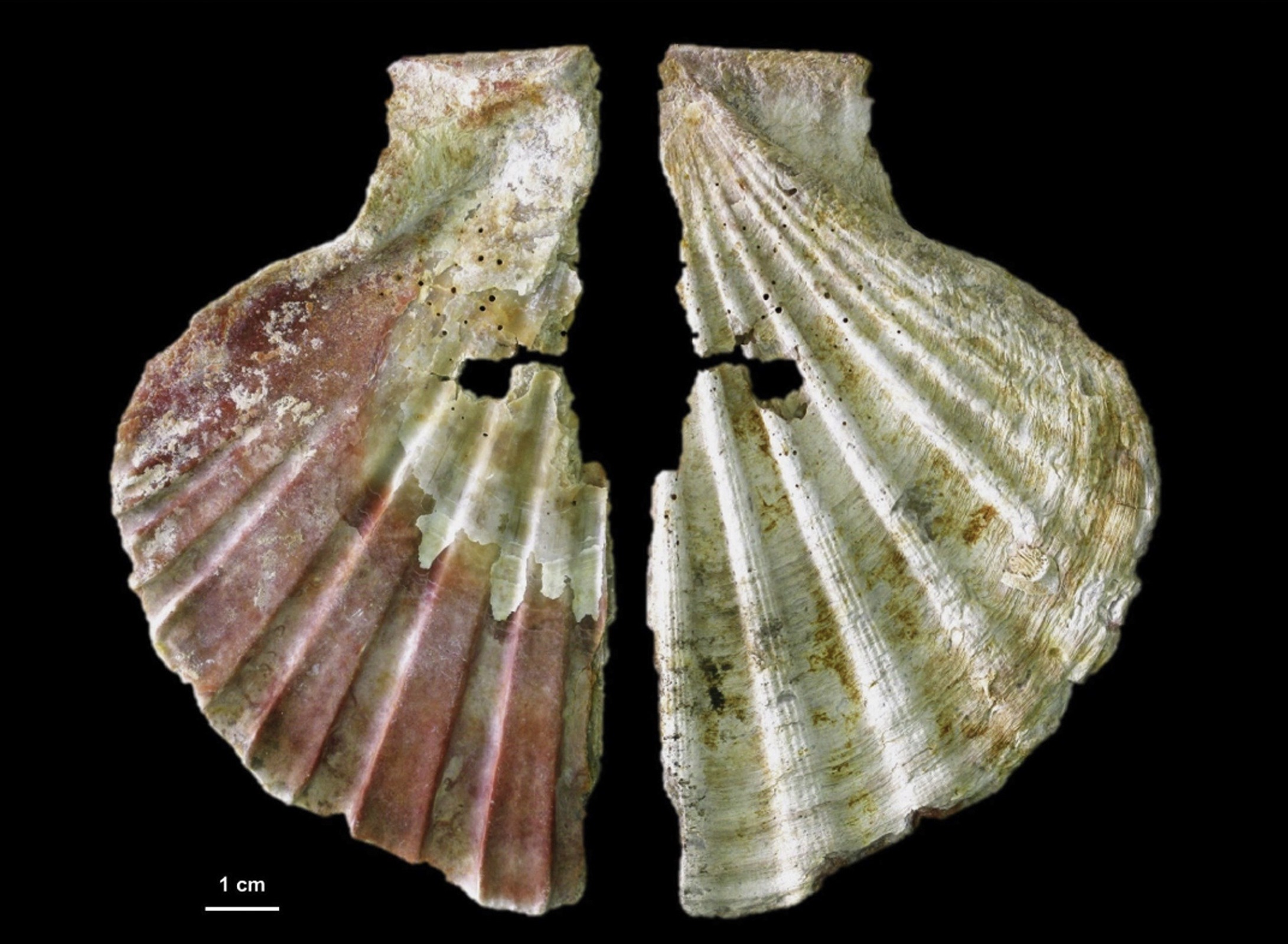
Vỏ điệp Pecten maximus thu được từ Cueva Antón, Tây Ban Nha. Phần bên trong (trái) có màu đỏ tự nhiên, còn phần bên ngoài (phải) có các vệt màu phi-tự-nhiên

Người Neanderthal thu thập những đồ vật có hình dạng độc đáo và gia công chúng thành mặt dây chuyền, chẳng hạn như hóa thạch vỏ ốc biển Aspa marginata có vệt sơn đỏ từ Grotta di Fumane, Ý, được vận chuyển hơn 100 km (62 mi) về di chỉ này khoảng 47.500 năm trước; 3 vỏ hữu cơ thuộc về các loài Acanthocardia tuberculata, Glycymeris insubrica và Spondylus gaederopus có niên đại 120–115 nghìn năm trước ở Cueva de los Aviones, Tây Ban Nha, bị đục xuyên qua điểm mấu, trong đó vỏ thứ hai và ba từng được bôi bột đỏ và vàng, còn vỏ thứ ba được bôi sắc đỏ-đen trộn lẫn của hematit và pyrit; và vỏ sò điệp Pecten maximus để lại dấu vết hỗn hợp màu cam của goethit và hematit từ Cueva Antón, Tây Ban Nha. Từ năm 1949 đến năm 1963, các cuộc khai quật tại Grotte du Renne, Pháp, đã thu được nhiều hạt gia công Châtelperron làm từ răng, vỏ và ngà bên cạnh các di cốt Neanderthal, song niên đại của chúng còn mập mờ và hiện vật Châtelperron nhiều khả năng là tác phẩm của người hiện đại xong bị thải rác tại nơi đó.

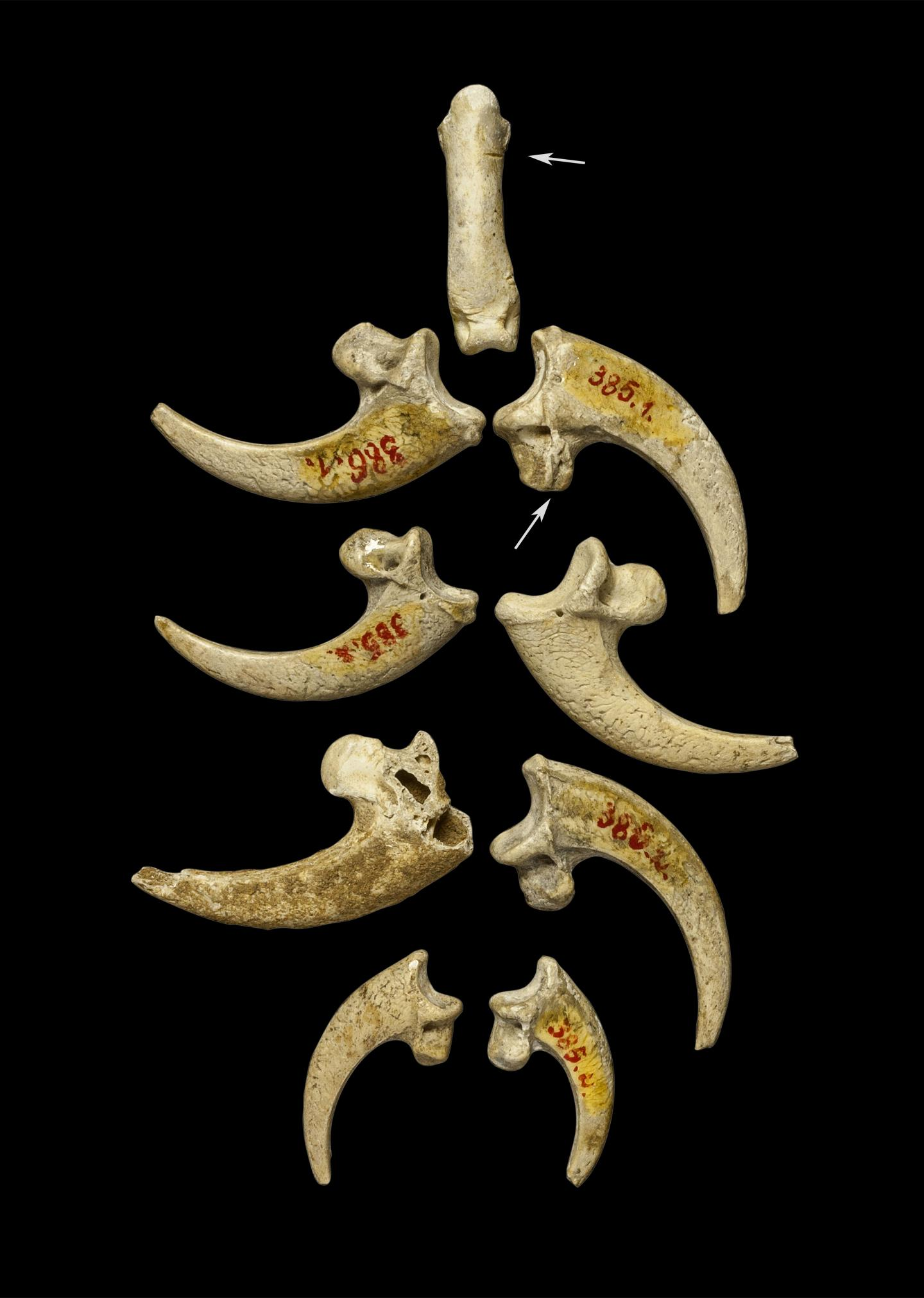
Phỏng dựng đồ trang sức sử dụng móng đại bàng đuôi trắng từ Krapina, Croatia (mũi tên chỉ vào các vết cắt)

Hai nhà cổ nhân chủng học Clive và Geraldine Finlayson cho rằng người Neanderthal đã tận dụng nhiều bộ phận của chim muông cho mục đích nghệ thuật, đặc biệt là lông vũ màu đen. Năm 2012, Finlayson và các cộng sự đã khảo sát 1.699 địa điểm trên khắp Âu-Á, và nhận thấy rằng các loài chim ăn thịt và quạ tuy thường không được bất cứ loài người nào tiêu thụ, song di cốt của chúng sót lại rất nhiều. Đáng chú ý là chỉ duy nhất xương cánh của chúng bị biến đổi, mà phần cánh của chim thì lại ít nạc hơn phần thân; do vậy, đây rất có thể là bằng chứng cho việc nhổ lông bay lớn ở cánh chim để làm vật liệu trang trí. Các loài chim được ghi nhận ở các địa điểm trung kỳ đá cũ bao gồm kền kền xám tro, quạ mỏ đỏ, cắt thường, cắt nhỏ, quạ mỏ vàng, quạ đen mũi trọc, quạ gáy xám, và đại bàng đuôi trắng. Một số loài chim khác được xác định có lưu lại dấu vết của người Neanderthal bao gồm đại bàng vàng, gầm ghì đá, quạ thường và kền kền râu. Khẳng định sớm nhất về đồ trang sức bằng xương chim là một số móng vuốt đại bàng đuôi trắng 130.000 năm tuổi tìm thấy vào năm 2015 tại cùng một địa điểm gần Krapina, Croatia; có vẻ đều thuộc một sợi dây chuyền. Một dây chuyền tương tự làm từ móng đại bàng hoàng đế Tây Ban Nha 39.000 năm tuổi cũng đã được báo cáo vào năm 2019 tại Cova Foradà ở Tây Ban Nha, tuy vậy nó nằm đúng ở địa tầng Châtelperron đầy tranh cãi. Vào năm 2017, 17 bộ xương quạ có vết khía trang trí được báo cáo từ mái đá Zaskalnaya VI ở Ukraine, có niên đại cách đây 43–38 nghìn năm. Bởi các vết khía ít nhiều đồng đều nhau, đây chắc chắn không phải kết quả của việc xẻ thịt đơn thuần mà dường như đã được thiết kế với chủ đích.
Phát hiện vào năm 1975, di vật biệt danh mặt nạ la Roche-Cotard—một miếng đá lửa khá phẳng có một mảnh xương đút xuyên qua hốc trên điểm giữa—được định niên đại vào khoảng 32, 40, hoặc 75 nghìn năm trước. Một số tác giả cho rằng hình dạng của nó trông giống nửa trên khuôn mặt người, với hai cái đầu xương trồi ra biểu tượng cho đôi mắt. Tuy vậy, số khác vẫn hoài nghi rằng liệu đây có thực sự là một cái mặt nạ hay không; và thậm chí có nên được tính là nghệ thuật hay không. Năm 1988, dựa trên di cốt của một con báo được khai quật tại Grotte de L'Hortus ở Pháp (một hộp sọ, các đốt ngón tay và đốt sống đuôi), nhà khảo cổ người Mỹ Alexander Marshack đề xuất rằng một người Neanderthal tại đây từng mặc một chiếc áo choàng da báo để phô trương địa vị cao của mình trong bầy.

#### Nghệ thuật trừu tượng

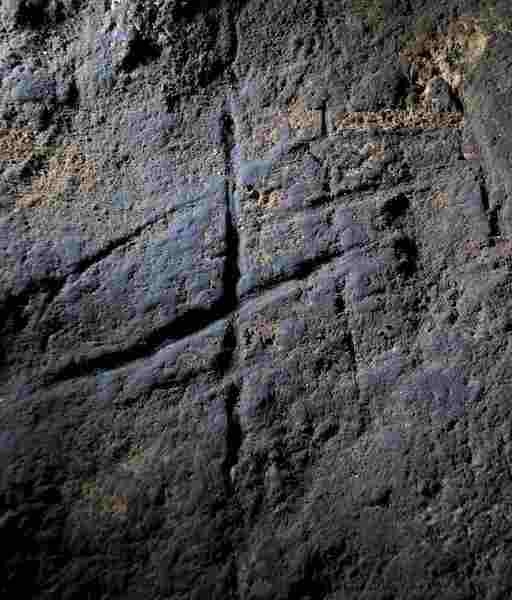
Các vết xước trên sàn Hang Gorham, Gibraltar

Tính đến năm 2014, 63 bản khắc dường như có chủ ý đã được báo cáo từ 27 địa điểm có niên đại từ sơ kỳ đến trung kỳ đá cũ tọa lạc tại Châu Âu và Trung Đông. Trong đó 20 bản khắc trên vỏ đá lửa tại 11 địa điểm, 7 bản khắc trên phiến đá tại 7 địa điểm, và 36 bản khắc trên đá cuội tại 13 địa điểm. Ta không rõ liệu những bản khắc này được tạo ra với mục đích tượng trưng hay phi tượng trưng. Năm 2012, các nhà khảo cổ phát hiện những vết xước sâu trên sàn Hang Gorham tại Gibraltar, có niên đại sớm hơn 39.000 năm trước, mà họ cho là sản phẩm nghệ thuật trừu tượng của người Neanderthal. Song đây cũng có thể chỉ đơn thuần là vết cào móng của gấu. Năm 2021, một chiếc gạc nai sừng tấm Ireland khắc năm chữ V chồng lên nhau được tìm thấy ở lối vào hang Einhornhöhle của Đức, với niên đại cách đây khoảng 51.000 năm.
Năm 2018, một số chấm, đĩa, đường kẻ và khuôn tô sơn đỏ trên vách các hang động La Pasiega, Maltravieso và Doña Trinidad ở Tây Ban Nha được xác định niên đại về khoảng 66.000 năm trước, tức là ít nhất 20.000 năm trước khi người hiện đại xâm nhập Tây Âu. Điều này chứng minh tác giả của chúng, cùng nhiều hình tượng ở các địa điểm Tây Âu khác (chẳng hạn Les Merveilles ở Pháp và Cueva del Castillo ở Tây Ban Nha), không ai khác chính là người Neanderthal. Tuy nhiên, vẫn còn nhiều tranh luận xung quanh vấn đề đo đạc niên đại hang và sự liên hệ của các tác phẩm với người Neanderthal.
Người Neanderthal biểu hiện hành vi thu thập các loại vật thể khác thường, tức những đồ vật không có chức năng gì, như tinh thể hoặc hóa thạch. Không rõ liệu họ thu gom những đồ vật này bởi chúng có phẩm chất thẩm mỹ, hay bởi chúng mang một ý nghĩa biểu tượng nào đó đối với họ. Những vật phẩm này chủ yếu là tinh thể thạch anh, ngoài ra còn gồm nhiều loại khoáng chất khác như cerussit, pyrit sắt, canxit và galen. Một số phát hiện đã được biến đổi, chẳng hạn như một chiếc răng voi ma mút có vết rạch và một cái vỏ nummulite hóa thạch khắc chữ thập tại Tata, Hungary; một phiến đá lớn với 18 viên đá chốt rỗng tại một khu mả ở La Ferrassie, Pháp; và một tinh hốc được phủ thổ hoàng đỏ tại Peștera Cioarei, Romania. Vỏ hóa thạch cũng xuất hiện rất thường xuyên tại các di chỉ Neanderthal ở Pháp, chẳng hạn vỏ một con rhynchonellid và một con Taraebratulina tại Combe Grenal; mỏ một con belemnite tại Grottes des Canalettes; một polyp tại Grotte de l'Hyène; một con nhím biển tại La Gonterie-Boulouneix; và một loài rhynchonella, huệ biển và mỏ một con belemnite tại địa tầng Châtelperron ở Grotte du Renne.

#### Âm nhạc

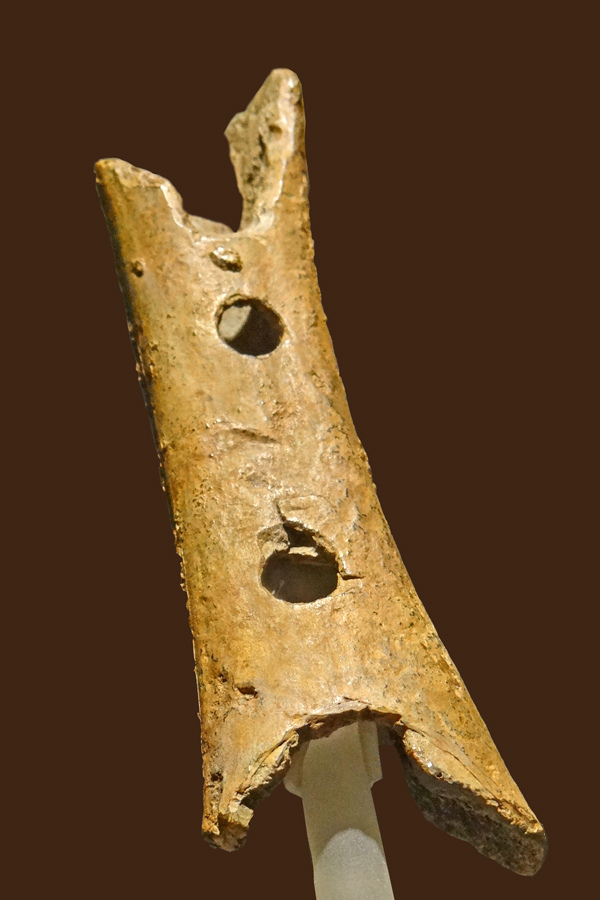
Cây sáo Divje Babe tại Bảo tàng Quốc gia Slovenia

Những mảnh sáo làm từ xương dài của gấu đã được phát hiện tại Potočka zijalka ở Slovenia (vào những năm 1920), và Istállós-kői-barlang ở Hungary, và Mokriška jama ở Slovenia (vào năm 1985); thời bấy giờ người ta cho rằng chúng là sản phẩm của người Neaderthal song các ý kiến mới đây lại cho rằng chủ nhân thực sự của chúng là người hiện đại. Một số nhà nghiên cứu cho rằng cây sáo Divje Babe 43 nghìn năm tuổi, phát hiện vào năm 1995 tại Slovenia, được tạo ra bởi người Neanderthal. Nhà âm nhạc học Canada Robert Fink cho hay cây sáo ban đầu có thang âm ngũ cung hoặc thang âm nguyên. Tuy nhiên, niên đại của nó trùng đúng thời điểm người hiện đại di cư vào khu vực, tức rằng nhiều khả năng người Neanderthal không phải chủ nhân của cây sáo. Năm 2015, nhà động vật học Cajus Diedrich lập luận rằng nó không phải một cây sáo, mà những cái lỗ trên thân mẩu xương thực chất là vết răng linh cẩu, bởi lẽ không có vết gọt đẽo rõ rành nào. Tuy vậy vào năm 2018, nhà khảo cổ người Slovenia là Matija Turk cùng các đồng nghiệp phản bác bài báo, và khẳng định chuyện các cây sáo xương không có vết gọt đẽo là điều khá bình thường.

### Kỹ thuật
Mặc dù kỹ thuật đồ đá của người Neanderthal có dấu hiệu bị đình trệ tầm 150 nghìn năm, song với nhiều bằng chứng mới đây thì có vẻ thủ công nghệ của họ tinh vi hơn những gì giới khảo cổ từng nghĩ.

#### Công cụ đá
Người Neanderthal biết chế tạo công cụ bằng đá với đặc trưng là kỹ nghệ Moustier. Ngoài ra, kỹ nghệ Moustier có liên hệ với quần thể H. sapiens ở Bắc Phi cách đây 315.000 năm và xuất hiện ở miền Bắc Trung Quốc khoảng 47–37 nghìn năm trước. Kỹ nghệ này phát triển cách đây 300.000 năm cùng với kỹ thuật Levallois hậu duệ của kỹ thuật Acheul do H. erectus phát minh vào khoảng 1,8 triệu năm trước. Kỹ thuật Levallois giúp việc kiểm soát hình dạng và kích thước mảnh đá dễ dàng hơn song nhược điểm là khó học và bất trực giác, bởi vậy nó có lẽ đã được truyền dạy trực tiếp qua các thế hệ thay vì thông qua học tập trực quan thuần túy.
Kỹ nghệ Moustier có nhiều biến thế ở từng địa phương, chẳng hạn như: kiểu phụ Quina và La Ferrassie thuộc kỹ nghệ Charentian ở tây nam nước Pháp, kiểu phụ A và B thuộc truyền thống Acheul dọc bờ biển Đại Tây Dương và tây bắc Châu Âu, kỹ nghệ Micoque tại Trung và Đông Âu và biến thể Sibiryachikha gần gũi ở dãy núi Altay Siberia, kỹ nghệ công cụ răng cưa Moustier ở Tây Âu, kỹ nghệ công cụ nạo racloir đá lửa quanh Dãy núi Zagros và kỹ nghệ bôn đá tước ở Cantabria, Tây Ban Nha, và hai bên dãy Pyrenees. Vào giữa thế kỷ 20, nhà khảo cổ người Pháp François Bordes đã phản biện chống lại nhà khảo cổ người Mỹ Lewis Binford để giải thích sự đa dạng này ("cuộc tranh luận Bordes-Binford"); Bordes lập luận rằng những khác biệt này đại diện cho các truyền thống dân tộc bản sắc riêng còn Binford cho rằng công cụ khác nhau là do môi trường tác động (tóm lại, cuộc tranh luận giữa luận điểm hình thức và chức năng). Nếu nhận định của Binford đúng thì chứng tỏ người Neanderthal không thông minh bằng người hiện đại do họ phải thích ứng công cụ có sẵn của mình với môi trường chứ không có khả năng sáng tạo các loại công cụ mới. Một chuỗi liên tục kỹ nghệ đã được ghi nhận ở Grotte du Renne, Pháp, nơi có nhiều kiểu truyền thống đồ đá như Levallois – Charentian, Discoid – Denticulate (43,3 ± 0,929–40,9 ± 0,719 nghìn năm trước), Moustier Levallois (40,2 ± 1,5–38,4 ± 1,3 nghìn năm trước), và Châtelperron (40,93 ± 0,393–33,67 ± 0,450 nghìn năm trước).
Ta chưa biết rõ liệu người Neanderthal có vũ khí tầm xa hay không. Vết thương trên cổ một di cốt lừa hoang châu Phi từ Umm el Tlel, Syria, trông rất giống vết đâm xuyên của một mũi lao Levallois nặng, và chấn thương xương này phù hợp với các báo cáo về kỹ thuật ném đồ vật của người Neanderthal. Các mũi nhọn tìm thấy ở Abri du Maras, Pháp, dường như quá mỏng manh để đâm nên rất có thể chúng được dùng để ném hoặc phi.

#### Công cụ hữu cơ
Kỹ nghệ Châtelperron ở miền trung nước Pháp và miền bắc Tây Ban Nha khác với kỹ nghệ Moustier ở chỗ có công cụ bằng xương động vật. Có giả thuyết gây tranh cãi cho rằng nền kỹ nghệ này được người Neanderthal vay mượn hoặc tiếp biến văn hóa từ người hiện đại nhập cư. Theo thuyết đó, kỹ nghệ Châtelperron là văn hóa quá độ từ Moustier của người Neanderthal sang Aurignac của người hiện đại. Quan điểm đối lập cho rằng chủ nhân của kỹ nghệ Châtelperron chính là người hiện đại. Quá trình chuyển đổi đột ngột giống như Moustier/Châtelperron có lẽ chỉ đơn thuần đại diện cho sự đổi mới tự nhiên, giống quá trình chuyển đổi La Quina-Neronian 50.000 năm trước với các công cụ thường được cho là thuộc về người hiện đại như bladelet (dao đá nhỏ có một cạnh sắc một cạnh cùn) và microlith (vi thạch: mảnh tước thường được dùng làm mũi giáo hay mũi tên). Các nền văn hóa quá độ còn bị tranh cãi khác bao gồm kỹ nghệ Uluzzo ở Ý, và kỹ nghệ Balkan Szeletian.
Trước cuộc di cư của người hiện đại, bằng chứng duy nhất về các công cụ bằng xương của người Neanderthal là các lissoir làm từ xương sườn, một công cụ xát vào da thú để làm mềm hoặc chống thấm nước, mặc dù đây cũng có thể là bằng chứng cho thấy người hiện đại đã tiến vào vùng này sớm hơn suy đoán trước. Năm 2013, hai cái lissoir làm từ xương sườn hươu đã 51,4–41,1 nghìn năm tuổi được báo cáo ở Pech-de-l'Azé và Abri Peyrony gần đó. Năm 2020, thêm 5 cái lissoir làm từ xương sườn auroch hoặc bò rừng được báo cáo từ Abri Peyrony, một chiếc trong đó có niên đại tầm 51.400 năm trước và 4 chiếc còn lại có niên đại tầm 47,7-41,1 nghìn năm trước. Điều này cho thấy những công cụ này đã được sử dụng tại đây trong một khoảng thời gian rất dài. Một số lissoir tiềm năng cũng đã được báo cáo từ Grosse Grotte, Đức (xương voi ma mút), và Grottes des Canalettes, Pháp (xương hươu đỏ).

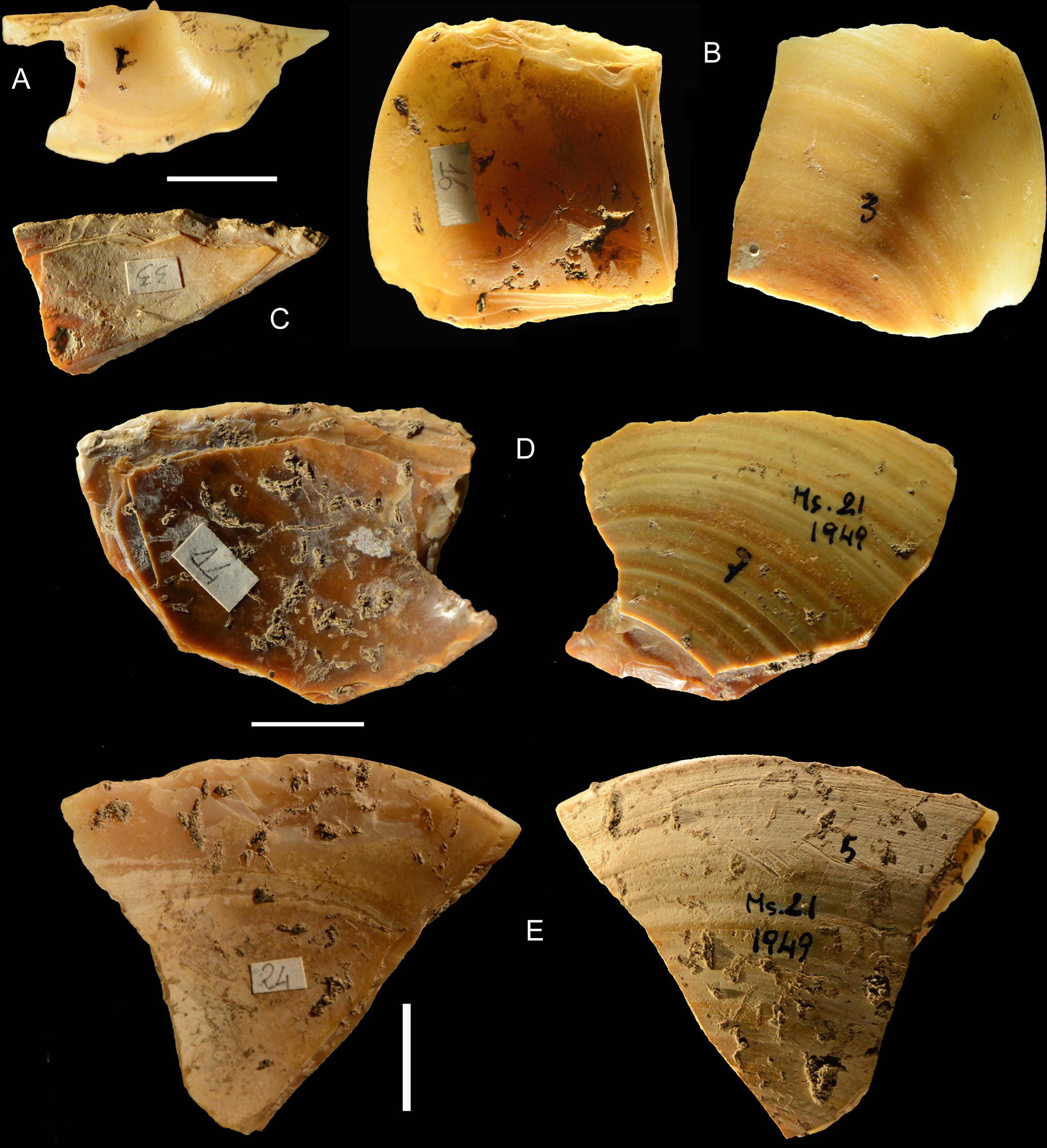
Công cụ nạo làm từ vỏ trai mịn (Callista chione) tại Grotta dei Moscerini, Ý

Người Neanderthal tại 10 di chỉ ven biển ở Ý (cụ thể là Grotta del Cavallo và Grotta dei Moscerini) và hang động Kalamakia, Hy Lạp chế tạo ra những cái nạo làm từ vỏ trai mịn rất bền, có bằng chứng họ tra chúng vào các cái cán gỗ. Tại Grotta dei Moscerini, khoảng 24% số vỏ sò có nguồn gốc từ đáy biển, tức là những người Neanderthal tại đây từng lội hoặc lặn xuống vùng nước nông để thu lượm chúng lên bờ. Trong vòng cung núi lửa Campanian tại Grotta di Santa Lucia ở Ý, người Neanderthal tại đây đã thu thập đá bọt xốp, có lẽ được dùng để đánh bóng mũi phóng.
Tại Abri du Maras, Pháp, các sợi xoắn và một đoạn dây sợi trong vỏ cây 3-lớp được cho là sản phẩm của người Neanderthal chỉ ra rằng họ biết sản xuất dây buộc, nhưng không rõ công cụ này phổ biến thế nào vì các vật liệu được sử dụng để tạo ra chúng (chẳng hạn như lông động vật, da sống, gân, hoặc sợi thực vật) bị phân hủy sinh học và có tính bảo quản rất kém. Công cụ này chứng tỏ người Neanderthal có kiến thức cơ bản về dệt và thắt nút, từ đó mà họ có thể sản xuất được các công cụ bậc cao hơn. Mảnh dây có niên đại 52–41 nghìn năm trước là bằng chứng trực tiếp lâu đời nhất về kỹ thuật sợi, còn các hạt vỏ đục lỗ 115.000 năm tuổi từ Cueva Antón có thể xâu lại thành vòng cổ là bằng chứng gián tiếp lâu đời nhất về kỹ thuật sợi. Năm 2020, nhà khảo cổ học người Anh Rebecca Wragg Sykes bày tỏ sự ủng hộ thận trọng đối với phát hiện trên. Bà chỉ ra rằng sợi dây rất yếu nên nó chỉ có một số chức năng hạn chế ví dụ như gắn hoặc xâu chuỗi các vật thể nhỏ.
Bản ghi hóa thạch cho thấy người Neanderthal thường sử dụng các tấm da thú và vỏ cây bạch dương, và có lẽ dùng chúng để đựng thực phẩm, song điều này chỉ dựa trên bằng chứng suy đoán gián tiếp, bởi vì hai vật liệu này rất hiếm khi hóa thạch nguyên vẹn. Người Neanderthal ở Hang Kebara, Israel, dường như đã sử dụng mai của loài rùa cạn Testudo graeca làm đồ đựng.
Tại di chỉ Poggetti Vecchi của Ý, các nhà khảo cổ đã tìm thấy bằng chứng người Neanderthal dùng lửa hơ nóng bề mặt cành hoàng dương để chế tác gậy moi đất, một dụng cụ rất phổ biến ở các xã hội săn bắn hái lượm.

#### Lửa và xây dựng
Nhiều di chỉ Moustier có bằng chứng về đám cháy mặc dù không rõ liệu đây là lửa do người Neanderthal tự nhóm hay lấy từ nguồn thiên nhiên (sét, dung nham, v.v). Các bằng chứng gián tiếp về khả năng nhen nhóm lửa của người Neanderthal bao gồm các chất cặn pyrit sót lại trên hàng chục công cụ đẽo hai mặt giai đoạn Moustier muộn (khoảng 50.000 năm trước) ở tây bắc nước Pháp và tập hợp MnO
2 chiết xuất từ tinh thể được người Neanderthal dùng để hạ nhiệt bén lửa của gỗ. Ngoài ra, họ còn biết mở mang một khu vực nhằm tạo không gian để sinh hoạt, ghè đẽo công cụ, mổ thịt, cất bếp sưởi và lưu trữ củi. Cũng có những di chỉ Neanderthal thiếu các bằng chứng như vậy, chắc hẳn là bởi các yếu tố tự nhiên tại đó đã xóa mất dấu vết.
Người ta đã phát hiện nhiều dấu vết của các bếp sưởi cổ xưa trong các hang động. Người Neanderthal chắc hẳn đã phải tính đến sự lưu thông không khí rồi mới dựng bếp, bởi khói lửa tỏa trong hang có thể làm ngạt thở người sống sau vài phút. Mái đá Abric Romaní ở Tây Ban Nha hiện còn lưu giữ dấu tích của 8 cái bếp cổ cách đều nhau, xếp theo hàng, tựa vào vách hang. Nhiều khả năng chúng được sử dụng để giữ ấm khi ngủ, và người ngủ có thể nằm ở một trong hai bên ngọn lửa. Ở Cueva de Bolomor tại Tây Ban Nha, bếp sưởi được xếp sát vách nhằm cho khói bốc lên tới trần hang, rồi men theo đó thoát ra ngoài. Ở Grotte du Lazaret tại Pháp, hệ thống hang thông gió sẵn vào mùa đông vì nhiệt độ trong hang cao hơn nhiệt độ ngoài trời; chính vì vậy, người Neanderthal chỉ lui tới hang này vào mùa đông.

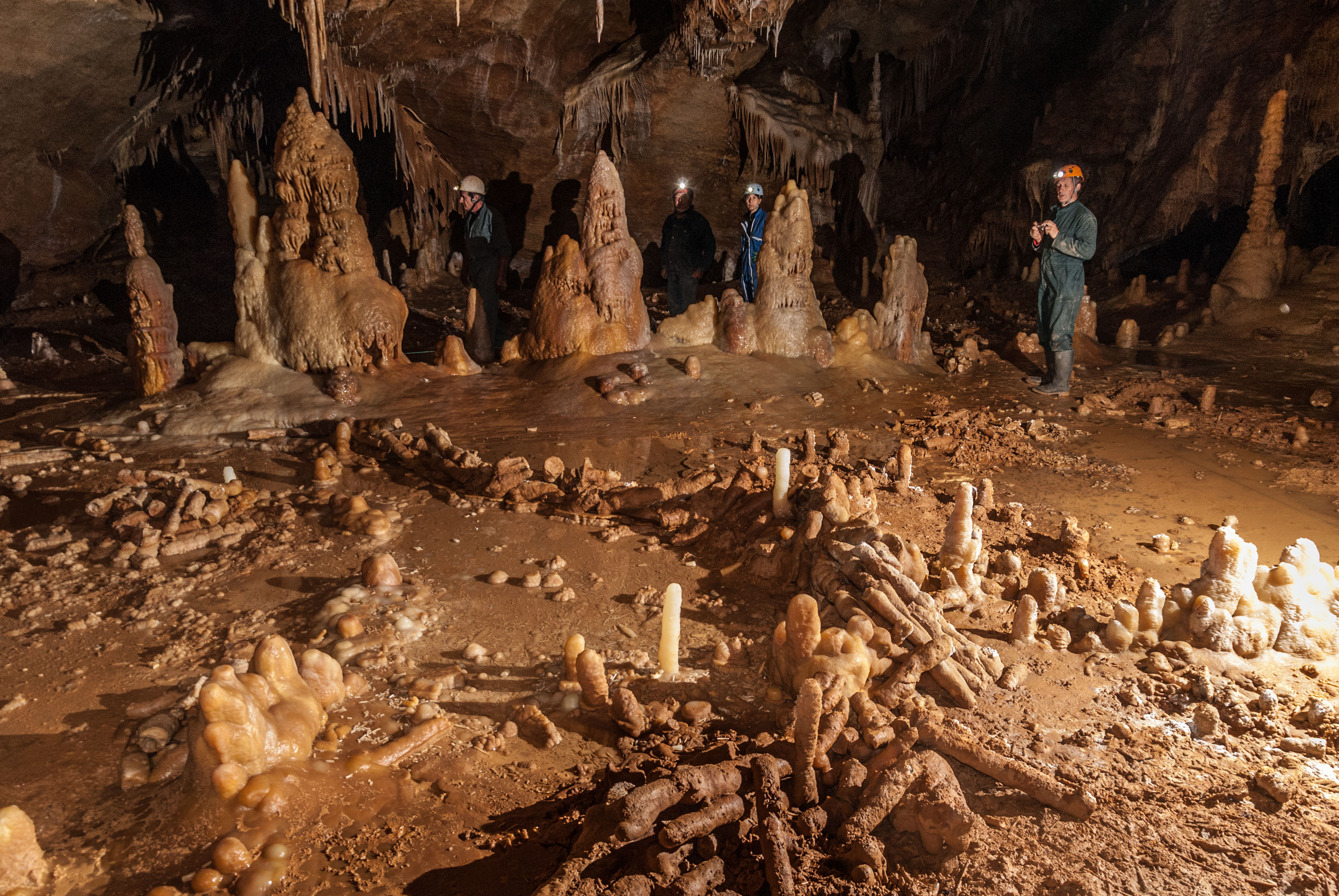
Cấu trúc hình vòng tại Grotte de Bruniquel, Pháp

Năm 1990, hai cấu trúc vòng 176.000 năm tuổi, rộng vài mét, làm từ các mảnh thạch nhũ, đã được phát hiện bên trong một buồng lớn cách tầm 300 m (980 ft) cửa động Grotte de Bruniquel, Pháp. Vòng thứ nhất có kích thước 6,7 m × 4,5 m (22 ft × 15 ft) làm từ các mảnh thạch nhũ dài trung bình 34,4 cm (13,5 in). Vòng còn lại có kích thước 2,2 m × 2,1 m (7,2 ft × 6,9 ft) làm từ các mảnh thạch nhũ dài trung bình 29,5 cm (11,6 in). Ngoài ra, người ta cũng tìm thấy 4 đống thạch nhũ khác với tổng chiều dài 112 m (367 ft), hoặc tổng khối lượng 2,2 t (2,4 tấn Mỹ). Dấu vết đá và xương cháy sém cũng chứng tỏ người xưa từng sinh hoạt ở đây. Có lẽ một nhóm người Neanderthal đã kiến tạo những cấu trúc này, song mục đích thực tế của chúng là gì vẫn chưa có lời giải đáp. Việc xây dựng cấu trúc phức tạp như vậy sâu trong lòng hang là phát hiện rất mới lạ đối với ngành khảo cổ. Đồng thời, điều này cho thấy sự tài tình trong kỹ thuật xây dựng và chiếu sáng của người Neanderthal, cũng như sự quen thuộc với môi trường dưới lòng đất của họ.
Di chỉ lộ thiên Moldova I 44.000 năm tuổi tại Ukraine còn lưu lại một cấu trúc lều dạng vòng với kích thước 7 m × 10 m (23 ft × 33 ft). Nó được làm từ xương voi ma mút, dùng cho mục đích cư trú lâu dài của nhiều người Neanderthal, và chắc hẳn đã rất tốn thời gian để xây dựng. Bên trong có dấu vết của bếp sưởi, khu nấu ăn, xưởng đá lửa, và vụn gỗ được gia công. Trùng hợp thay, người hiện đại thời hậu kỳ đá cũ trên thảo nguyên Nga cũng có truyền thống dựng nhà bằng voi ma mút kiểu vậy.

#### Hắc ín vỏ cây
Người Neanderthal có khả năng sản xuất hắc ín kết dính từ nhựa cây bạch dương, có lẽ được dùng để tra cán công cụ. Lâu nay người ta tin rằng để lấy hắc ín từ vỏ cây đòi hỏi một quá trình kì công phức tạp, và do vậy điều này cho thấy họ có nhận thức phức tạp và khả năng truyền tải văn hóa. Tuy nhiên, một nghiên cứu năm 2019 chỉ ra rằng hắc ín có thể được sản xuất khá đơn giản bằng cách đốt vỏ cây bạch dương trên bề mặt nhẵn thẳng đứng, chẳng hạn như một phiến đá phẳng hoặc nghiêng.

#### Quần áo
Khoảng sinh tồn lúc ngủ của người Neanderthal tương tự như người hiện đại: tức nhiệt độ vào khoảng 32 °C (90 °F) khi khỏa thân ngoài trời với tốc độ gió 5,4 km/h (3,4 mph) và khoảng 27–28 °C (81–82 °F) khi khỏa thân trong không gian kín. Nhiệt độ môi trường kỉ gian băng Eemian thấp hơn đáng kể so với mức đó: đạt trung bình 17,4 °C (63,3 °F) vào tháng 7 và 1 °C (34 °F) vào tháng 1, và có thể giảm đến ngưỡng −30 °C (−22 °F) vào những ngày rét đậm. Dựa vào thông tin đó, nhà vật lý Đan Mạch Bent Sørensen đề giả thuyết rằng người Neanderthal mặc quần áo có thiết kế hợp lý nhằm ngăn luồng khí thổi qua da. Đặc biệt trong các chuyến đi xa (chẳng hạn như đi săn bắt), giày dép được thiết kế ôm trọn bàn chân rất cần thiết.

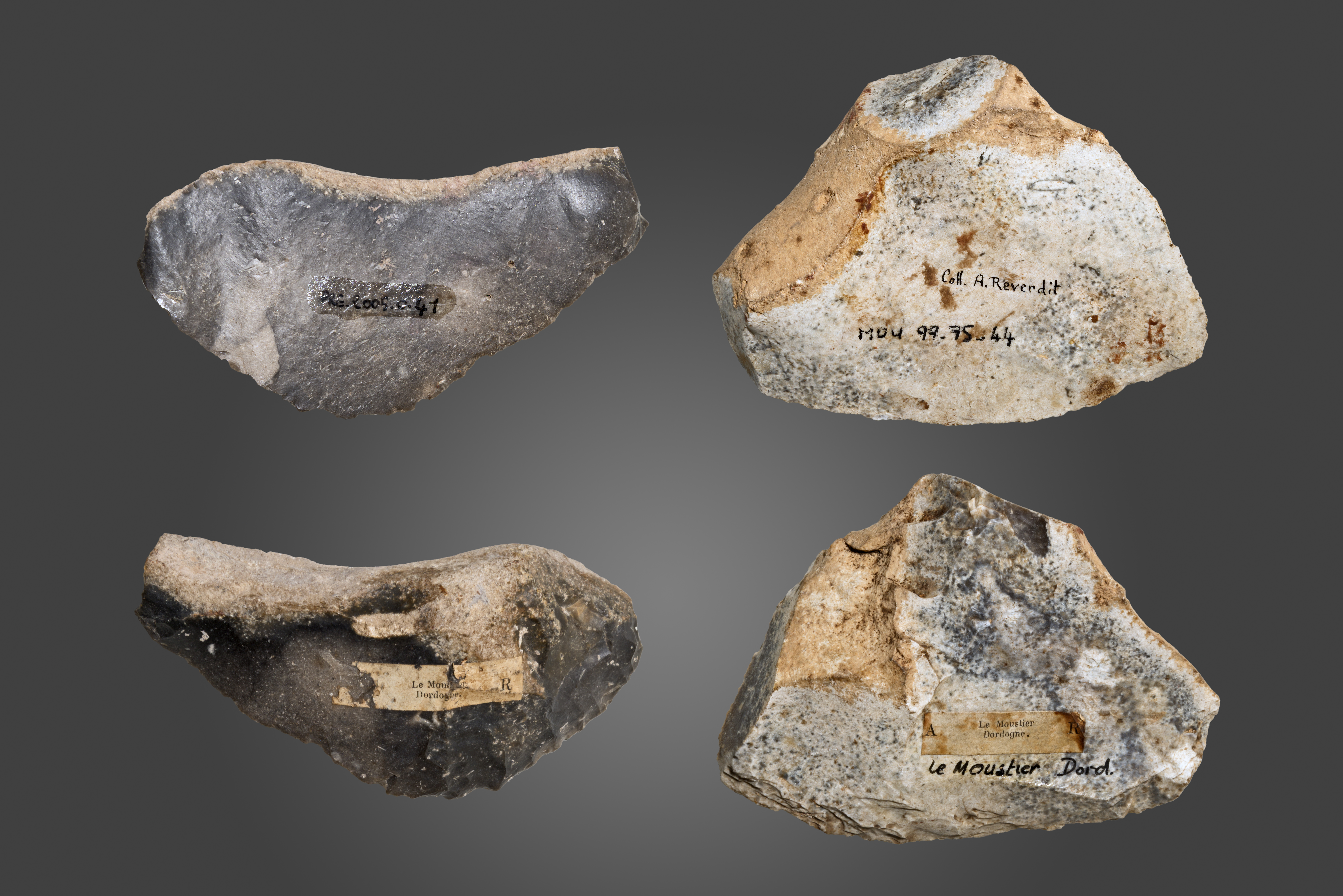
Hai dụng cụ racloir nạo bên được tìm thấy tại Le Moustier, Pháp

Trái ngược với kim khâu và dùi khâu bằng xương được con người hiện đại cổ xưa sử dụng, người Neanderthal chỉ có công cụ nạo da để chế tạo quần áo. Do vậy họ chỉ có thể sản xuất chăn đắp hoặc áo choàng poncho không bó sát cơ thể. Bằng chứng gián tiếp về kỹ thuật may của người Neanderthal bao gồm khả năng sản xuất sợi dây (có lẽ họ biết dệt) và xương cổ chân nhọn hoắt của một con ngựa đã được cải biến thành một cái dui (đây là suy đoán) từ Cueva de los Aviones ở Tây Ban Nha, dùng để đục lỗ da sống đã được nhuộm dựa trên sự hiện diện của sắc tố cam. Dù gì đi chăng nữa người Neanderthal chắc chắn biết cách che phủ toàn bộ cơ thể, vì người tinh khôn bấy giờ phải che 80–90% thân thể.
Bởi lẽ sự phối giống giữa người hiện đại và người Neanderthal từng diễn ra tại Trung Đông và không một loài rận hiện đại nào là hậu duệ của các loài kí sinh Neanderthal, nên rất có thể người Neanderthal (và/hoặc người hiện đại) ở đới khí hậu nóng không mặc quần áo hoặc rận kí sinh Neanderthal rất kén chọn vật chủ.

#### Du hành trên biển
Di tích các công cụ Trung kỳ đá cũ được phát hiện trên các đảo ngoài khơi Hy Lạp chứng tỏ người Neanderthal đã vượt Biển Ionia sớm tận 200–150 nghìn năm trước đây. Di vật cổ nhất trên đảo Crete, đảo Cephalonia, và đảo Zakynthos lần lượt có niên đại cách đây 130–107 nghìn năm, 125 nghìn năm, 110–35 nghìn năm. Họ có lẽ đã đóng các loại bè lau sậy để khứ hồi giữa hải đảo và đất liền trong cùng một ngày. Một số đảo Địa Trung Hải khác nơi phát hiện di vật của người cổ bao gồm Sardinia, Melos, Alonnisos, và Naxos (thời trước Naxos dường như nối với đất liền). Nhiều khả năng họ đã vượt qua Eo biển Gibraltar. Nếu tất cả những giả thuyết đã đề cập đúng, khả năng chế tạo thuyền và du hành biển khơi của người Neanderthal đã minh chứng rõ rệt cho khả năng tư duy và kỹ nghệ khá tân tiến của họ.

#### Thuốc thang
Các đứt gãy đã lành trên nhiều mẫu di cốt chỉ ra rằng người Neanderthal biết dùng thanh nẹp trong băng bó. Các chấn thương nặng ở đầu và xương sườn (có thể dẫn đến thiếu máu cấp) đã lành trên một số mẫu chứng tỏ người Neanderthal có khả năng băng bó các vết thương lớn bằng da động vật hoặc các vật liệu khác. Nhìn chung, bệnh nhân dường như không bị nhiễm trùng nặng, điều minh chứng cho sự hiểu quả trong kỹ thuật chăm sóc và chữa lành thương tích của người Neanderthal.
Kiến thức của họ về thảo dược có lẽ ngang bằng với người hiện đại lúc bấy giờ. Một cá nhân ở Cueva del Sidrón, Tây Ban Nha, dường như đang trong quá trình được chữa trị bệnh áp-xe răng bằng cây dương—loài cây chứa thành phần hoạt tính axit salicylic có trong aspirin—và bên cạnh đó còn có dấu ấn của loài nấm Penicillium chrysogenum với khả năng sản xuất kháng sinh. Họ sử dụng vạn diệp và cúc La Mã, song điều đáng chú ý là cả hai loài này đều có vị đắng khi ăn (tức là có thể có độc). Trong hang Kebara ở Israel, một số vết tích của các loài cây có tính dược liệu đã được tìm thấy, bao gồm nho Địa Trung Hải thông thường, hạt hồ trăn của cây nhựa thông Ba Tư, hạt đậu Vicia ervilia và quả sồi.

### Ngôn ngữ

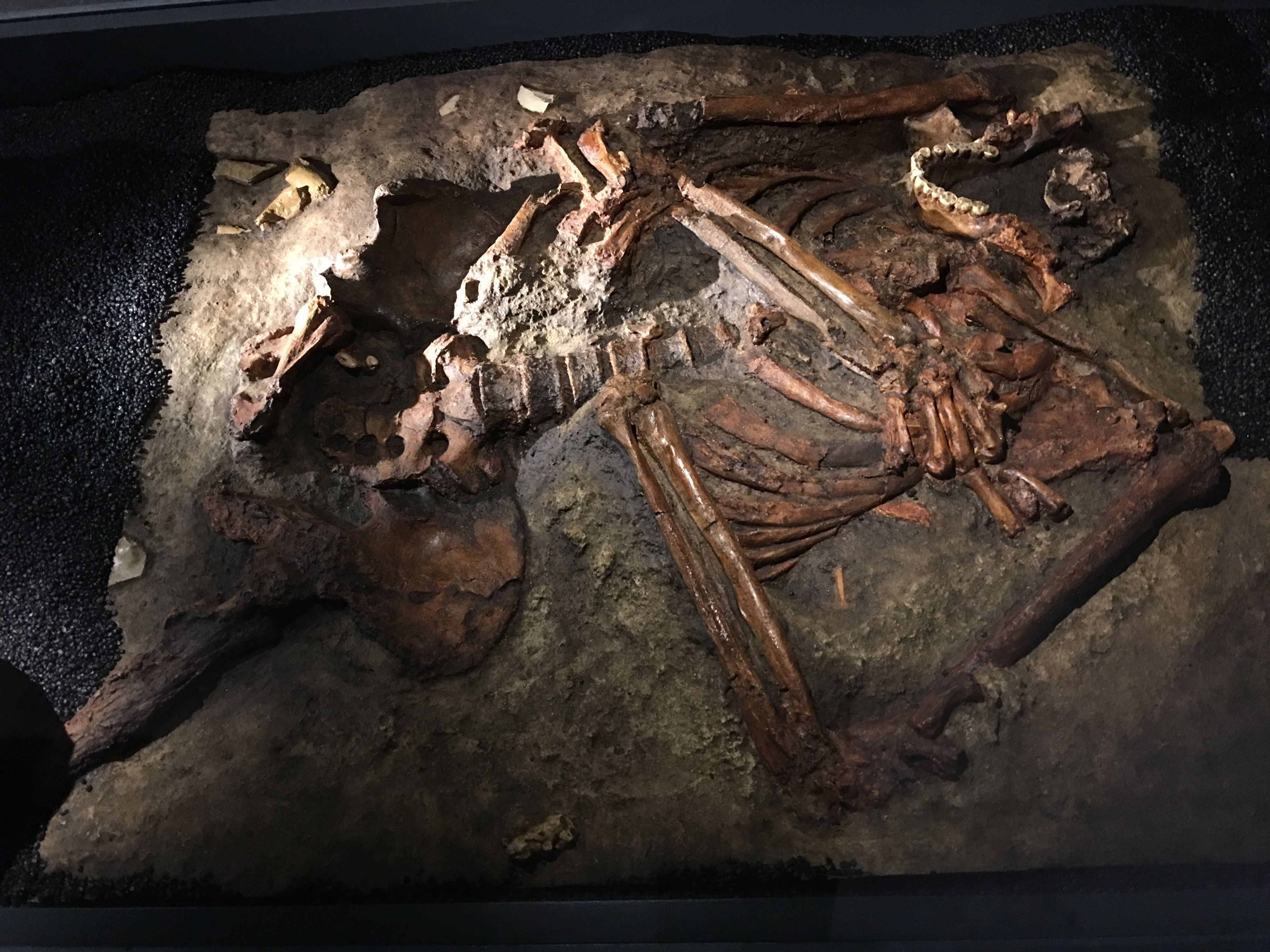
Phục dựng nguyên trạng khung xương Kebara 2 tại Bảo tàng Lịch sử Tự nhiên Luân Đôn

Tuy rất khó để xác định mức độ phức tạp ngôn ngữ ở người Neanderthal, ta cũng có thể thấy họ đã đạt được nhiều thành tựu văn hóa nhất định và từng giao phối với người hiện đại, vì vậy hoàn toàn có lý khi cho rằng người Neanderthal biết nói ở mức độ nào đó, giống với người hiện đại. Một thứ ngôn ngữ phức tạp (có thể bao gồm cú pháp) dường như cần thiết để người Neanderthal sinh tồn trong các môi trường khắc nghiệt, bởi lẽ họ cần trao đổi về các chủ đề như địa điểm săn bắt hái lượm hoặc truyền dạy kỹ thuật chế tạo công cụ cho các thành viên. Gen FOXP2 ở người hiện đại có liên quan đến sự phát triển lời nói và ngôn ngữ. Người Neanderthal cũng sở hữu loại gen này, tuy không giống hoàn toàn với người hiện đại. Về mặt thần kinh, vùng Broca ở não Neanderthal rất rộng (phân khu não bộ đảm nhận chức năng hình thành câu cú và thông hiểu lời nói), song trong số 48 gen được cho là ảnh hưởng đến kiến trúc thần kinh của ngôn ngữ, 11 gen thể hiện sự khác biệt kiểu mẫu methyl hóa so với người hiện đại. Sự chênh biệt này có lẽ đã giúp loài người hiện đại diễn đạt ngôn ngữ tốt hơn so với người Neanderthal.
Năm 1971, nhà khoa học nhận thức Philip Lieberman xuất bản công trình phục dựng thanh quản của người Neanderthal, trong đó kết luận rằng nó giống với trẻ sơ sinh và người Neanderthal không có khả năng phát âm mũi, hơn nữa kích cỡ miệng của họ khá lớn nên thanh quản không cần hạ thấp dưới cổ để chứa vừa bộ lưỡi. Lieberman cho rằng xét về giải phẫu thì người Neanderthal không thể tạo các âm /a/, /i/, /u/, /ɔ/, /g/, và /k/ và do đó không thể phát âm rành mạch song vẫn có thể nói ở cấp độ cao hơn so với các loài linh trưởng không phải người. Tuy nhiên, thanh quản hạ thấp không nhất thiết phải gây gián đoạn đến chất lượng nguyên âm.  Phát hiện xương móng (loại xương thuộc bộ máy thanh âm ở người hiện đại) của người Neanderthal gần giống với xương móng của người hiện đại vào năm 1983 tại Kebara 2 chứng tỏ họ hoàn toàn có khả năng nói. Ngoài ra, di cốt của các hominid tại Sima de los Huesos có xương tai và xương móng giống với người hiện đại, điều này có lẽ là bằng chứng về giai đoạn tiến hóa sơ kỳ của bộ máy thanh âm của người hiện đại. Dẫu vậy, xương móng không cung cấp cái nhìn sâu sắc hơn về giải phẫu đường thanh quản. Các nghiên cứu sau này tái tạo bộ máy thanh âm của người Neanderthal gần với người hiện đại hơn. Vào năm 2015, Lieberman suy đoán rằng người Neanderthal có khả năng sử dụng ngôn ngữ cú pháp, nhưng không có khả năng nói thông thạo bất kỳ phương ngữ nào của con người.
Không rõ liệu hiện đại hành vi chỉ xảy ra mới gần đây và độc nhất ở con người hiện đại, hay người Neanderthal cũng đã trải qua quá trình y hệt như thế.

### Tôn giáo

#### Táng tục
Những khẳng định về hành vi chôn cất với một ý nghĩa tượng trưng ở người Neanderthal còn đang bị tranh cãi và thiếu chắc chắn. Mặc dù ta có bằng chứng người Neanderthal chôn cất thành viên đã chết (có lẽ là bằng chứng lý giải sự phong phú các di vật hóa thạch), điều đó chưa phải dấu hiệu xác đáng của niềm tin tôn giáo về sự sống sau cái chết bởi lẽ động cơ của việc chôn cất có thể mang tính phi-tượng-trưng, chẳng hạn như cảm xúc mãnh liệt hoặc nhằm phòng ngừa các loài ăn xác.
Ước tính số lượng chỗ chôn đã biết của người Neanderthal nằm trong khoảng từ 36 đến 60. Những chỗ chôn lâu đời nhất được xác nhận dường như chỉ xuất hiện sau thời điểm 70.000 năm trước. Số lượng ít mồ Neanderthal ngụ ý rằng hoạt động chôn cất không mấy phổ biến. Kiểu hình địa táng của người Neanderthal chủ yếu là những mồ mả hoặc hố chôn khá nông và đơn sơ. Các địa điểm như La Ferrassie ở Pháp hoặc Shanidar ở Iraq có lẽ là những "bãi tha ma" trong văn hóa Neandethal dựa trên số hài cốt được chôn cất tại đó.
Cuộc tranh luận về người Neanderthal có táng tục hay không bắt đầu kể từ khi mẫu La Chapelle-aux-Saints 1 được phát hiện vào năm 1908 trong một cái hố nhỏ nhân tạo trong hang động phía tây nam nước Pháp, được cho là bằng chứng chôn cất tượng trưng. Một hố mộ khác tại Hang Shanidar, Iraq, kèm phấn của một số loài hoa dường như đã nở vào thời điểm bồi tích, bao gồm vạn diệp, centaurium erythraea, cúc dại, muscari, ma hoàng, và thục quỳ. Các loài thảo mộc này có điểm chung là tính dược liệu, khiến cho nhà khảo cổ học người Mỹ Ralph Solecki suy đoán rằng người đàn ông Neaderthal được chôn cất là một nhà lãnh đạo, người chữa bệnh hoặc thầy cúng nào đó, và rằng "Sự liên kết giữa người Neanderthal và các loài hoa đã khai mở một chiều sâu kiến thức mới của chúng ta về nhân tính của anh ta, cho thấy rằng anh ta có 'linh hồn'". Song, ta không thể loại bỏ trường hợp phấn hoa tại đây bị các loài gặm nhấm nhỏ mang tới sau khi anh ta đã chết.
Đặc biệt hơn, những đứa trẻ Neanderthal thường được chôn cất cùng với các di vật tùy táng. Hài cốt một đứa bé sơ sinh tại La Ferrassie, Pháp, được tìm thấy kèm 3 cái nạo bằng đá lửa; hài cốt một đứa bé sơ sinh từ hang Dederiyeh, Syria, được tìm thấy kèm 1 viên đá lửa hình tam giác đặt trên ngực; hài cốt một đứa bé 10 tháng tuổi từ hang Amud, Israel, được tìm thấy kèm xương hàm dưới của một con hươu đỏ, có lẽ được đặt chủ đích ở đó vì di cốt của những con vật khác tại đó đều vỡ vụn trừ mảnh hàm kia. Mồ của mẫu vật Teshik-Tash 1 từ Uzbekistan được bao quanh bởi một vòng tròn rải sừng sơn dương, thú vị hơn là đầu của mẫu này dường như được kê trên một phiến đá vôi. Hài cốt một đứa bé tại Kiik-Koba, Krym, Ukraina, được phát hiện cùng 1 mảnh tước đá lửa bị xước bên trên, dường như là những vết khắc rất kì công. Tuy nhiên, những khám phá này chưa phải bằng chứng về sự chôn cất tượng trưng bởi vì ta không thể nào biết được tầm quan trọng của chúng đối với người Neanderthal.

#### Thờ cúng
Một số nhà khảo cổ từng cho rằng xương gấu hang, đặc biệt là hộp sọ của chúng, bên trong một số động ở châu Âu được sắp xếp theo trật tự cụ thể, cho thấy một tín ngưỡng thờ gấu cổ xưa nào đó. Ngày nay, tục thờ gấu vẫn tồn tại trong các cộng đồng săn bắn hái lượm ở Bắc Cực hiện đại, song ta vẫn không thể loại bỏ các nguyên nhân tự nhiên gây ra điều đó, và thiên kiến có thể nảy sinh bởi sự tồn tại của tục thờ gấu phù ứng với học thuyết cho rằng tục thờ vật tổ là tôn giáo sớm nhất, dẫn đến việc ngoại suy bằng chứng không đáng có.
Một số nhà khảo cổ cũng từng cho rằng người Neanderthal săn, giết và ăn thịt những người Neanderthal khác theo nghi thức và sử dụng đầu lâu làm hy lễ. Năm 1962, nhà cổ sinh vật học người Ý Alberto Blanc nhận xét rằng một hộp sọ tìm thấy tại Grotta Guattari ở Ý có dấu hiệu đã bị đập nhanh—dấu hiệu của một nghi lễ sát tế—cùng một vết rạch có chủ đích và khá chính xác ở đáy sọ nhằm tiếp cận não. Ông cho rằng trường hợp này giống với sọ của những nạn nhân bị giết bởi các tộc săn đầu người ở Malaysia và Borneo, khẳng định rằng đây là bằng chứng cho tục thờ đầu lâu. Tuy nhiên, phân tích mới đây cho thấy những vết đó nhiều khả năng là vết răng linh cầu. Mặc dù ta biết người Neanderthal có tập tục ăn thịt đồng loại, song hiện ta chưa có đủ bằng chứng cho thấy họ róc xương đồng loại để cúng tế.
Năm 2019, nhóm các nhà cổ sinh vật học của Gibraltar là Stewart, Geraldine và Clive Finlayson cùng nhà khảo cổ học người Tây Ban Nha Francisco Guzmán đưa ra giả thuyết cho rằng đại bàng vàng có giá trị biểu tượng đối với người Neanderthal giống một số xã hội người hiện đại, bởi lẽ tỉ lệ xương đại bàng vàng được tu chỉnh nhân tạo lớn hơn rõ ràng khi so với số xương được tu chỉnh của các loài chim khác. Họ còn phỏng đoán rằng người Neaderthal có một "Giáo phái Chim Mặt trời" lấy đại bàng vàng làm biểu tượng quyền lực. Bằng chứng khảo cổ về việc sử dụng quần áo và phần dây thừa tại Krapina, Croatia, cho thấy móng vuốt của chim ăn thịt đã được đeo dưới dạng trang sức cá nhân.

## Giao phối dị chủng

### Với người hiện đại

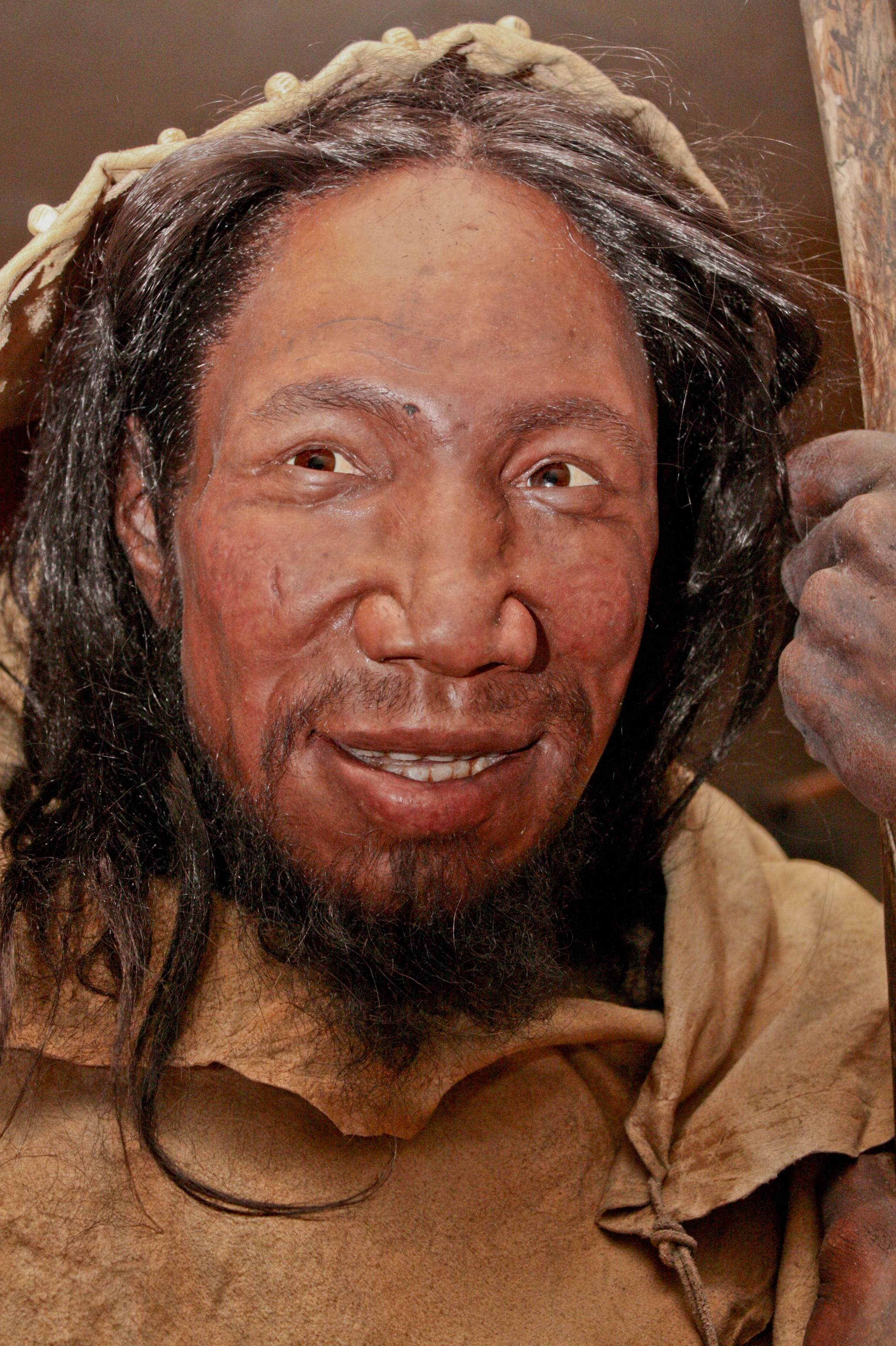
Phục dựng chân dung phần trên của người thời kỳ đồ đá cũ có biệt danh Oase 2. Bộ gen của ông chứa tầm 7,3% DNA của người Neanderthal (thừa kế từ tổ tiên cách 4–6 thế hệ)

Trình tự bộ gen Neanderthal lần đầu tiên được công bố vào năm 2010, chỉ ra rõ ràng sự giao phối giữa người Neanderthal và người hiện đại. Bộ gen của tất cả các quần thể người sống ngoài vùng cận-Sahara đều mang dấu ấn DNA của người Neanderthal. Các ước tính cho rằng tỉ lệ này đạt 1–4% hoặc 3,4–7,9% ở người Á-Âu hiện đại, hoặc 1,8–2,4% ở người châu Âu hiện đại và 2,3–2,6% ở người Đông Á hiện đại. Người châu Âu tiền-nông nghiệp dường như có tỉ lệ gen Neaderthal tương tự người Đông Á hiện đại, và con số này sau đó suy giảm ở người châu Âu vì bộ gen của họ bị "pha loãng" với một nhóm người tách ra trước thời điểm gen Neanderthal xâm nhập. Một nghiên cứu năm 2020 đã phát hiện 0,3-0,5% gen Neanderthal tồn tại trong bộ gen của 5 quần thể châu Phi được lấy mẫu; số gen này có lẽ bắt nguồn từ sự lai tạp giữa quần thể Á-Âu di cư ngược trở lại châu Phi và quần thể định cư tại châu Phi, hoặc có lẽ bắt nguồn từ dòng gen từ người-sang-neanderthal bởi Homo sapiens phát tán trước cuộc di cư ra khỏi Châu Phi. Tỉ lệ DNA Neanderthal thấp như vậy trong các quần thể ngày nay chứng tỏ sự giao phối dị chủng xảy ra không quá thường xuyên trong quá khứ, hoặc cũng có thể đã từng tồn tại quần thể lai tạp thường xuyên nhưng đã tuyệt tự nên không góp gì vào bộ gen người ngày nay. Xét vốn gen Neanderthal còn lưu tồn ở người hiện đại, 25% số đó ở người châu Âu hiện đại và 32% số đó ở người Đông Á hiện đại có lẽ liên quan đến khả năng miễn dịch virus. Nhìn chung, khoảng 20% bộ gen Neanderthal dường như còn sót lại trong vốn gen của người hiện đại.
Tuy nhiên, do dân số nhỏ dẫn đến suy giảm hiệu quả chọn lọc tự nhiên, người Neanderthal đã tích lũy nhiều đột biến có hại và yếu, sau được hòa vào và chọn lọc dần dần trong quần thể người hiện đại lớn hơn; độ thích ứng của quần thể lai ban đầu có lẽ bị giảm tới 94% so với quần thể người đương thời. Cũng chính vì điều này, độ thích ứng của quần thể người Neanderthal tăng lên đáng kể. Một nghiên cứu năm 2017 tập trung vào các gen cổ ở Thổ Nhĩ Kỳ đã tìm thấy mối liên hệ với bệnh coeliac, sốt rét và hội chứng Costello. Song một số gen hữu ích có lẽ đã giúp người châu Âu hiện đại thích nghi tốt hơn với môi trường; biến thể Val92Met của gen MC1R, dường như liên kết với tính trạng tóc đỏ, có lẽ thừa kế từ người Neanderthal mặc dù điều này bị tranh cãi vì biến thể này rất hiếm ở người Neanderthal, và da sáng màu ở người hiện đại chưa lan rộng cho đến thế Toàn Tân. Một số gen liên quan đến hệ miễn dịch dường như từng bị ảnh hưởng bởi sự xâm nhập gen và chúng có lẽ đã giúp con người thực hiện được các cuộc di cư, chẳng hạn như OAS1, STAT2, TLR6, TLR1, TLR10, và nhiều gen liên quan đến phản ứng miễn dịch. Ngoài ra, các gen Neanderthal ở người hiện đại còn có ảnh hưởng đến cấu trúc và chức năng của não, các sợi trung gian, sự chuyển hóa đường, sự co cơ, phân bố mỡ trong cơ thể, độ dày của men răng và quá trình giảm phân noãn bào. Nhưng nhìn chung hầu hết số gen hòa hợp đó chỉ là những DNA không mã hóa (hay "DNA rác"), không có chức năng sinh học.
Bởi lẽ mtDNA Neanderthal (được truyền từ mẹ sang con) vắng mặt trong bộ gen người hiện đại, các nhà khoa học tin rằng thế hệ con cháu có dòng mẹ thuộc Neanderthal và dòng cha thuộc người hiện đại hoặc rất hiếm, hoặc không tồn tại, hoặc mất khả năng sinh sản — Tức là, gen trộn lẫn mà ta phát hiện ngày nay chỉ bắt nguồn từ những thế hệ con cháu có dòng cha thuộc Neanderthal và dòng mẹ thuộc người hiện đại. Do sự thiếu vắng nhiễm sắc thể Y phát sinh từ Neanderthal ở người hiện đại (được truyền từ cha sang con trai), các nhà khoa học tin rằng hầu hết những tổ tiên lai tạp của các quần thể hiện đại chủ yếu là nữ giới, hoặc nhiễm sắc thể Y của người Neanderthal không tương thích với H. sapiens nên tiêu vong.
Theo phương pháp phác bản đồ bất cân bằng liên kết (linkage disequilibrium mapping), dòng gen cuối cùng của người Neanderthal nhập vào bộ gen người hiện đại xảy ra cách đây 86–37 nghìn năm hoặc 65–47 nghìn năm. Các nhà nghiên cứu cho rằng gen Neanderthal của người ngày nay bắt nguồn từ sự kiện giao phối diễn ra ở Cận Đông chứ không phải châu Âu. Tuy nhiên, giao phối dị chủng vẫn có thể xảy ra mà không nhất thiết phải đóng góp vào bộ gen hiện đại. Mẫu người Oase 2 40.000 năm tuổi được phát hiện vào năm 2015 sở hữu 6–9% (ước tính điểm là 7,3%) DNA Neanderthal, với tổ tiên phía Neanderthal của anh ta cách 4-6 thế hệ, song gen của quần thể lai này dường như không được kế thừa bởi người châu Âu hậu thế. Vào năm 2016, DNA của người Neanderthal từ Hang Denisova tiết lộ bằng chứng về giao phối dị chủng cách đây 100.000 năm, và sự giao phối với loài H. sapiens phát tán sớm có lẽ đã xảy ra sớm nhất vào khoảng 120.000 năm trước ở vùng lân cận Levant. Những di tích sớm nhất của H. sapiens bên ngoài châu Phi có thể được tìm thấy tại Hang Misliya 194–177 nghìn năm tuổi, và Skhul và Qafzeh 120–90 nghìn năm tuổi. Những người Qafzeh sống đồng thời với người Neanderthal từ Hang Tabun gần đó. Người Neanderthal tại di chỉ Hohlenstein-Stadel ở Đức có DNA ty thể khác hẳn những người Neanderthal gần đây hơn, dường như gây ra bởi sự xâm nhập mtDNA từ người hiện đại vào khoảng 316-219 nghìn năm trước, hoặc do họ bị cô lập về mặt di truyền. Dù gì đi chăng nữa, những sự kiện giao phối dị chủng đầu tiên không để lại bất cứ dấu vết nào trong bộ gen người hiện đại.
Những tác giả bất đồng với mô hình giao phối dị chủng cho rằng sự tương đồng di truyền chỉ là di tích từ tổ tiên chung chứ không phải là do giao phối, nhưng nếu vậy thì họ lại khó có thể giải thích tại sao người châu Phi không có DNA Neanderthal.

### Với người Denisova

Cây tiến hóa chi Homo theo Chris Stringer. Trục hoành biểu thị khoảng cách địa lý. Trục tung biểu thị thời gian theo đơn vị triệu năm trước.

Phân tích nDNA xác nhận người Neanderthal và người Denisova có quan hệ họ hàng gần hơn so với người hiện đại. Tuy vậy, người Neanderthal và người hiện đại lại có tổ tiên mtDNA dòng mẹ chung gần đây hơn, có thể là bởi sự lai tạp giữa người Denisova và một số loài người chưa được biết đến. Khi xét về mtDNa, những di cốt trông giống Neanderthal 400.000 năm tuổi từ Sima de los Huesos miền bắc Tây Ban Nha có quan hệ họ hàng gần với người Denisova hơn người Neanderthal. Nhiều hóa thạch trông giống Neanderthal ở Á-Âu trong khoảng thời gian trên thường được phân loại là loài H. heidelbergensis, một số trong đó có thể là những quần thể còn sót lại, có khả năng đã giao phối với người Denisova. Điều này được sử dụng để giải thích một mẫu vật người Neanderthal ở Đức 124.000 năm tuổi với mtDNA khác biệt với những người Neanderthal khác (ngoại trừ Sima de los Huesos) khoảng 270.000 năm trước, trong khi DNA bộ gen của nó tiết lộ sự phân tách cách đây ít nhất 150.000 năm.
Giải trình tự bộ gen người Denisova từ Hang Denisova cho thấy 17% bộ gen của họ bắt nguồn từ người Neanderthal. DNA Neanderthal này giống với DNA trong xương Neanderthal 120.000 năm tuổi từ cùng hang động hơn là DNA của người Neanderthal từ hang Vindija ở Croatia hoặc hang Mezmaiskaya ở Kavkaz, chứng tỏ sự giao phối dị chủng chỉ diễn ra ở phạm vi địa phương.
Đối với mẫu Denisova 11 90.000 tuổi, các nhà khoa học đã xác định cha cô là một người Denisova có quan hệ họ hàng với những cư dân tại đó và mẹ cô là một người Neanderthal có quan hệ họ hàng gần hơn với người Neanderthal châu Âu tại hang Vindija, Croatia. Vì số lượng di cốt Denisova được tìm ra còn ít, việc phát hiện ra con lai G1 chứng tỏ sự giao phối giữa hai loài này rất phổ biến và dòng di cư của người Neanderthal qua Á-Âu có lẽ xảy ra sau thời điểm 120.000 năm trước.

## Tuyệt chủng

### Giai đoạn quá độ

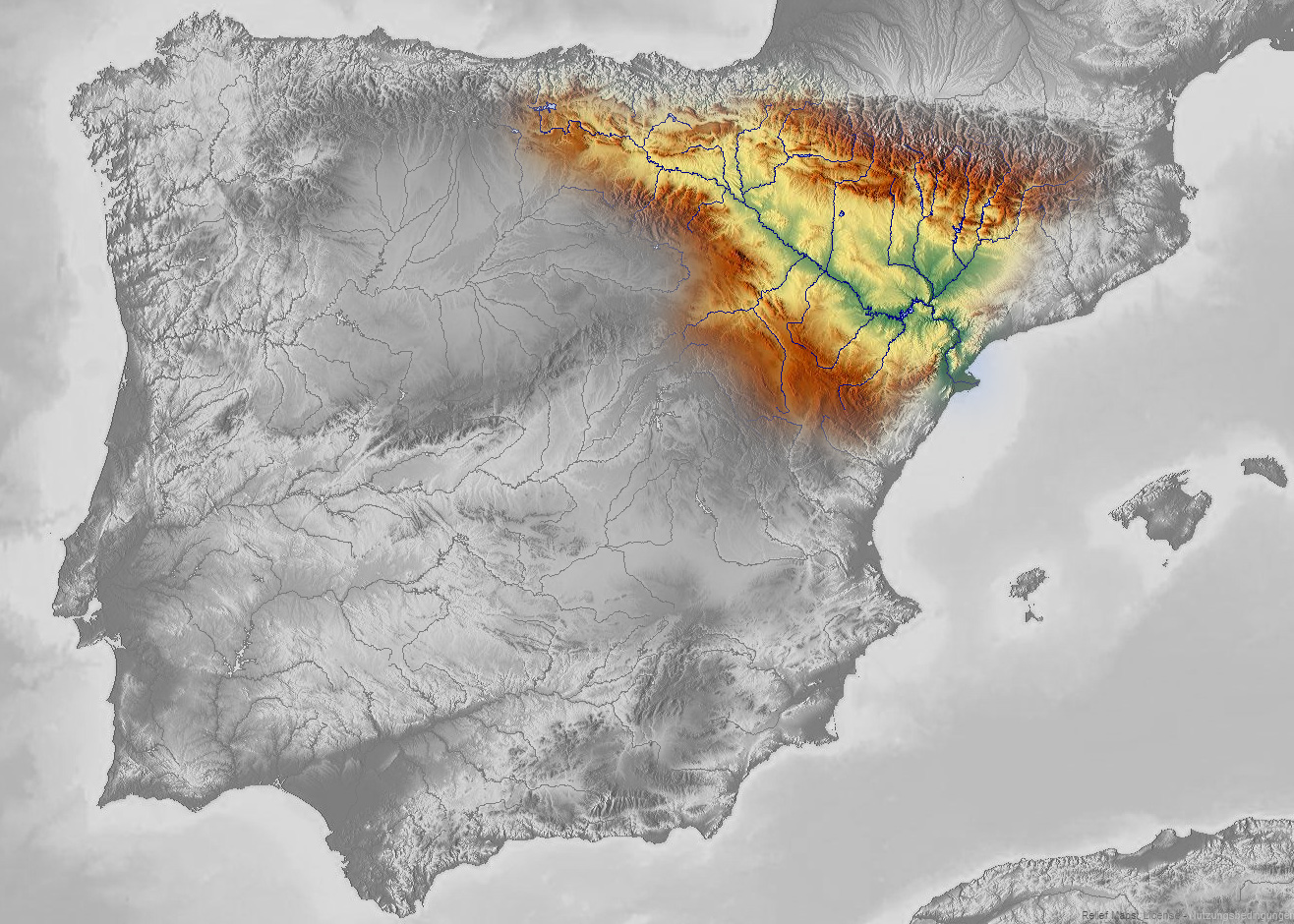
Bản đồ tô đậm lưu vực sông Ebro ở miền bắc Tây Ban Nha

Dù nguyên nhân tuyệt chủng của họ có là gì đi chăng nữa, người Neanderthal đã gần như bị thay thế hoàn toàn bởi người hiện đại trong khoảng thời gian từ 41–39 ngàn năm trước dựa trên bằng chứng rằng, các công cụ Moustier bản địa thời trung kỳ đá cũ đã bị thay thế bởi công cụ Aurignac hậu kỳ đá cũ của người hiện đại trên phạm vi toàn châu Âu (Quá độ từ trung kỳ sang hậu kỳ đá cũ). Quần thể Neanderthal tại Iberia được cho là vẫn còn sống sót cho đến khoảng 35.000 năm trước dựa trên ước tính niên đại các phức hợp đồ đá quá độ như Châtelperron, Uluzzo, tiền-Aurignac và Aurignac Sớm. Tác giả của phức hợp đồ đá tiền-Aurignac và Aurignac Sớm đã được xác định là người hiện đại; tuy chưa rõ chủng người nào là tác giả của phức hợp Châtelperron và Uluzzo, chúng nhiều khả năng là sản phẩm của quá trình chung đụng và lan tỏa kỹ nghệ giữa người Neanderthal/người hiện đại. Hơn nữa, ước tính niên đại 37.500 năm trước tại phức hợp Aurignac phía nam sông Ebro đã thúc đẩy giả thuyết "Biên giới Ebro", theo đó cho rằng con sông này là rào cản địa lý ngăn trở sự xâm nhập của người hiện đại và vì vậy vãn hồi sự tồn tại của người Neanderthal. Tuy nhiên, niên đại của giai đoạn Quá độ Iberia vẫn đang bị bàn cãi, với thời điểm được đề xuất là 43–40,8 nghìn năm trước tại Cueva Bajondillo, Tây Ban Nha. Phức hợp đồ đá Châtelperron manh nha xuất hiện ở đông bắc Iberia vào khoảng 42,5–41,6 nghìn năm trước.
Một số di cốt Neanderthal ở Gibraltar có niên đại gần đây hơn thời điểm 40.000 năm trước — như tại Zafarraya (30.000 năm trước) và Động Gorham (28.000 năm trước) — dường như không chính xác hoàn toàn vì phương pháp định tuổi ở những nơi này được ước đoán gián tiếp dựa trên các đồ tạo tác không rõ lai lịch. Khẳng định về việc người Neanderthal sống sót trong vùng không băng trên dãy núi Ural sau thời điểm 40.000 năm trước được ủng hộ lỏng lẻo bởi các công cụ bằng đá kiểu Moustier với niên đại 34–31 nghìn năm trước xuất xứ từ khu Byzovaya phía bắc Siberia vào thời điểm mà người hiện đại chưa bành trướng lên được miền bắc châu Âu; đáng lưu ý rằng di cốt của người hiện đại đã được tìm thấy tại di chỉ Mamontovaya Kurya lân cận 40.000 năm tuổi. Phân tích niên đại gián tiếp di cốt Neanderthal tại Động Mezmaiskaya đưa ra con số 30.000 năm; song khi phân tích trực tiếp thì dao động trong khoảng 39,7 ± 1,1 nghìn năm, phù hợp hơn với xu hướng đã thấy ở các di chỉ châu Âu khác.

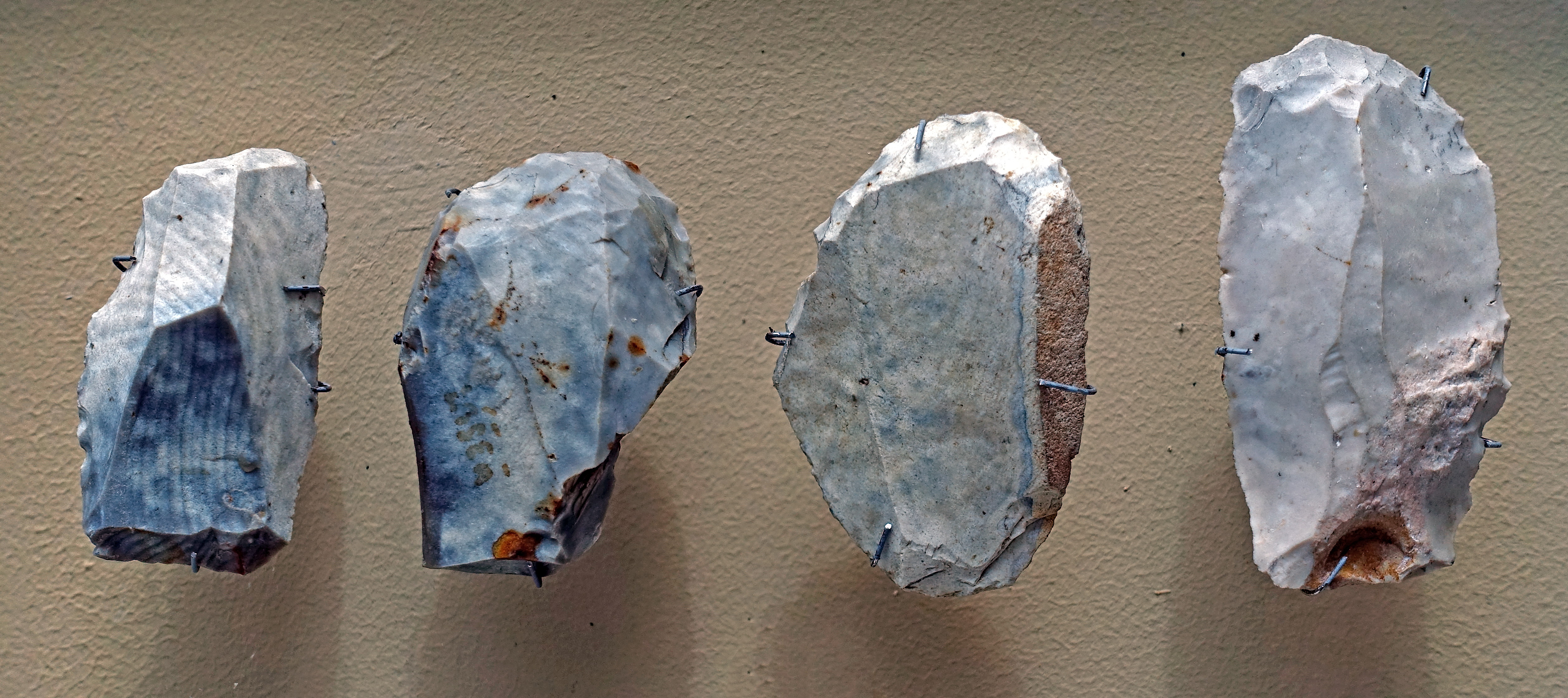
Công cụ nạo được chế tác theo kỹ nghệ Bohunice tại Bảo tàng Moravské zemské, Cộng hòa Séc

Dấu hiệu sớm nhất về sự nhập cư châu Âu của người hiện đại thời đá cũ là kỹ nghệ Bohunice tại Balkan bắt đầu cách đây 48.000 năm, nhiều khả năng được phái sinh từ kỹ nghệ Emiran Levantine, và những hài cốt có niên đại 45–43 nghìn năm trước được tìm thấy tại Bulgaria, Ý, và Anh. Làn sóng di cư này đã thế chỗ các quần thể Neanderthal bản địa. Tuy nhiên, lịch sử tiếp xúc giữa người Neanderthal và H. sapiens còn lâu dài hơn nhiều. Bằng chứng DNA cho thấy H. sapiens đã chạm trán người Neanderthal và các quần thể lai tạp sớm tận 120–100 nghìn năm trước. Năm 2019, một cuộc tái phân tích các mảnh sọ 210.000 năm tuổi từ Động Apidima ở Hy Lạp kết luận rằng chúng thuộc về H. sapiens, dù từng được cho là sọ Neanderthal. Ngoài ra, hộp sọ Neanderthal 170.000 năm tuổi từ cùng một hang động chứng tỏ quần thể H. sapiens tại đây đã bị thay thế bởi một quần thể Neanderthal cho đến khoảng 40.000 năm trước, tức là cho tới khi H. sapiens quay trở lại. Tuy vậy, một nghiên cứu năm 2020 bác bỏ kết luận đó. Bằng chứng khảo cổ cho thấy người Neanderthal tràn vào Cận Đông và thay thế người hiện đại giữa khoảng 100.000 năm trước cho đến 60–50 nghìn năm trước.

### Nguyên nhân

#### Người hiện đại
Từ trước đến nay, các nhà khảo cổ coi rằng thủ công nghệ và chiến lược sinh tồn của người hiện đại vượt trội hơn hẳn so với người Neanderthal. Do đó có ý kiến cho rằng họ tuyệt chủng đơn thuần là bởi không thể cạnh tranh nổi với người hiện đại.
Việc phát hiện ra sự hòa nhập gen giữa người Neanderthal/người hiện đại đã làm dấy lại giả thuyết đa vùng về nguồn gốc loài người. Theo đó, người Neanderthal và những loài người cổ xưa khác không hẳn là đã tuyệt diệt mà bị đồng hóa vào bộ gen người hiện đại - nghĩa là, họ đã "hòa huyết" đến mức tuyệt chủng.

#### Biến đổi khí hậu

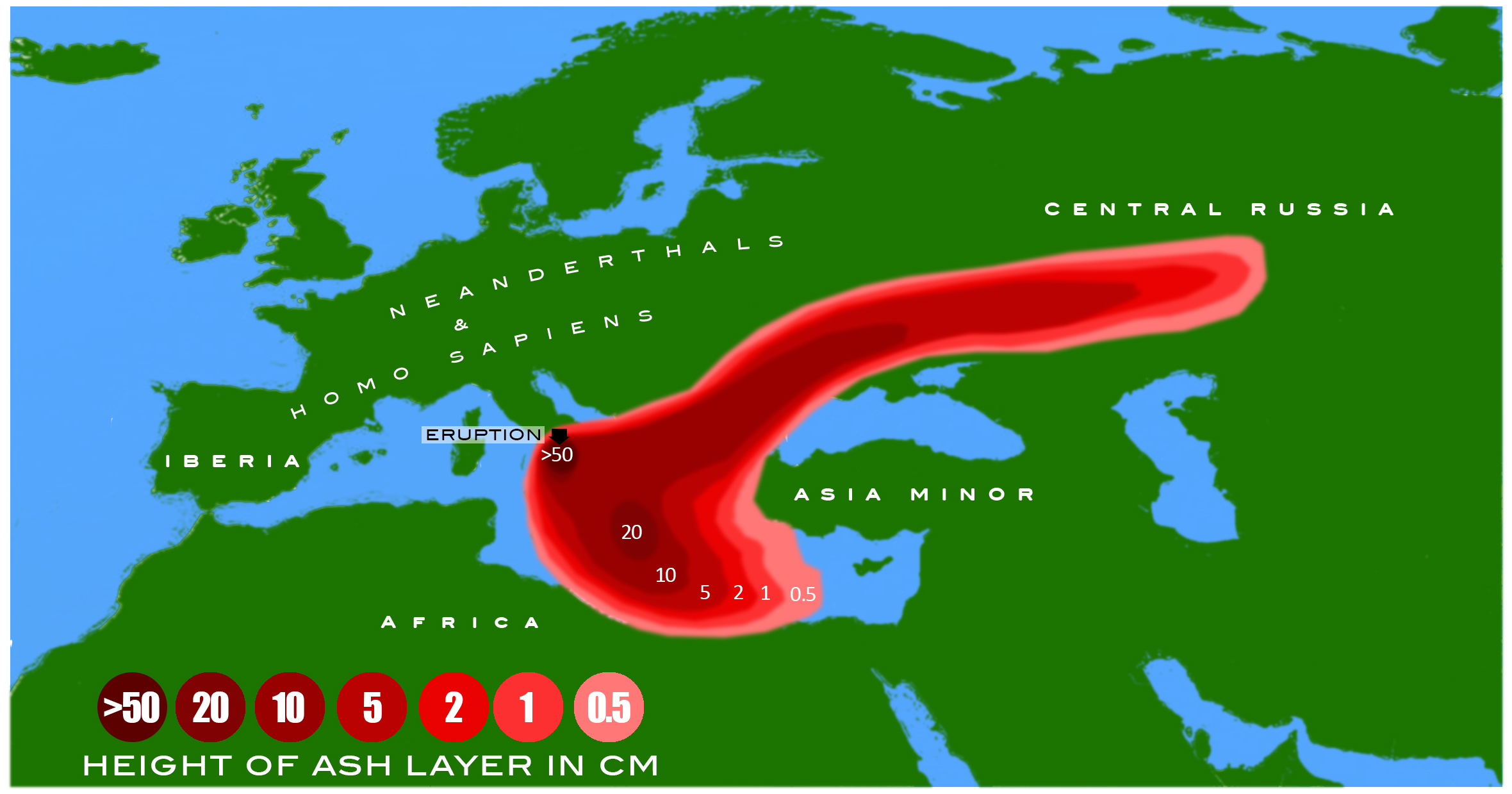
Phân tán các lớp bụi từ vụ phun trào Campania Ignimbrite khoảng 40.000 năm trước.

Sự tuyệt chủng cuối cùng của người Neanderthal trùng khớp với sự kiện Heinrich 4, một thời kỳ có tính mùa vụ dữ dội; các sự kiện Heinrich sau đó thường gắn liền với sự biến chuyển văn hóa lớn, khi mà các quần thể người hiện đại ở châu Âu sụp đổ. Sự biến khí hậu này có lẽ đã làm suy giảm dân số người Neanderthal tại nhiều vùng giống như các thời kì lạnh bất thường trước đó, rồi những vùng ít dân dần bị thay thế bởi dòng người hiện đại nhập cư, cuối cùng dẫn đến sự tuyệt chủng của người Neanderthal.
Có đề xuất cho rằng biến đổi khí hậu là động lực chính dẫn đến sự tuyệt chủng của họ bởi lẽ dân số Neanderthal rất thấp khiến họ dễ bị tổn thương trước bất kỳ sự thay đổi môi trường nào, thậm chí chỉ một biến đổi nhỏ đối với tỉ lệ sinh tồn hoặc tỉ lệ sinh sản của họ có thể nhanh chóng dẫn đến sự tuyệt chủng của cả chủng loài. Song cũng phải lưu ý rằng người Neanderthal và tổ tiên của họ đã sống trên mảnh đất châu Âu hàng nghìn năm rồi, vì vậy họ cũng đã từng trải qua nhiều sự kiện băng hà khắc nghiệt ngang bằng hoặc hơn thế. Cũng có đề xuất cho rằng khoảng 40.000 năm trước, dân số người Neanderthal dường như đã bị suy giảm do yếu tố khác, chẳng hạn như vụ phun trào Campania ở Ý có thể dẫn đến sự diệt vong cuối cùng của họ, vì sự kiện này đã khiến nhiệt độ môi trường giảm xuống chỉ còn 2–4 °C trong vòng 1 năm và gây nên những cơn mưa axít kéo dài vài năm nữa.

#### Dịch bệnh
Người hiện đại có lẽ đa mang theo những mầm bệnh từ châu Phi sang châu Âu trên con đường di cư của mình. Sự thiếu hụt khả năng miễn dịch với các loại bệnh đó cộng với tổng dân số vốn đã thấp của Neanderthal có lẽ đã đẩy họ đến bờ vực tuyệt chủng, hơn nữa vốn gen của người Neanderthal cũng nghèo nàn nên họ khó có khả năng tự phát triển miễn dịch chống lại các dịch bệnh mới lạ (giả thuyết "kháng mầm bệnh chênh biệt"). Tuy vậy giả thuyết này không vững chãi bởi vì người Neanderthal sở hữu tới 12 gen phức hợp tương thích mô chính (major histocompatibility complex, viết tắt là MHC) liên quan đến hệ thống miễn dịch thích ứng; số gen Neanderthal này có sự đa dạng tương tự hoặc thậm chí hơn người hiện đại.
Dân số thấp và thoái hóa giống do cận phối có thể dẫn đến hiện tượng sụp đổ đột biến (mutational meltdown) và góp phần gây ra sự tuyệt chủng Neanderthal.
Dân tộc Fore từng sinh sống tại New Guinea vào cuối thế kỷ 20 có hủ tục ăn thịt đồng loại, sau này bị tuyệt diệt bởi dịch não xốp truyền nhiễm (transmissible spongiform encephalopathies, gọi là bệnh kuru) hoành hành. Đây là một căn bệnh lây lan có độc lực cao bắt nguồn từ việc ăn phải prion trong mô não. Tuy vậy những cá nhân sở hữu biến thể 129 của gen PRNP có được sự miễn dịch tự nhiên đối với prion. Nghiên cứu sâu thêm mã gen này phát hiện ra rằng biến thể 129 phổ biến ở tất cả loài người hiện đại, điều này chứng tỏ tập tục ăn thịt người từng phổ biến ở một thời điểm nào đó trong tiến trình tiến hóa của nhân loại. Do ta có bằng chứng người Neanderthal ăn thịt đồng loại ở một mức độ nào đó và chung đụng với người hiện đại, nhà cổ sinh vật học người Anh Simon Underdown suy đoán rằng người hiện đại đã lây truyền một loại bệnh não xốp nào đó giống như kuru sang người Neanderthal. Vì người Neanderthal dường như không sở hữu biến thể 129, căn bệnh kia đã lây lan và chấm dứt giống loài của họ.

## Trong văn hóa đại chúng

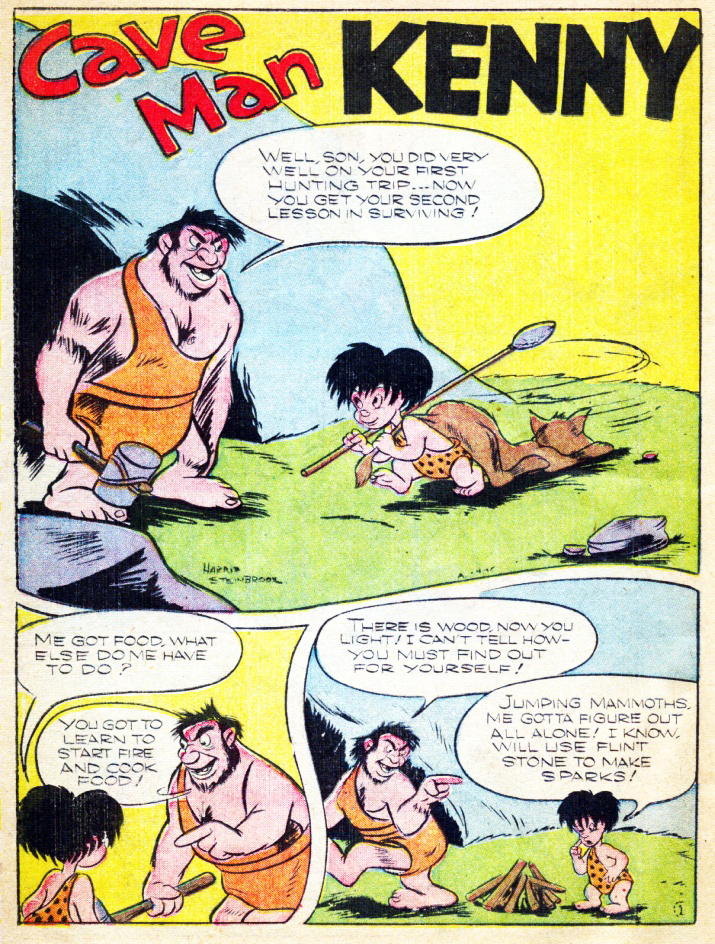
Cavemen trong The Black Terror #16 (1946)

Người Neanderthal được mô tả rất thường xuyên trong văn hóa đại chúng, bao gồm trong văn học, phim ảnh và hài kịch. Nguyên mẫu "cavemen" giễu nhại Neanderthal là giống người nguyên thủy, gù lưng, hai chi kéo lê trên mặt đất, cầm dùi cui, hay càu nhàu, phi xã hội tính, và chỉ biết hành động theo thú tính hoang dại. Từ "Neanderthal" trong tiếng Anh cũng có thể được dùng để xúc phạm.
Trong văn học, họ đôi khi được miêu tả là giống người đần độn và quái dị, như trong cuốn The Grisly Folk của H. G. Wells và The Animal Wife của Elizabeth Marshall Thomas; song họ đôi khi cũng được miêu tả là chủ nhân của nền văn minh lạ lẫm, như trong The Inheritors của William Golding, Dance of the Tiger của Björn Kurtén, Clan of the Cave Bear hoặc loạt truyện Earth's Children của Jean M. Auel.

## Chú giải
1. ↑  Cái hang này sau trở thành nơi khai thác đá vôi và bị vùi lấp vào năm 1900. Hai nhà khảo cổ Ralf Schmitz và Jürgen Thissen tìm lại được địa điểm vào năm 1997.[100]
2. ↑  Cách viết Thal ("thung lũng") trong tiếng Đức bị thay thế bởi cách viết Tal sau cải cách chính tả năm 1901. (Danh từ tiếng Đức này đồng nguyên với từ dale trong tiếng Anh.) Âm vị /t/ trong tiếng Đức thường được ký âm bằng chữ th từ thế kỷ 15 đến 19, song cách viết Tal đã trở thành dạng quy chuẩn sau Hội thảo Chính tả lần 2 tại Đức vào năm 1901. Theo chính tả mới thì cả hai danh từ cũ, Neanderthal để chỉ thung lũng và Neanderthaler để chỉ giống loài, đều phải lược bỏ chữ h.[101][102]
3. ↑  Tại Mettmann ở "Thung lũng Neander", người địa phương vẫn thường sử dụng cách viết th như cũ, ví dụ trong tên của Bảo tàng Neanderthal (đây là tiếng Anh [Tiếng Đức phải là Neandertalermuseum]), tên của trạm Neanderthal (Bahnhof Neanderthal), và một số địa danh hút khách du lịch khác. Ngoài những trường hợp trên, quy ước của thành phố là sử dụng kiểu viết th khi nhắc đến tên loài.[102]
4. ↑  King viết nhầm thành "theositic" mà lẽ ra phải là "theistic", tức "hữu thần".

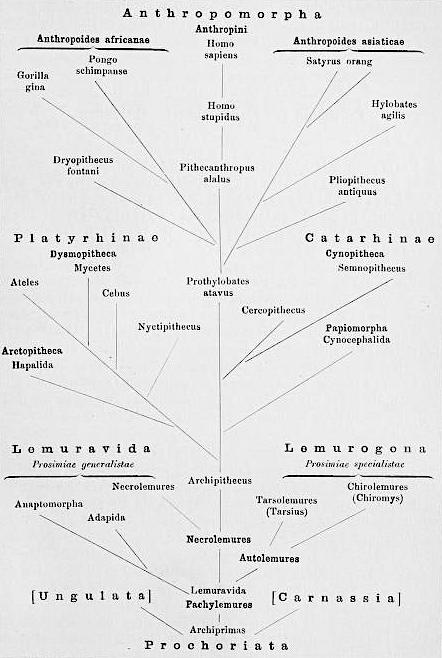
Cây phát sinh nhóm Linh trưởng lỗi thời của Ernst Haeckel cho thấy H. stupidus (tức Neanderthal) là tổ tiên của H. sapiens

5. ↑  Các mảnh xương được tìm thấy bởi Wilhelm Beckershoff và Friedrich Wilhelm Pieper. Ban đầu, hai công nhân định vứt đống xương đi, nhưng Beckershoff đổi ý và giữ lại chúng. Pieper báo tin cho Fuhlrott tới chỗ hang động để xem xét đống xương mà Beckershoff và Pieper lầm tưởng là di cốt của một con gấu hang.[100]
6. ↑  OAS1[394] và STAT2[395] đều liên quan đến khả năng phòng ngừa nhiễm virus (các interferon), và các thụ thể giống Toll (TLRs) liệt kê[396] cho phép các tế bào nhận dạng được các loại vi khuẩn, nấm, và mầm bệnh ký sinh. Vì vậy, người gốc Phi thường phản ứng dữ dội hơn với viêm sưng.[94]
7. ↑  Những người thừa kế nhiều gen Neanderthal thường sẽ có hình dạng xương chẩm và xương đỉnh giống người Neanderthal hơn, và những vùng như vỏ não thị giác và rãnh trong thành sẽ xuất hiện những biến đổi độc đáo khác (đều liên quan đến khả năng thị giác).[397]
8. ↑  Homo floresiensis phát tích từ nơi chưa xác định, từ một tổ tiên chưa xác định, và bằng cách nào đó đã đặt chân đến được những nơi hẻo lánh của Indonesia. Homo erectus tỏa ra từ châu Phi vào Tây Á, rồi đông tiến sang châu Á và Indonesia; chưa chắc họ đã tới châu Âu, song le phát sinh loài Homo antecessor từng sống ở Tây Ban Nha. Homo heidelbergensis bắt nguồn từ Homo erectus ở một địa điểm chưa xác định và bành trướng khắp châu Phi, nam Á và bắc Âu (một số nhà khoa học coi các mẫu vật, được gọi là heidelbergensis, chỉ là loài erectus thời kỳ muộn). Người hiện đại thiên di từ châu Phi ra tây Á rồi sang châu Âu và nam Á, rốt cuộc tới được Úc và Mỹ châu. Bên cạnh các dòng dõi người Neanderthal và Denisova, dòng gen thứ ba bắt nguồn từ châu Phi cổ đại được biểu thị bên phải.[406] Đồ thị thiếu dòng siêu thái cổ (tách khỏi erectus vào khoảng 1,9 triệu năm về trước) đã hòa nhập với tổ tiên chung Neanderthal/Denisova.[155]